# Saint-Cyr-sur-Menthon
Vous lisez un « bon article » labellisé en 2020.
Pour les articles homonymes, voir Saint-Cyr et Menthon.
Ne doit pas être confondu avec Saint-Genis-sur-Menthon.
Saint-Cyr-sur-Menthon (prononcé /sɛ̃.siʁ.syʁ.mɑ̃.tɔ̃/, en bressan Sè Sizhou su Mèton), est une commune française située dans le département de l'Ain en région Auvergne-Rhône-Alpes.
Elle appartient à la région naturelle de la Bresse méridionale, une zone au paysage plat située entre les massifs du Mâconnais et du Jura. La commune est traversée par trois principaux cours d'eau, le plus important étant le Menthon.
Territoire occupé dès l'époque romaine et mentionné pour la première fois au début du Xe siècle dans les sources écrites sous le nom primitif de Tournas, le village a été soumis à différentes dominations du fait de sa proximité de la Saône qui fit longtemps office de frontière entre le royaume de France et d'autres régimes tels les États de Savoie. Aujourd'hui traversée par la route départementale 1079 et l'autoroute A40, la commune est située à 12 km de Mâcon et à 23 km de Bourg-en-Bresse.
Peuplée de 1 867 habitants en 2022, la commune subit une baisse significative de sa population après la Seconde Guerre mondiale mais sa démographie redevient plus importante depuis les années 1980 pour atteindre le plus haut niveau démographique de son existence au début du XXIe siècle. Le territoire communal abrite quatre fermes anciennes inscrites ou classées monuments historiques et, depuis 1995, le domaine des Saveurs - Les Planons. Le village possède toujours sa motte castrale.

## Géographie

### Localisation

Localisation de la commune dans l'Ain et le canton de Vonnas.

Saint-Cyr-sur-Menthon est une commune française du département de l'Ain dans le sud de la région naturelle de la Bresse, plus particulièrement dans la Bresse savoyarde, près de la région naturelle de la Dombes, dans le nord-est de la région Auvergne-Rhône-Alpes.
À vol d'oiseau, elle se situe à 11 km à l'est de Mâcon, à 21 km à l'ouest de Bourg-en-Bresse, à 58 km au nord de Lyon et à 348 km au sud de Paris,.

### Communes limitrophes
Quatre communes sont limitrophes de Saint-Cyr-sur-Menthon : Bâgé-Dommartin, Perrex, Saint-Genis-sur-Menthon et Saint-Jean-sur-Veyle avec lesquelles elle partage respectivement 6,37, 5,53, 5,56 et 5,56 kilomètres de frontière. Jusqu'à la fin des années 2010, Saint-Cyr n'était pas frontalière avec Bâgé-Dommartin qui n'existait pas. En effet, cette nouvelle commune qui a le statut administratif de commune nouvelle a été créée le 1er janvier 2018 à la suite de la fusion de Bâgé-la-Ville (qui partageait une partie de sa limite sud avec la partie nord de celle de Saint-Cyr) et Dommartin.
|                      | Bâgé-Dommartin        |                         |
| Saint-Jean-sur-Veyle | Saint-Cyr-sur-Menthon | Saint-Genis-sur-Menthon |
|                      | Perrex                |                         |

Les points extrêmes sont au nord : Petit-Bergemot, à l'est : route de Saint-Genis, au sud : Marillat et à l'ouest : les Guillemières.

### Géologie et relief

Carte géologique simplifiée :
Limons/lœss remaniés ou soliflués
Limons généralement non calcaires
Marnes de Bresse
Alluvions fluviatiles récentes et actuelles indifférenciées
Colluvions non différenciées
Surface d'érosion en partie recouverte par des limons sableux peu épais

La superficie de la commune est de 1 693 hectares ; son altitude varie de 181  à   217 mètres, cette faible variation prouve un relief particulièrement plat. Le point le plus bas est aux bords du Menthon et le point culminant est situé vers le château d'eau.
Géologiquement, le territoire communal se trouve dans le fossé de la Bresse situé entre les massifs du Mâconnais et du Beaujolais à l'ouest et du Jura et des Alpes à l'est,. Ce fossé est divisé en trois parties selon un axe nord-est/sud-ouest et Saint-Cyr se situe dans la Bresse louhannaise à la limite avec la Bresse méridionale, ces deux territoires étant séparés par le seuil de Cormoz.
Le sol argileux et calcaire peu accidenté s'explique par sa localisation dans le fossé de la Bresse qui résulte d'un effondrement du rift ouest-européen au Cénozoïque, événement ayant permis la création d'un lac peu profond qui se déversait au sud en direction de la mer Méditerranée.
À l’Oligocène et au Miocène se forment les Alpes, phénomène géologique qui provoque le plissement du massif du Jura, qui vient alors s'arc-bouter vers le lac bressan. Cet événement donne son apparence actuelle, dans les grandes lignes, au fossé bressan et à ses bordures. Puis, au Quaternaire, le réseau hydrographique actuel de la Bresse, notamment la Saône, se met en place, érodant sa couverture sédimentaire. Divers épisodes lacustres, fluviatiles et glaciaires, en lien avec le glacier de la Dombes, viennent modeler le relief bressan tel qu'il existe actuellement par l'édification de terrasses à différentes altitudes,.
Du Pliocène au Quaternaire des marnes de Bresse se déposent sur l'actuel territoire communal. Ces marnes sont des sables, des argiles gris-bleuté, des cailloutis, des marnes. Ils sont localement des veines de lignite et des concrétions calcaires fréquentes déposés en milieu continental fluviatile à fluvio-lacustre.
Par la suite, des limons se sont déposés et présentaient deux caractéristiques différentes. Ces limons étaient soit rémaniés ou soliflués soit non calcaires par recouvrement continu des formations rissiennes. Plus récemment, des alluvions fluviatiles tels des graviers, des galets, des sables, des argiles et des marnes se sont déposés dans le lit du Menthon. Il existe aussi des colluvions de versants et de fonds de vallons,.

Profil altimétrique du fossé de la Bresse selon l'axe ouest-est.

### Hydrographie

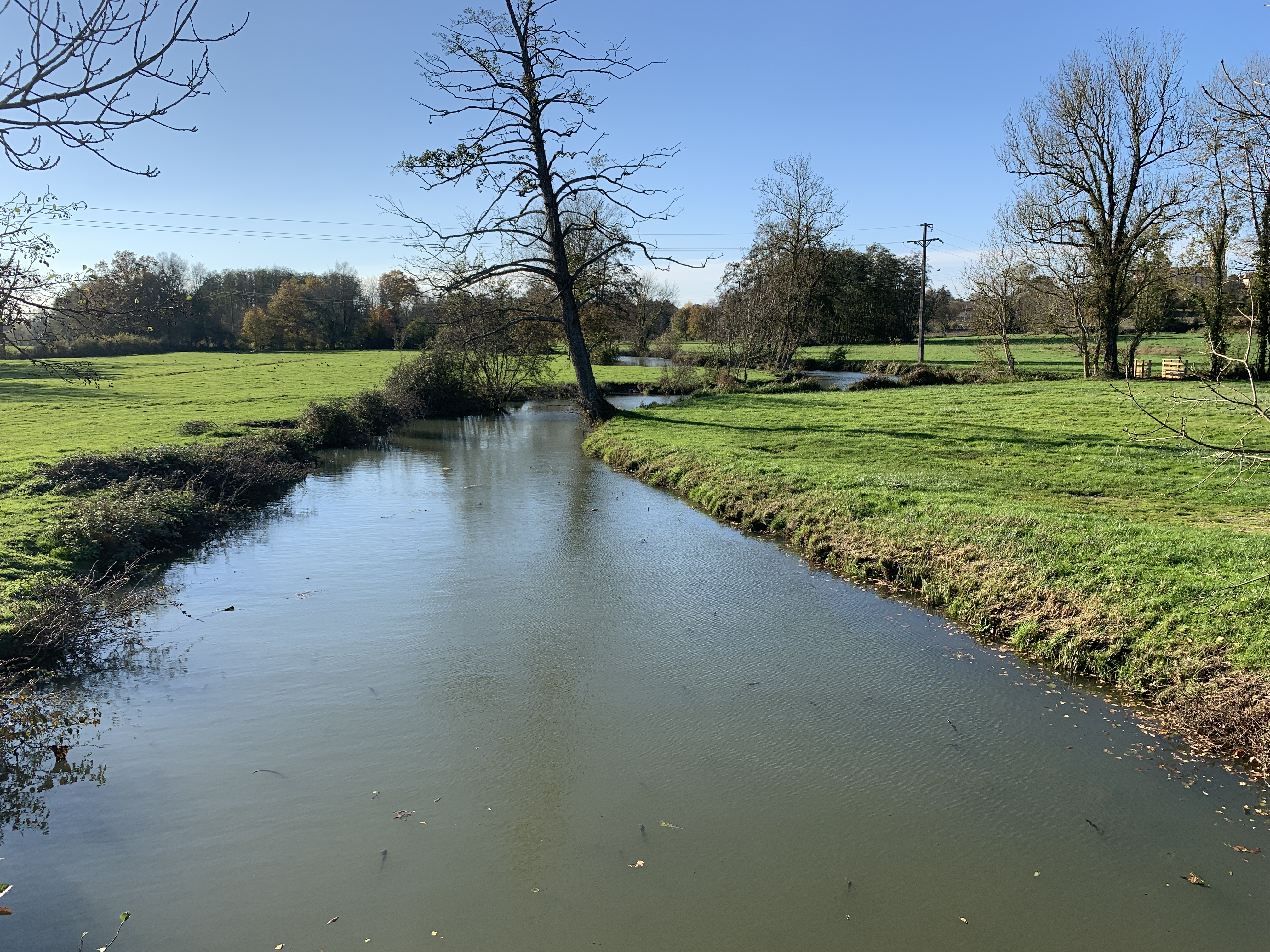
Le Menthon vu depuis le pont d'Arringes vers l'aval.

Trois principaux cours d'eau, appartenant au bassin versant de la Saône, traversent la commune ; le plus important est la rivière appelée le Menthon. Confluant dans la Veyle dans le village voisin de Saint-Jean-sur-Veyle, elle définit la frontière sud-ouest de la commune avec celle de Perrex et aussi une partie de la frontière avec Saint-Genis.
Le Menthon a un seul affluent, il s'agit du bief de Cheval-Queue (ou bief de Montlessard) qui passe à l'est de Saint-Cyr. Prenant sa source à Mézériat, la petite rivière de près de 9 km se jette dans le Menthon au niveau du lieu-dit Mare Moiroux, au sein de la commune au nord-ouest du hameau d'Arringes. Se trouve également un ruisseau appelé Montépin qui prend source près de l'autoroute A40 non loin du hameau de Gréziat, continue puis termine son cours dans la commune de Bâgé-Dommartin. Contrairement aux deux cours d'eau précédemment cités, le Montépin appartient au bassin versant de la Grande Loëze.
Au nord-ouest de la commune, entre le quartier de Gréziat et Montépin, hameau de Bâgé-Dommartin, l'étang de Branguemouille est la plus grande étendue d'eau du village.

### Climat
Pour des articles plus généraux, voir Climat d'Auvergne-Rhône-Alpes et Climat de l'Ain.
En 2010, le climat de la commune est de type climat océanique altéré, selon une étude du CNRS s'appuyant sur une série de données couvrant la période 1971-2000. En 2020, Météo-France publie une typologie des climats de la France métropolitaine dans laquelle la commune est dans une zone de transition entre le climat semi-continental et le climat de montagne et est dans la région climatique Bourgogne, vallée de la Saône, caractérisée par un bon ensoleillement (1 900 h/an), un été chaud (18,5 °C), un air sec au printemps et en été et des vents faibles.
Pour la période 1971-2000, la température annuelle moyenne est de 11,7 °C, avec une amplitude thermique annuelle de 18 °C. Le cumul annuel moyen de précipitations est de 888 mm, avec 10,5 jours de précipitations en janvier et 7,1 jours en juillet. Pour la période 1991-2020, la température moyenne annuelle observée sur la station météorologique de Météo-France la plus proche, « Mâcon », sur la commune de Charnay-lès-Mâcon à 14 km à vol d'oiseau, est de 12,3 °C et le cumul annuel moyen de précipitations est de 833,7 mm,. Pour l'avenir, les paramètres climatiques de la commune estimés pour 2050 selon différents scénarios d'émission de gaz à effet de serre sont consultables sur un site dédié publié par Météo-France en novembre 2022.

### Voies de communication et transports
La proximité de la commune avec les villes de Mâcon et Bourg-en-Bresse permet à Saint-Cyr d'être traversée et d'être à proximité d'axes de communication importants aux niveaux départemental, régional et national.

#### Routes

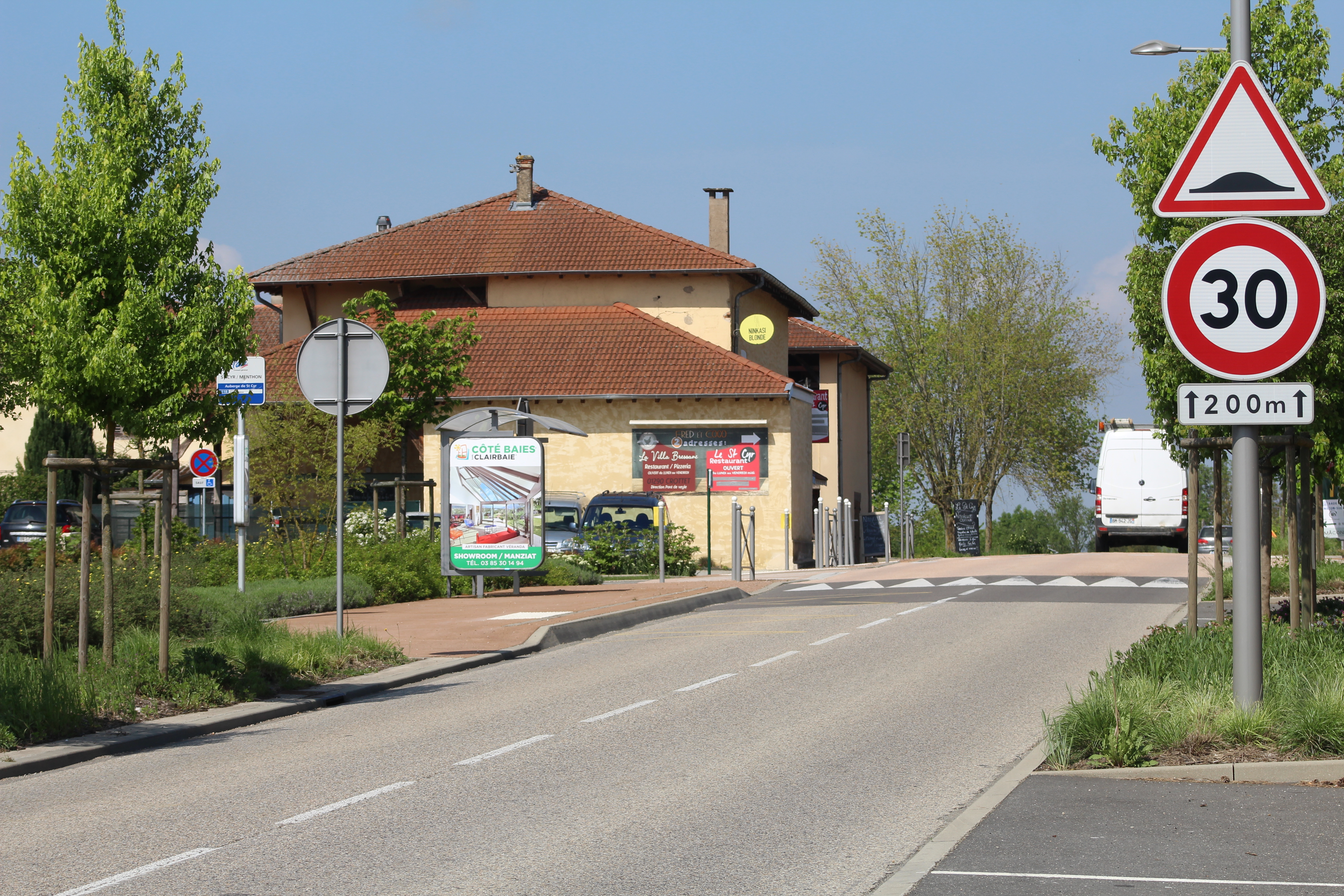
Route départementale D 1079 au centre du village.

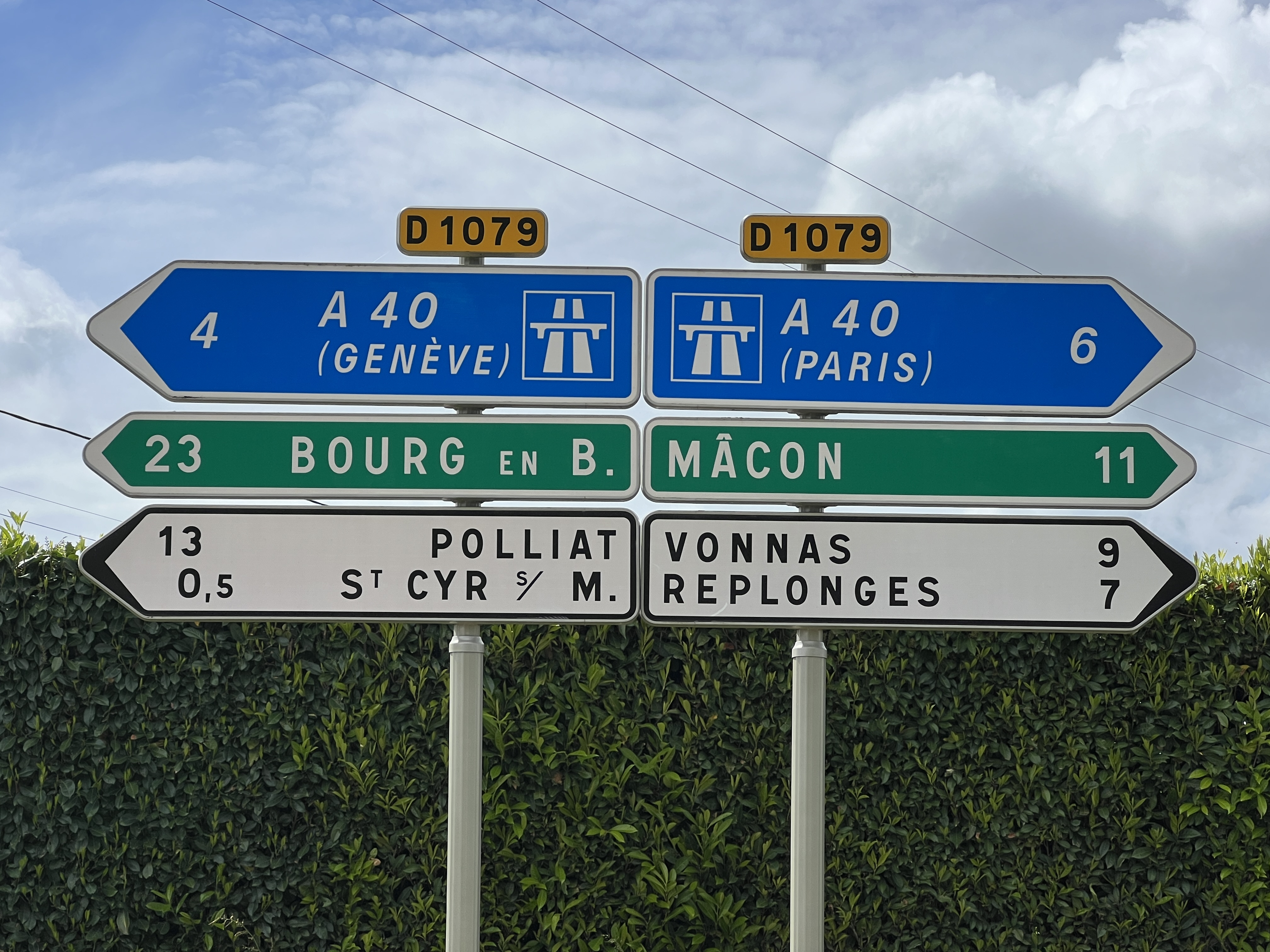
Panneaux directionnels à l'intersection des routes D 80 et D 1079.

En plus des 46 km de voies communales, Saint-Cyr est traversée par trois routes départementales.
La route départementale D 1079 traverse la commune d'ouest en est,. Cette voie débute à Mâcon sur le pont Saint-Laurent et prend fin dans la ville de Bourg-en-Bresse. Elle permet de rejoindre Replonges, Mâcon et le département de Saône-et-Loire par l'ouest tandis que par l'est, elle permet d'aller à Bourg et dans les autres villes importantes du département. Avant 2006, année de son déclassement, cet axe de communication faisait partie de la route nationale 79 qui reliait Saint-Éloi, commune située près de Nevers, à Montréal-la-Cluse située près de Nantua.
La route départementale D 80 traverse la commune du nord au sud et constitue deux tronçons reliés à la D 1079. La première partie part de la zone d'activité des Teppes et part au sud en direction des villages de Perrex et de Vonnas tandis que la seconde partie débute au lieu-dit Bécalet et part au nord en allant en direction de Bâgé-le-Châtel et Montrevel-en-Bresse. Au niveau départemental, cette voie — qui se nommait chemin départemental no 30 à la fin du XIXe siècle — relie les communes de Saint-Trivier-de-Courtes au nord et de Villars-les-Dombes au sud,.
La route départementale D 51b traverse une petite partie de la commune à l'extrême sud-ouest. Cet axe permet de rejoindre Pont-de-Veyle ainsi que le village voisin de Saint-Jean-sur-Veyle. L'entretien de ces voies est assurée par l'agence routière Val-de-Saône - Bresse du conseil départemental de l'Ain qui gère l'entretien des voies départementales de l'ouest du département.
Une autoroute traverse Saint-Cyr, l'autoroute A40, située sur l'axe Mâcon - Genève ; il s'agit d'une portion de la Route Centre-Europe Atlantique Bordeaux/Nantes - Annemasse. Aucune sortie d'autoroute n'est sur le territoire. Toutefois, la commune accueille deux aires que sont l'aire des Planons et celle du Musée de la Bresse. Ces dernières remplacent les aires de L'Étang Quinard et de Saint-André-de-Bâgé qui ont été fermées en 2009 du fait de leur implantation sur le tracé du nouvel échangeur entre l'A40 et l'A406,. Seule autoroute passant par le territoire, ses travaux d'aménagement à Saint-Cyr ont été effectués au milieu des années 1980.

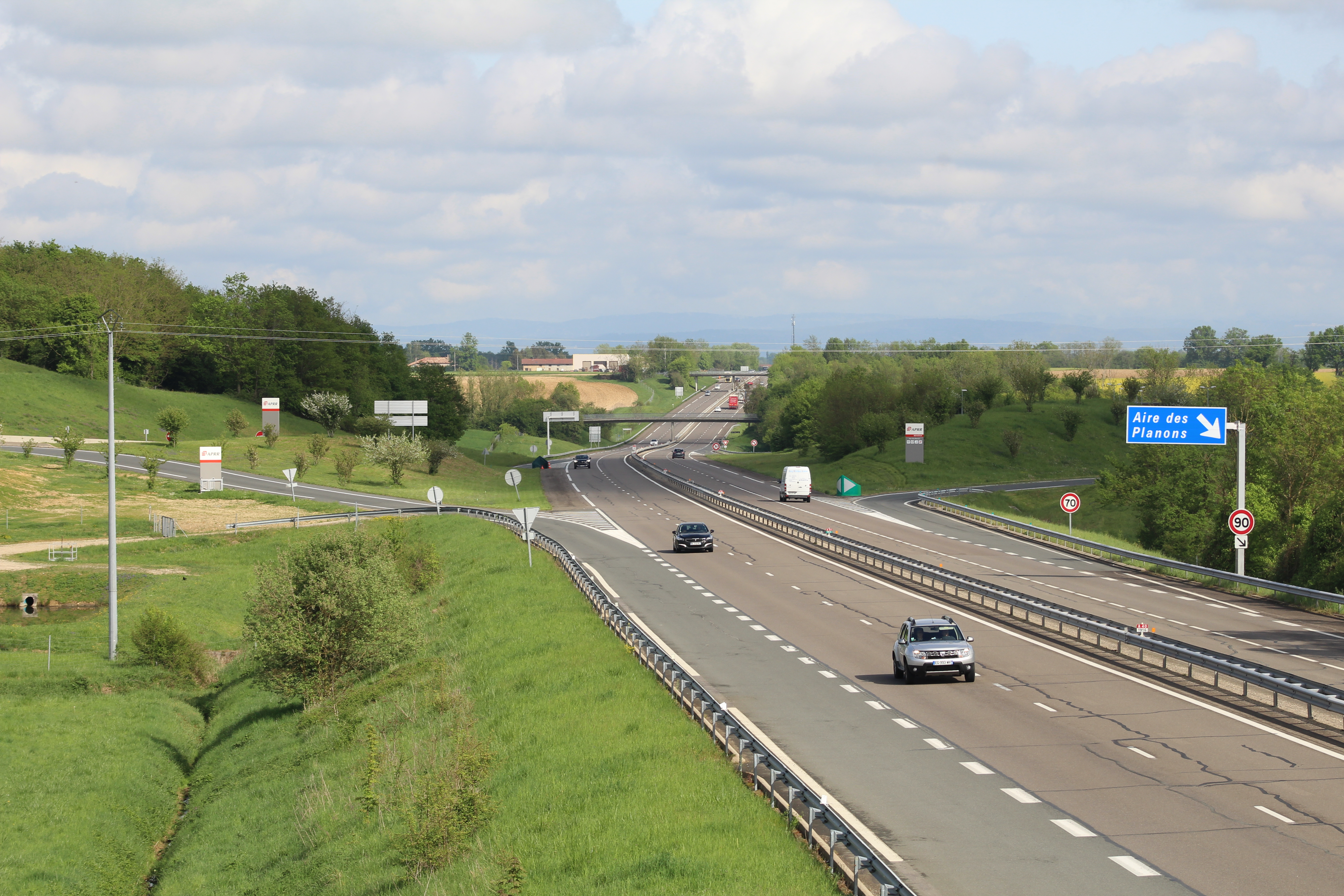
A40 avec l'aire des Planons et l'aire du musée de la Bresse.

Pour accéder à l'A40 en direction de Mâcon-Nord et Paris par l'A6, il convient d'aller à la gare de péage de Replonges à 7 kilomètres au nord-ouest. On peut l'emprunter gratuitement jusqu'à la gare de Mâcon-centre, dernière sortie avant l'échangeur avec l'autoroute A6. Enfin, pour accéder à la voie en direction de Bourg et Genève, il faut se diriger 4 kilomètres à l'est en passant par la gare de péage de Saint-Genis-sur-Menthon.
L'autoroute A6 est une autoroute passant à une quinzaine de kilomètres de la commune qui relie Paris à Lyon ; elle est accessible depuis l'A406 pour aller à Lyon et par l'A40 pour se rendre à Paris.
L'autoroute A406 est une voie reliant l'A40 et l'A6. Inaugurée en mars 2011, elle permet aux usagers de gagner un quart d'heure pour aller à Mâcon Sud en évitant le centre. Afin d'accéder au contournement de Mâcon, il suffit de se rendre à la gare de péage de Crottet à 8,5 kilomètres au sud-ouest. Cette autoroute permet d'accéder à l'A6 en direction de Lyon.

#### Voies ferroviaires

Axes ferroviaires aux alentours de la commune.

Aucune voie ferrée ne traverse la commune. Néanmoins, la ligne de Mâcon à Ambérieu, desservie par les TER de la région Auvergne-Rhône-Alpes, passe à cent mètres au sud de la commune. Deux gares pour les TER sont situées à proximité dont la plus proche est celle de Vonnas. L'autre est la gare de Pont-de-Veyle installée à Crottet. La gare de Saint-Jean-sur-Veyle était jusqu'en 2007, année de sa fermeture, la plus proche de Saint-Cyr. Les trains grandes lignes et les TGV ne marquent pas d'arrêt.
Pour rejoindre les grandes villes de France et d'Europe, deux lignes traversent le territoire environnant. La ligne traditionnelle Paris - Marseille via Dijon passe à Mâcon. La gare de Mâcon-Ville, à 9 km de Saint-Cyr, est desservie par les TER Bourgogne, Rhône-Alpes et quelques TGV reliant le nord-est de la France à la Méditerranée. L'autre ligne, la ligne à grande vitesse Paris - Lyon - Marseille ou LGV Sud-Est, traverse la Saône au sud de Mâcon, et comporte un raccordement vers la ligne Mâcon - Bourg. La gare de Mâcon-Loché-TGV, au sud-ouest de Mâcon, est desservie par quelques TGV Paris - Marseille et Paris - Genève.

#### Transport fluvial
À quelques kilomètres de Saint-Cyr, la Saône, qui marque la frontière ouest du département de l'Ain, est navigable à grand gabarit européen depuis Saint-Jean-de-Losne jusqu'à Lyon. Constituant un axe de transport fluvial important entre l'est et la Méditerranée, elle est appréciée pour le tourisme fluvial. Mâcon possède trois ports fluviaux : le port de plaisance, un autre près du quai des Marans et l'Aproport.

#### Transport aérien
La commune ne dispose pas de plateforme aéroportuaire. La chambre de commerce et d'industrie de Saône-et-Loire gère un petit aéroport à Charnay-lès-Mâcon, au sud-ouest de Mâcon, situé à 15 km environ de Saint-Cyr. De l'autre côté, vers Bourg-en-Bresse, l’aérodrome de Bourg - Ceyzériat, plus communément appelé Terre des Hommes en hommage à Antoine de Saint-Exupéry est situé principalement à Jasseron. L’aérodrome permet de pratiquer de nombreuses activités aériennes comme l'aviation légère, l'hélicoptère, le vol à voile, la pratique de l'ULM et l'aéromodélisme. Il existe une hélisurface à l'hôtel Georges Blanc au village voisin de Vonnas.
Les habitants de la commune doivent se rendre à l'aéroport de Lyon-Saint-Exupéry distant de 80 kilomètres ou bien à l'aéroport de Genève distant de 140 kilomètres pour effectuer des vols à l'international,.

#### Transports en commun
La commune est reliée au réseau interurbain de l'Ain nommé Cars Région Ain,. Deux arrêts sont installés dans Saint-Cyr le long de la route départementale 1079 qui sont intégrés à la ligne A18 (Sens Bourg-en-Bresse - Mâcon et sens Mâcon - Bourg-en-Bresse). Un arrêt est situé dans le village (Arrêt Auberge) et un autre dans le lieu-dit la Tuilerie (Arrêt Place Lamberet).

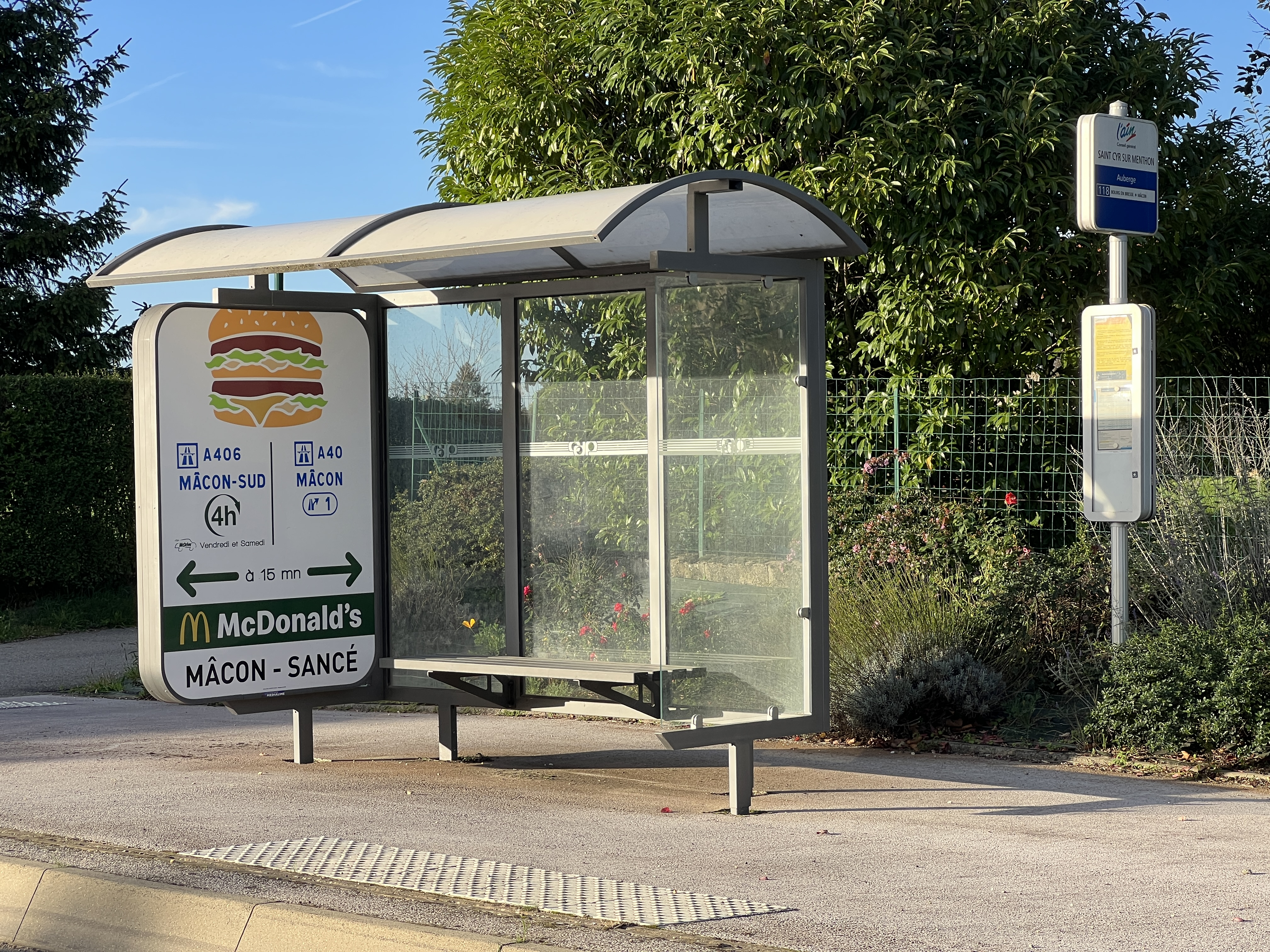
Arrêt Auberge.
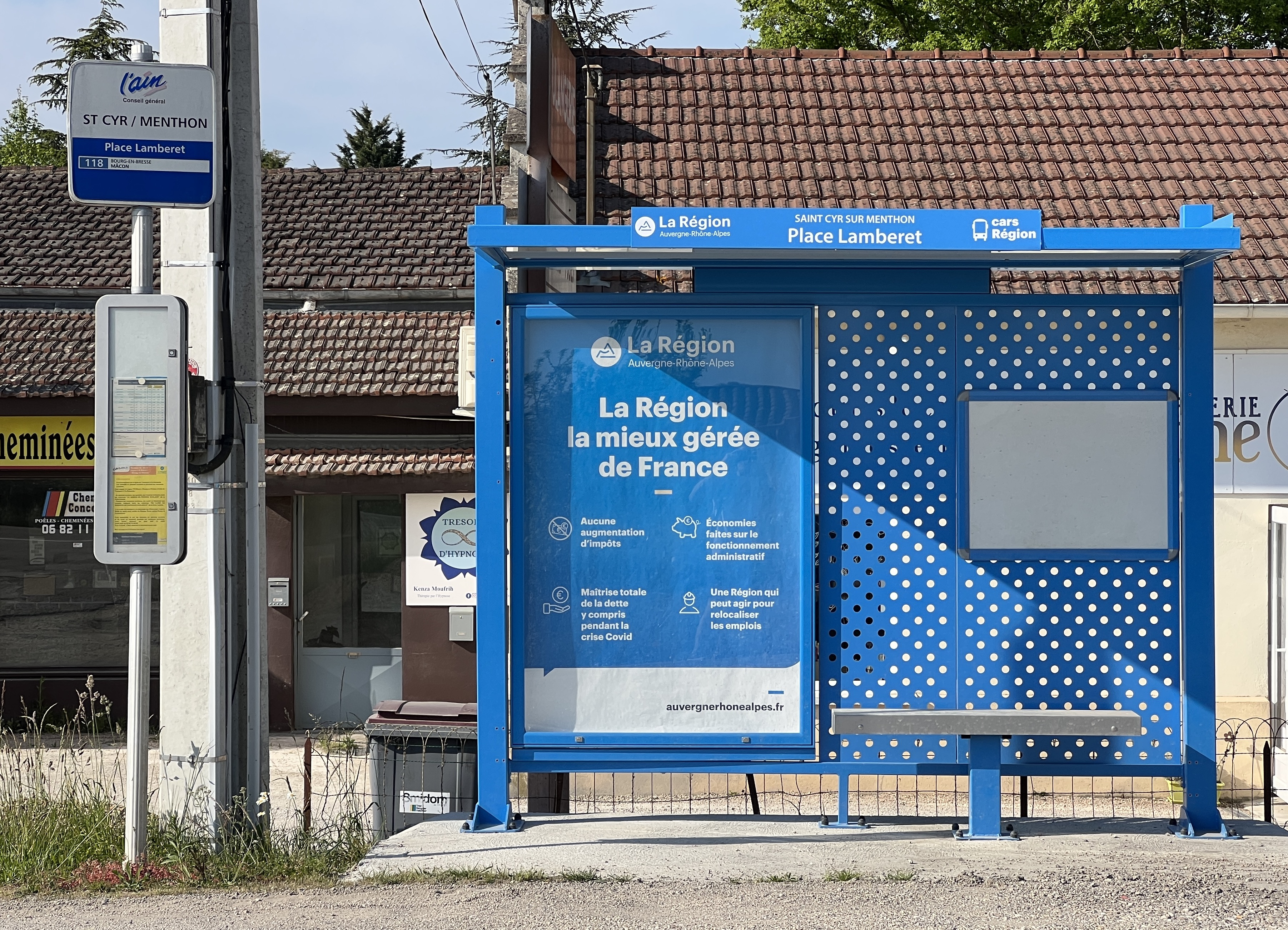
Arrêt Place Lamberet.
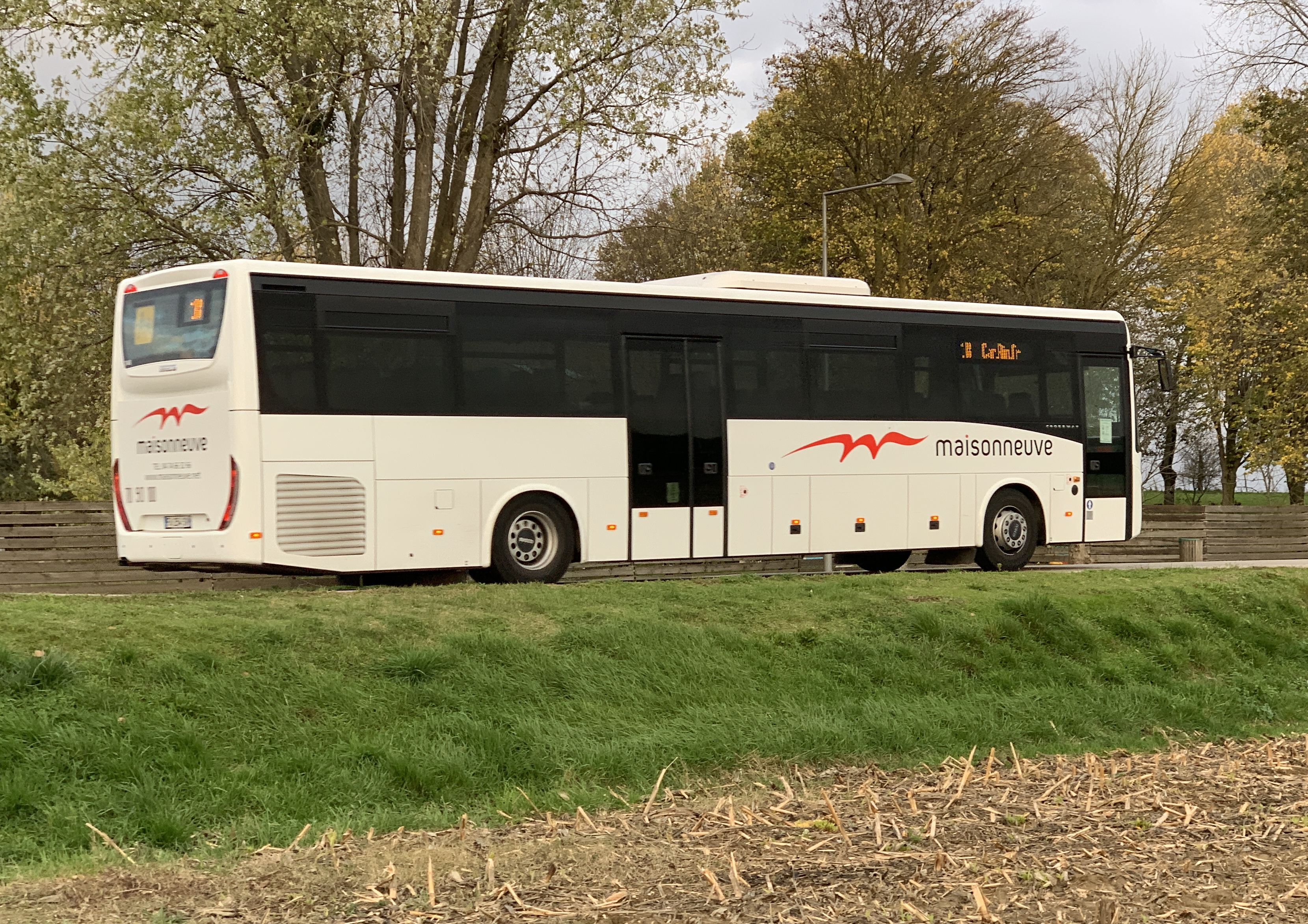
Un car de la ligne 118 (ex-ligne A18) du réseau interurbain de l'Ain sur la route de Bourg en direction de Bourg-en-Bresse.
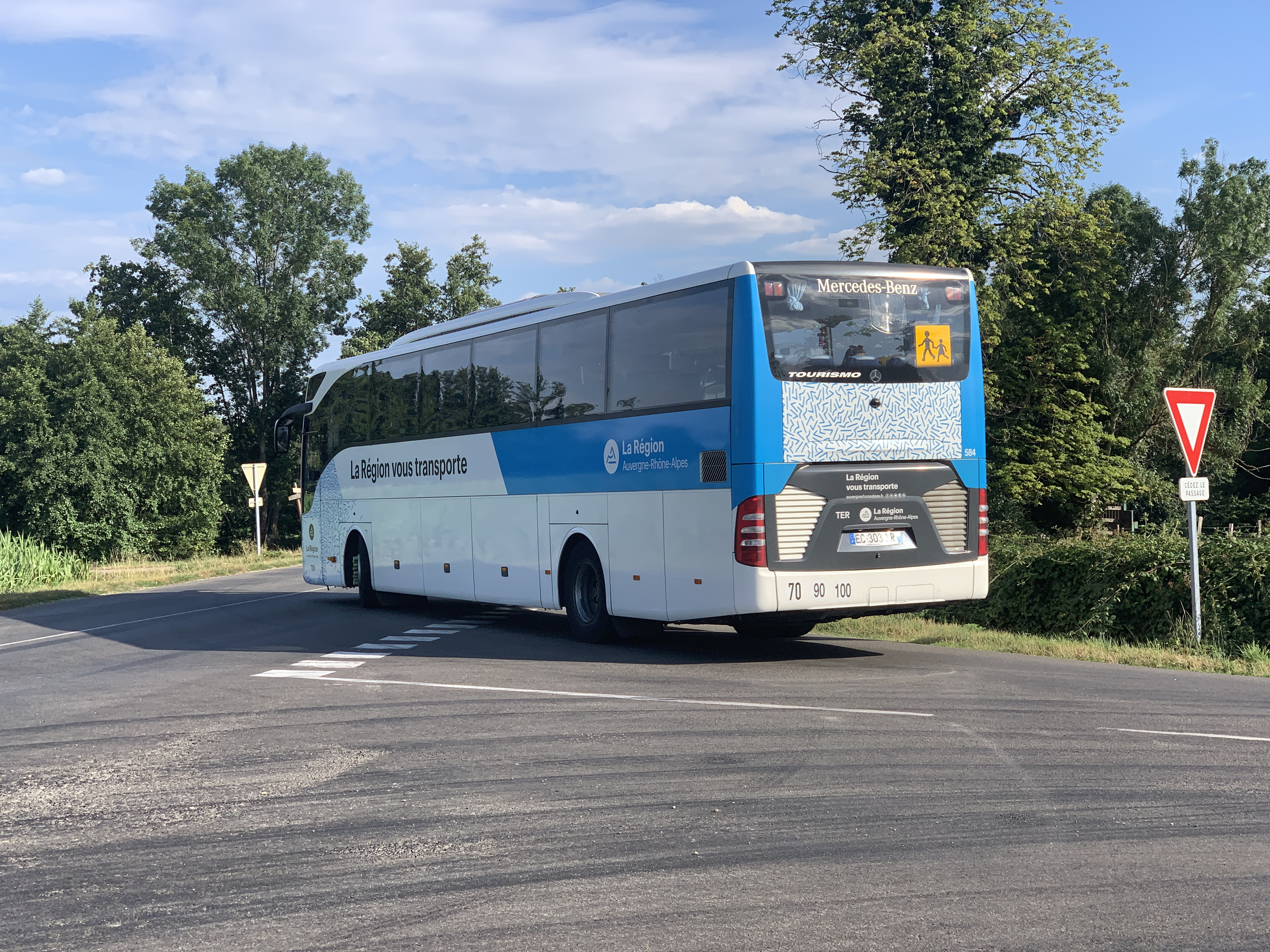
Un car TER Auvergne-Rhône-Alpes en direction de Vonnas.

De plus, le réseau de cars TER Auvergne-Rhône-Alpes traverse une partie de la commune par l'intermédiaire de la ligne 30. Étant donné que cette dernière relie la gare de Mâcon-Ville à celle d'Ambérieu-en-Bugey via la gare celle de Bourg-en-Bresse afin de desservir toutes les gares de la ligne de Mâcon à Ambérieu, les cars de la ligne passent par la route de Saint-Jean pour assurer la liaison entre les gares de Saint-Jean-sur-Veyle et de Vonnas.

## Urbanisme

### Typologie
Au 1er janvier 2024, Saint-Cyr-sur-Menthon est catégorisée commune rurale à habitat dispersé, selon la nouvelle grille communale de densité à 7 niveaux définie par l'Insee en 2022.
Elle est située hors unité urbaine. Par ailleurs la commune fait partie de l'aire d'attraction de Mâcon, dont elle est une commune de la couronne,. Cette aire, qui regroupe 105 communes, est catégorisée dans les aires de 50 000 à moins de 200 000 habitants,.

### Occupation des sols
L'occupation des sols de la commune, telle qu'elle ressort de la base de données européenne d’occupation biophysique des sols Corine Land Cover (CLC), est marquée par l'importance des territoires agricoles (86,5 % en 2018), en diminution par rapport à 1990 (93 %). La répartition détaillée en 2018 est la suivante :
terres arables (46,9 %), zones agricoles hétérogènes (34 %), zones urbanisées (7,8 %), prairies (5,6 %), forêts (4 %), zones industrielles ou commerciales et réseaux de communication (1,7 %),.

### Morphologie urbaine

Développement urbain de Saint-Cyr-sur-Menthon.
Le bourg au XIXe siècle
Extensions modernes

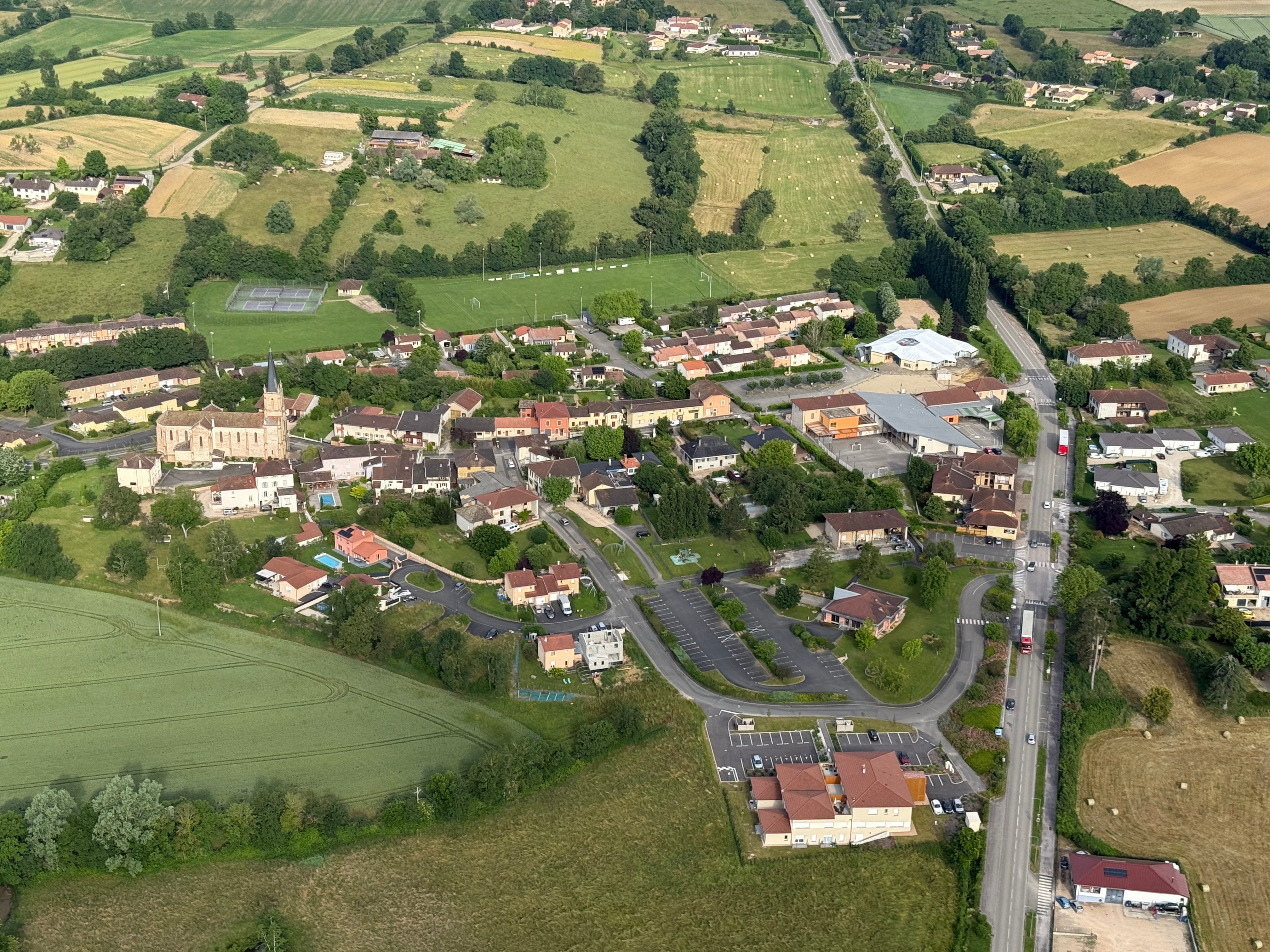
Le bourg au XXIe siècle.

Comme beaucoup de villages bressans, Saint-Cyr-sur-Menthon a une population regroupée en divers hameaux historiquement espacés avec le bourg plus densément peuplé.
En 1999, le centre du village avec ses 371 habitants, les Teppes comptant 158 âmes et les Deschamps qui comptabilisait 113 habitants étaient les principaux pôles démographiques du territoire. D'autres lieux, moins peuplés, concentraient chacun une population dépassant les 50 âmes : Arringes (84 hab.), Les Gambys (80 hab.), Les Druillets (71 hab.), La Mulatière (67 hab.), Château d'Eau (64 hab.), Gréziat (58 hab.) et Bécalet (50 hab.),.
Les groupes d'habitations qui avaient moins de 50 habitants à la fin du XXe siècle sont au nombre de 11 (par ordre de population : Le Pelou, Les Croix Vieilles, Marillat, L'Île, Loëze-Travernay, Les Feuilles, Les Guillemières, La Pilleuse, La Platière, Les Trois Poiriers et Ponsmoux).
Avec l'essor démographique de la commune, les hameaux ont tendance à se confondre, en témoignent ceux des Deschamps, des Gambys et du Druillet qui paraissent continus. La plupart des propriétés sont individuelles, certaines regroupées dans des lotissements. Ces derniers sont principalement situés dans le bourg : les clos du Lavoir, de la Colline, du Moulin, Boutaron, Le Village et les allées Lamartine et Rimbaud. Trois lotissements sont localisés à l'extérieur du bourg : le clos des Champs installé aux bords de la D80, celui du Champ Fleuri situé aux Deschamps et le clos les Jardins de Saint-Cyr qui s'est développé aux Tuileries.

### Politiques d'aménagement

Zones définies selon le plan local d'urbanisme en 2016.
Zone agricole.
Zone urbaine.
Zone à urbaniser.
Zone d'activités.
Zone pour accueillir des activités.
Zone de bâtiments à développement limité.
Zone naturelle.
Secteur muséographique.

La commune dispose d'un plan local d'urbanisme (PLU) dont la dernière modification a été approuvée le 26 octobre 2015. La communauté de communes de la Veyle à laquelle appartient Saint-Cyr a prescrit un plan local d'urbanisme intercommunal (PLUi) le 23 avril 2018 dont l'élaboration a pris fin le 22 mai 2023, remplaçant ainsi le document communal. Au mois de mars 2018, l'intercommunalité et la communauté de communes Bresse et Saône lancent conjointement l'élaboration d'un schéma de cohérence territoriale (SCoT) via le syndicat Mixte du SCoT Bresse-Val de Saône. Il consiste à planifier le développement des deux territoires autour de l'organisation de leurs espaces, de l'environnement, des différents déplacements, de l'habitat, de l'économie et des commerces.

### Logement
En 2016, le nombre total de logements dans la commune est de 748. Parmi ces logements, 93,2 % sont des résidences principales, 1,4 % sont des résidences secondaires et 5,4 % sont des logements vacants. Ces logements sont pour une part de 92,7 % des maisons individuelles, 7,0 % sont d'autre part des appartements et enfin seulement 0,3 % sont des logements d'un autre type.
La part d'habitants propriétaires de leur logement est de 75,5 %, ce qui est supérieur à la moyenne nationale qui se situe à 57,8 % en 2015.

### Risques

#### Risques naturels

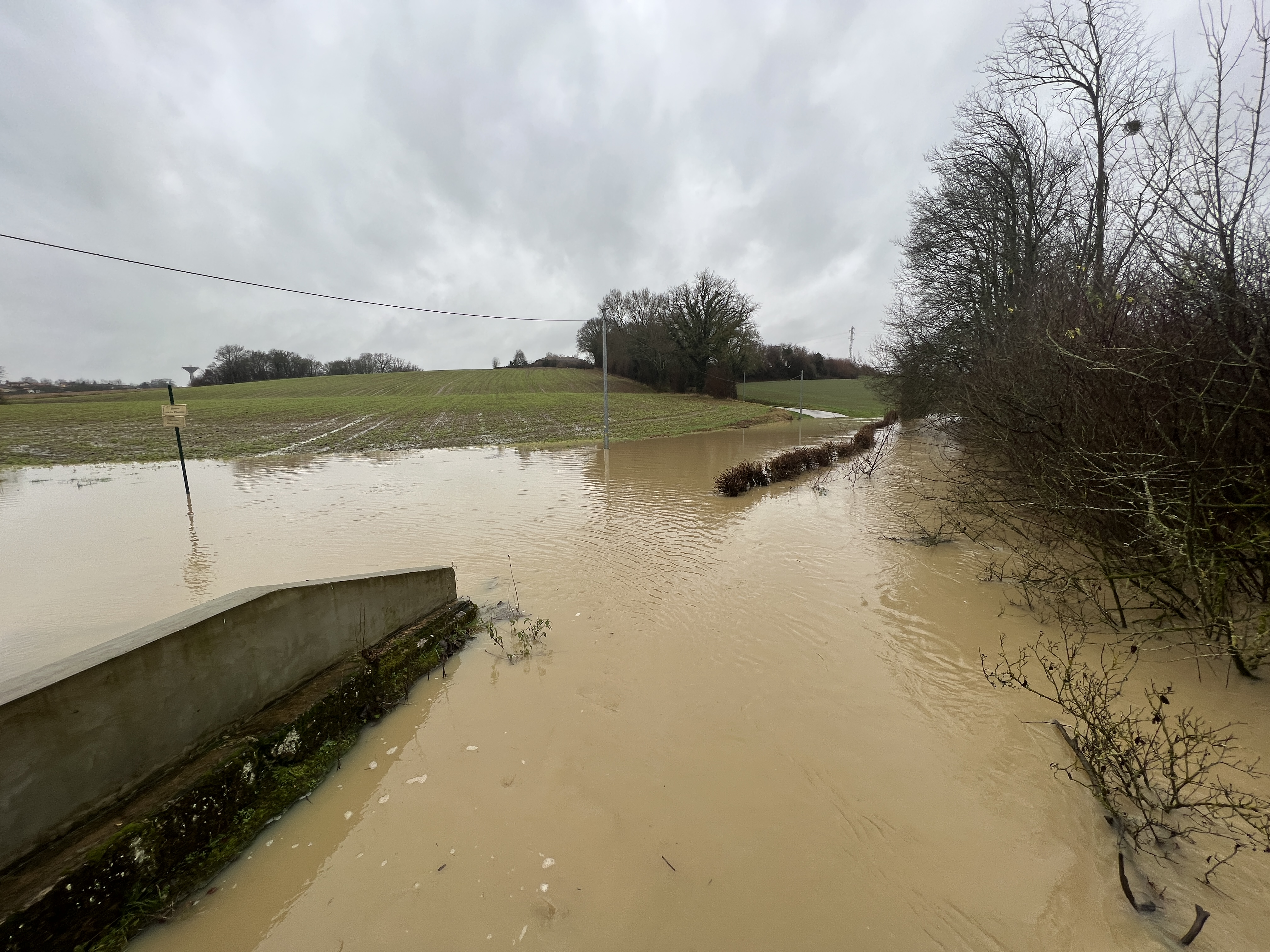
La route de la Platière inondée par le Menthon en décembre 2021.

Selon la cartographie établie par le bureau de recherches géologiques et minières (BRGM), la commune se trouve en zone de sismicité faible de niveau 2 sur une échelle de 1 à 5.
Le Menthon, cours d'eau principal de Saint-Cyr, peut exceptionnellement sortir de son lit et provoquer des inondations. En témoignent deux événements durant les années 1980 où la commune fut victime d'inondations et de coulées de boue. Le premier épisode eut lieu du 8 au 31 décembre 1982 et le second se passa entre les 7 et 16 mai 1985. Pour prévenir d'éventuels risques liés à cet aléa, les autorités ont été conduites à interdire les constructions aux abords du cours d'eau. De plus, dans le but de garantir la prévention des phénomènes d'inondation du Menthon en maintenant constant le niveau du cours d'eau, des ouvrages hydrauliques sont situés près du moulin de Cassevesce.
Dans le but de protéger et d'informer les populations ainsi que pour limiter les dommages à Saint-Cyr et dans six autres communes voisines, le plan de prévention du risque inondation Veyle aval a été défini à partir des données de la crue de référence du bassin versant de la Veyle qui eut lieu les 3 et 4 octobre 1935. Approuvé le 22 juillet 2011 par Philippe Galli, préfet de l'Ain, il montre le faible impact qu'aurait une crue du Menthon sur le territoire communal. En effet, il n'y a que deux habitations que sont les deux moulins de la commune qui seraient concernées par ce phénomène naturel en plus de quelques voies communales. La station d'épuration ainsi que les routes départementales 51b et 1079 seraient touchées bien qu'elles seraient hors d'eau.

#### Risques technologiques
Deux risques technologiques sont présents. Il s'agit de risques industriels, notamment avec l'implantation de l'entreprise Lamberet spécialisée dans la construction de véhicules frigorifiques. Cette industrie rejette dans l'air des composés organiques volatils non méthaniques ainsi que du dichlorométhane. De plus, sa production de déchets dangereux s'élevait en 2018 à 111 tonnes. Une activité d'élevage porcin comporte aussi un risque industriel en raison du rejet d'ammoniac qu'elle engendre. En 2015, la société SAS Airporc qui dispose de 2 000 emplacements de porcs de production a ainsi rejeté 11,6 tonnes d'ammoniac dans l'air.
L'autre risque est lié au transport de marchandises dangereuses par une canalisation souterraine. En effet, un gazoduc traverse la partie nord-est du territoire.

### Voies

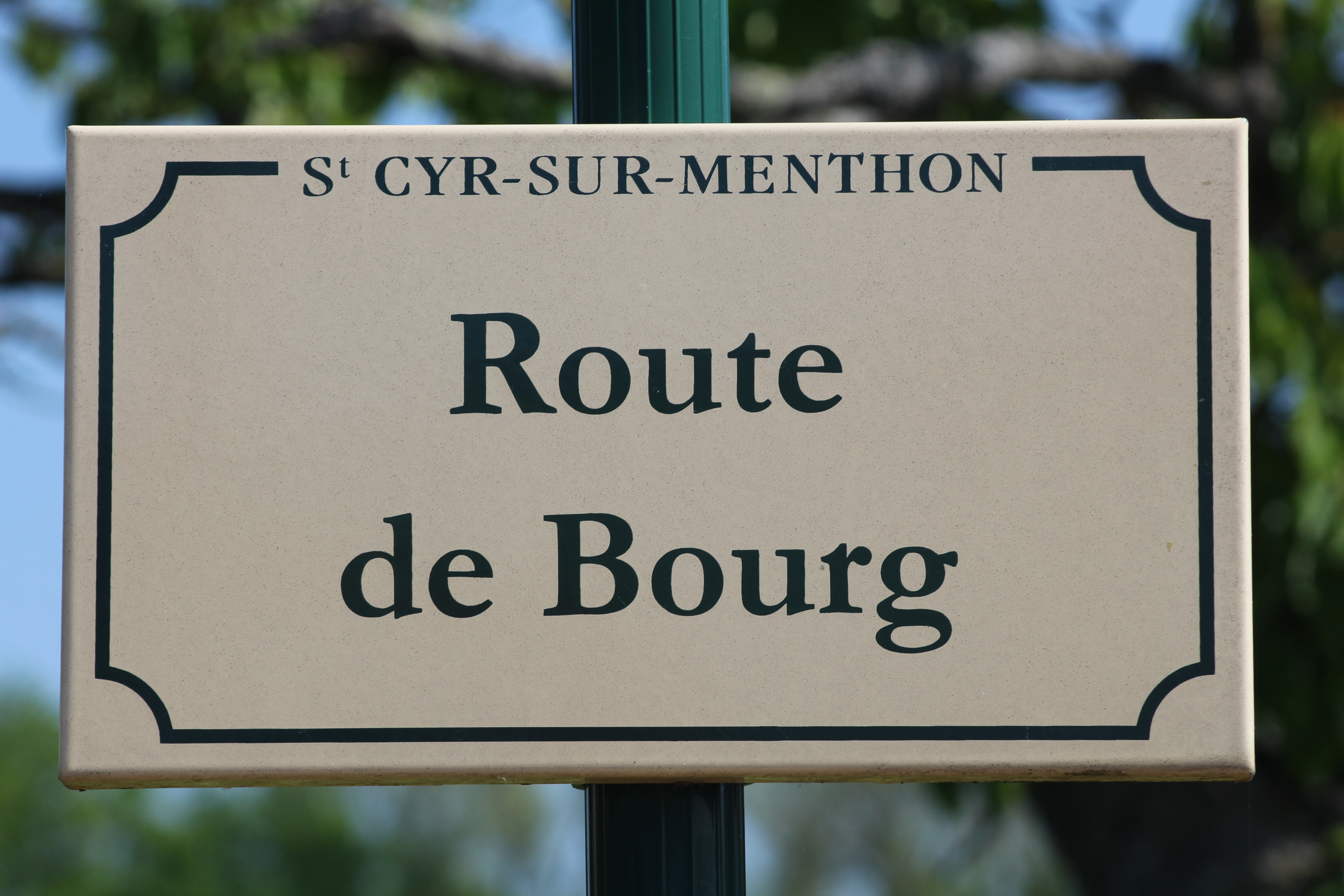
Plaque de la route de Bourg.

Dès février 2010, le conseil municipal procède à une opération de dénomination des voies de la commune qui s'est finalisée fin 2011 après 22 mois de travail,. Mise à part quelques exceptions, la quasi-totalité des voies ont été nommées en se fondant sur l'histoire de la commune et aux références du territoire, plus particulièrement celles figurant sur le cadastre napoléonien. En 2023, la commune compte 164 voies.
Tout axe routier associé à un type de voie est le résultat de l'association de critères spécifiques d'un type de voies à l'axe en question. Par exemple, toute impasse prend le nom d'allée à l'exception des clos qui sont des lotissements fermés. Bien qu'ils décrivent un espace et non une ligne, les clos se diffèrent des places où les habitations se concentrent autour et non au centre de l'espace en question. Toute route ou toute rue qui est une route du bourg, est une voie goudronnée en totalité alors qu'un chemin ne l'est que partiellement voire pas du tout, ce dernier critère peut toutefois faire classer une voie en tant que sentier. Enfin, le passage est un chemin piétonnier du bourg alors qu'une boucle est une voie dont les deux extrémités joignent la même voie.
Enfin, la numérotation des voies est métrique avec la prise en compte des côtés pairs et impairs, chaque voie a pour origine l'extrémité la plus proche de la mairie selon la distance à vol d'oiseau, excepté pour les voies en impasse où l'extrémité d'origine est le point d'entrée,.
| 164 odonymes recensés à Saint-Cyr-sur-Menthon | 164 odonymes recensés à Saint-Cyr-sur-Menthon | 164 odonymes recensés à Saint-Cyr-sur-Menthon | 164 odonymes recensés à Saint-Cyr-sur-Menthon | 164 odonymes recensés à Saint-Cyr-sur-Menthon | 164 odonymes recensés à Saint-Cyr-sur-Menthon | 164 odonymes recensés à Saint-Cyr-sur-Menthon | 164 odonymes recensés à Saint-Cyr-sur-Menthon | 164 odonymes recensés à Saint-Cyr-sur-Menthon | 164 odonymes recensés à Saint-Cyr-sur-Menthon | 164 odonymes recensés à Saint-Cyr-sur-Menthon | 164 odonymes recensés à Saint-Cyr-sur-Menthon | 164 odonymes recensés à Saint-Cyr-sur-Menthon | 164 odonymes recensés à Saint-Cyr-sur-Menthon | 164 odonymes recensés à Saint-Cyr-sur-Menthon | 164 odonymes recensés à Saint-Cyr-sur-Menthon |
| Allée                                         | Boucle                                        | Chemin                                        | Clos                                          | Passage                                       | Place                                         | Route                                         | Rue                                           | Sentier                                       | Total                                         |                                               |                                               |                                               |                                               |                                               |                                               |
| --------------------------------------------- | --------------------------------------------- | --------------------------------------------- | --------------------------------------------- | --------------------------------------------- | --------------------------------------------- | --------------------------------------------- | --------------------------------------------- | --------------------------------------------- | --------------------------------------------- | --------------------------------------------- | --------------------------------------------- | --------------------------------------------- | --------------------------------------------- | --------------------------------------------- | --------------------------------------------- |
| 51                                            | 1                                             | 21                                            | 8                                             | 2                                             | 5                                             | 49                                            | 3                                             | 24                                            | 164                                           |                                               |                                               |                                               |                                               |                                               |                                               |
| Source : OpenStreetMap                        |                                               |                                               |                                               |                                               |                                               |                                               |                                               |                                               |                                               |                                               |                                               |                                               |                                               |                                               |                                               |

## Toponymie

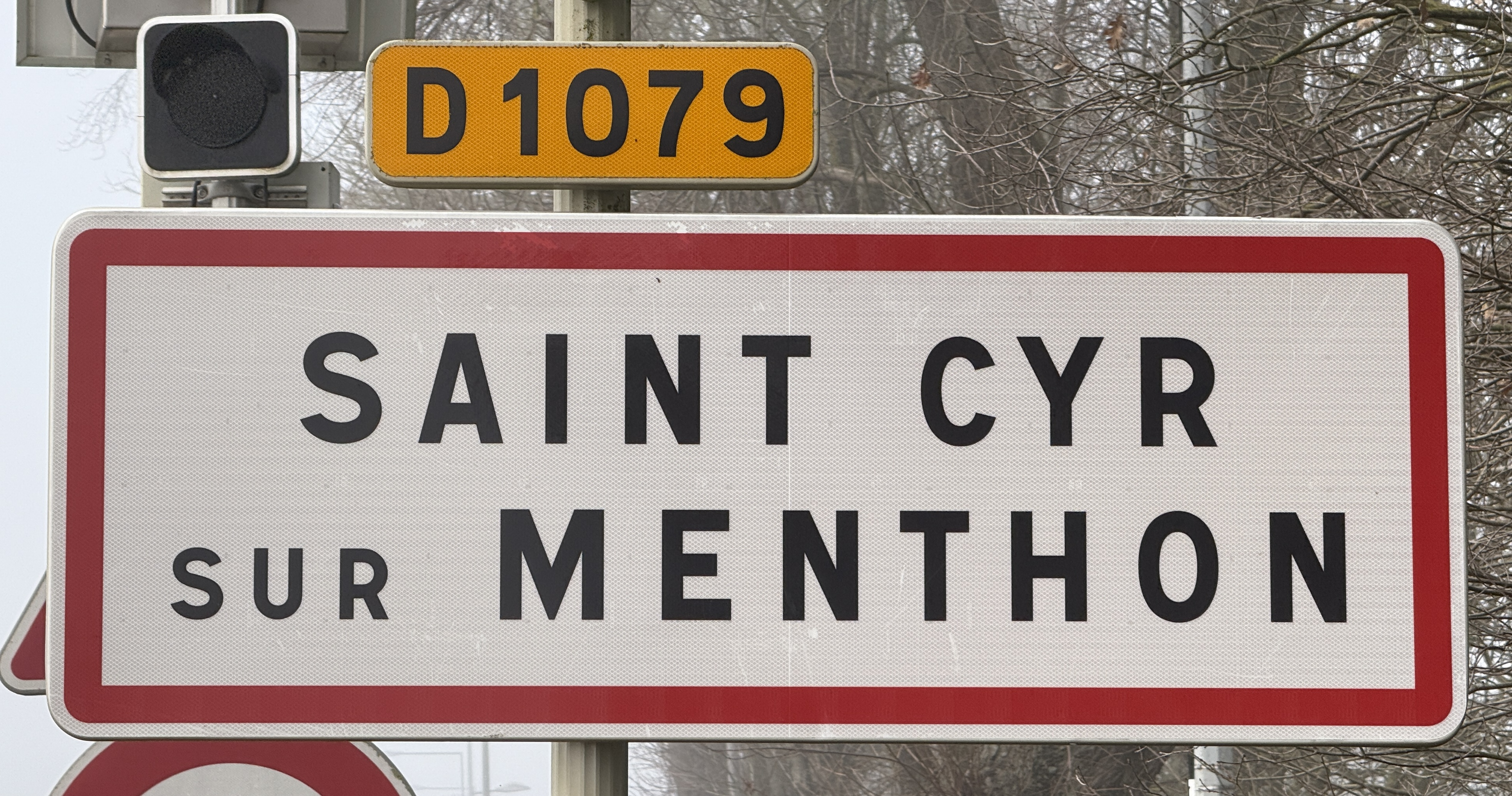
Panneau d'entrée du village.

### Attestations anciennes
La première mention que l'on a de la commune date du XIIe siècle et se trouve dans le cartulaire de Saint-Vincent-de-Mâcon où la commune est nommée Sancto Cirico. Au siècle suivant, en 1237, Sanctus Ciricus se trouve dans les titres de Laumusse tandis que le pouillé de Lyon mentionne Sanctus Cyricus juxta Baugiacum vers 1350, qu'on pourrait traduire par Saint-Cyr près de Bâgé, ancienne capitale de la Bresse. Le nom de la rivière traversant le village est apposé pour la première fois en 1442 où la référence se trouve dans les archives de l'Ain, le nom devient Sanctus Ciricus supra Mentonem. La pancarte des droits de cire évoque Sanctus Cyricus Bugiaci en 1495 qui met une nouvelle fois en valeur la proximité entre Saint-Cyr et Bâgé.
En 1628, le cartulaire de Saint-Vincent-de-Mâcon mentionne Saint Cyr en Bresse alors que le terrier du village donne Saint Cyre sus Menthon et Saint Syr. Quelques années plus tard, on trouve Saint Cire en Bresse en 1655 puis Saint Cire sur Menton en 1671. Avant la Révolution française, différents noms sont utilisés dont Saint Cyre en 1757 selon les archives de l'Ain et Saint Cyr sur Menthon vers 1770.
Afin d'enlever toute référence à l'Ancien régime et par extension à l'Église, Saint-Cyr change de nom pour devenir Menthon durant la Révolution. En 1801, Menthon apparaît dans le bulletin des lois sous le nom Cyr-sur-Menton et Greziat. À la même époque, Saint-Cyr-sur-Menthon est le nom utilisé pour faire référence à la commune dans l'annuaire du département de l'Ain.

### Étymologie

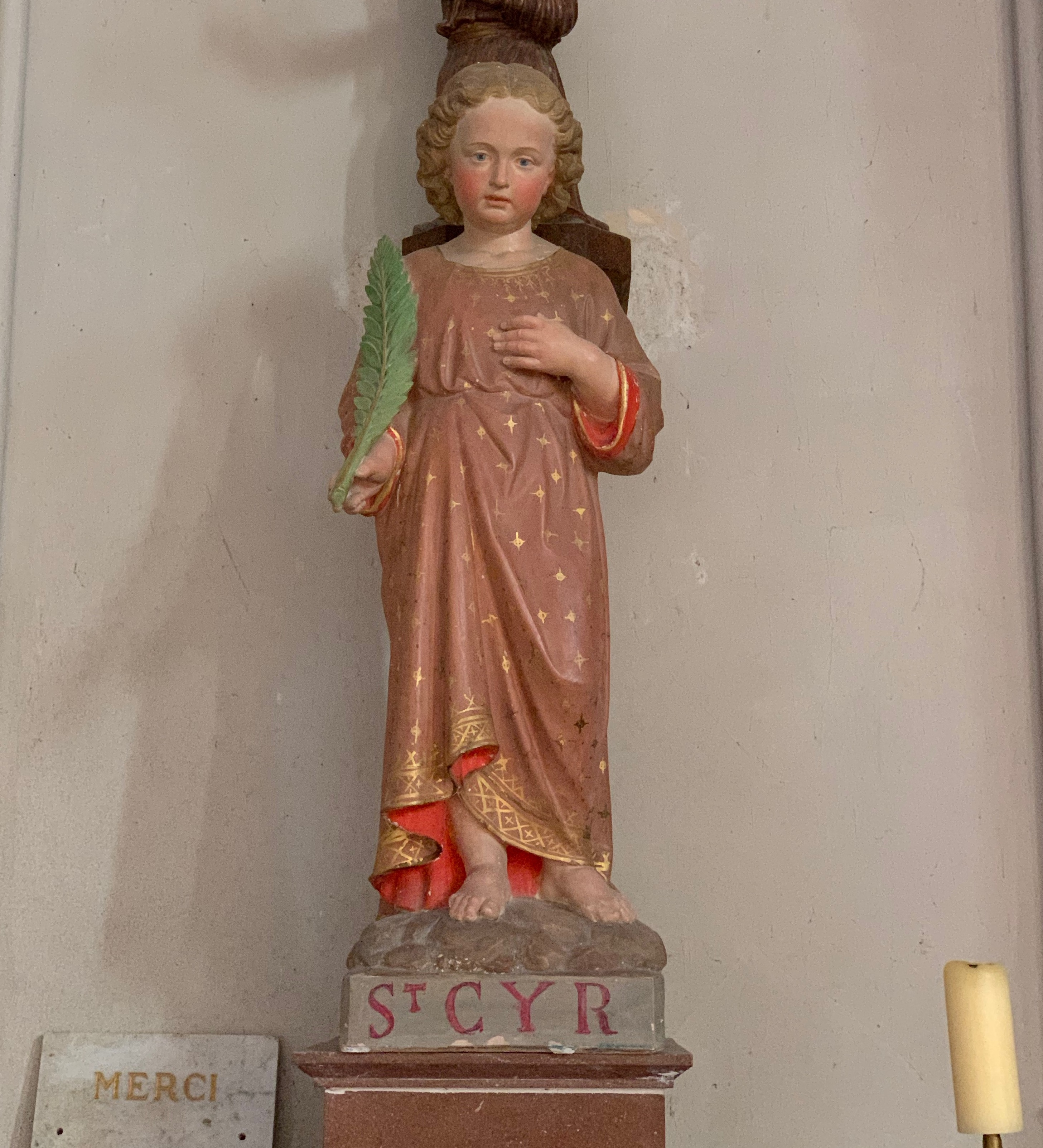
Statue de Saint-Cyr à l'intérieur de l'église du village.

La commune doit pour partie son nom à saint Cyr de Tarse, jeune martyr chrétien du IVe siècle, fils de sainte Juliette de Césarée. L'anthroponyme Cyr est issu du latin Ciricus ou Cyricus, lui-même du grec kyrikos signifiant « appartenant au seigneur ».
Le déterminant complémentaire sur-Menthon fait référence au Menthon, rivière passant dans la commune ayant aussi donné son nom au village de Saint-Genis-sur-Menthon. L'hydronyme Menthon aurait été à l'origine celui d'un domaine agricole attesté sous la forme Mentonii, dérivé du gentilice Mentonius. Henry Suter rapproche cet hydronyme du toponyme Menthon, contenu dans Menthon-Saint-Bernard (Haute-Savoie, Mentuno 1257, [Cura de] Menthone vers 1344). À propos de Menthon-Saint-Bernard et Menton (Alpes-Maritimes), Albert Dauzat et Charles Rostaing hésitent entre ce nom de personne latin qu'ils citent sous la forme Mento, -onis, pris absolument, et un thème préceltique men-t- « rocher », suivi du suffixe -onem Par « préceltique », sans doute entendent-ils le ligure, langue mal connue, mais qui a laissé de nombreuses traces dans la toponymie provençale jusqu'aux Alpes. L'homonymie avec Menton et Menthon (Haute-Savoie, sans forme ancienne) renforce cette hypothèse, les toponymes ligures étant généralement cantonnés à la partie sud-est de la France jusqu'aux Alpes, voire au-delà vers le nord.
Le nom bressan de Saint-Cyr-sur-Menthon est Sè Sizhou su Méton ou Sè-Sir-chu-Mèton,.
À l'origine, Saint-Cyr n'était pas utilisé pour se référer à la paroisse puisque Tournas (ou Tornas) était le nom primitif de cette entité. Aujourd'hui, Tournas est devenu Tournaz, nom d'un lieu-dit. En bressan, le hameau prend le nom de Tournô.

## Histoire

### Préhistoire et Antiquité
Avant l'arrivée des Romains sur le territoire, le peuple celte des Ambarres dont le nom signifie « vivant des deux (amb) côtés de la Saône (Arar, la Saône) », occupait la région bressane et ses vastes forêts,.
Vers les années 50 av. J.-C., après la conquête des Gaules par les Romains, la commune et les territoires l'entourant changent de domination même si les nouveaux occupants ne s'intéressèrent pas particulièrement à cette région marécageuse et boisée. Jules César considérait la Bresse et le Bugey comme une seule région qu'il nommait Insula Gallica.
Lors de fouilles archéologiques effectuées dans la commune, différents objets témoignant de la présence humaine à cette époque ont été mis au jour. Par exemple, une bague antique en or a été trouvée dans des circonstances inconnues. Ce n'est pas la seule preuve puisqu'à Arringes, treize sesterces de Trajan à Sévère Alexandre ainsi que deux monnaies frustes ont été extraits en 1964 dans la terre d'un déblai provenant d'un habitat gallo-romain. À Grésiat, de nombreuses tuiles présentes en surface ont permis de mettre en évidence la présence de traces d'un habitat gallo-romain.

### Moyen Âge

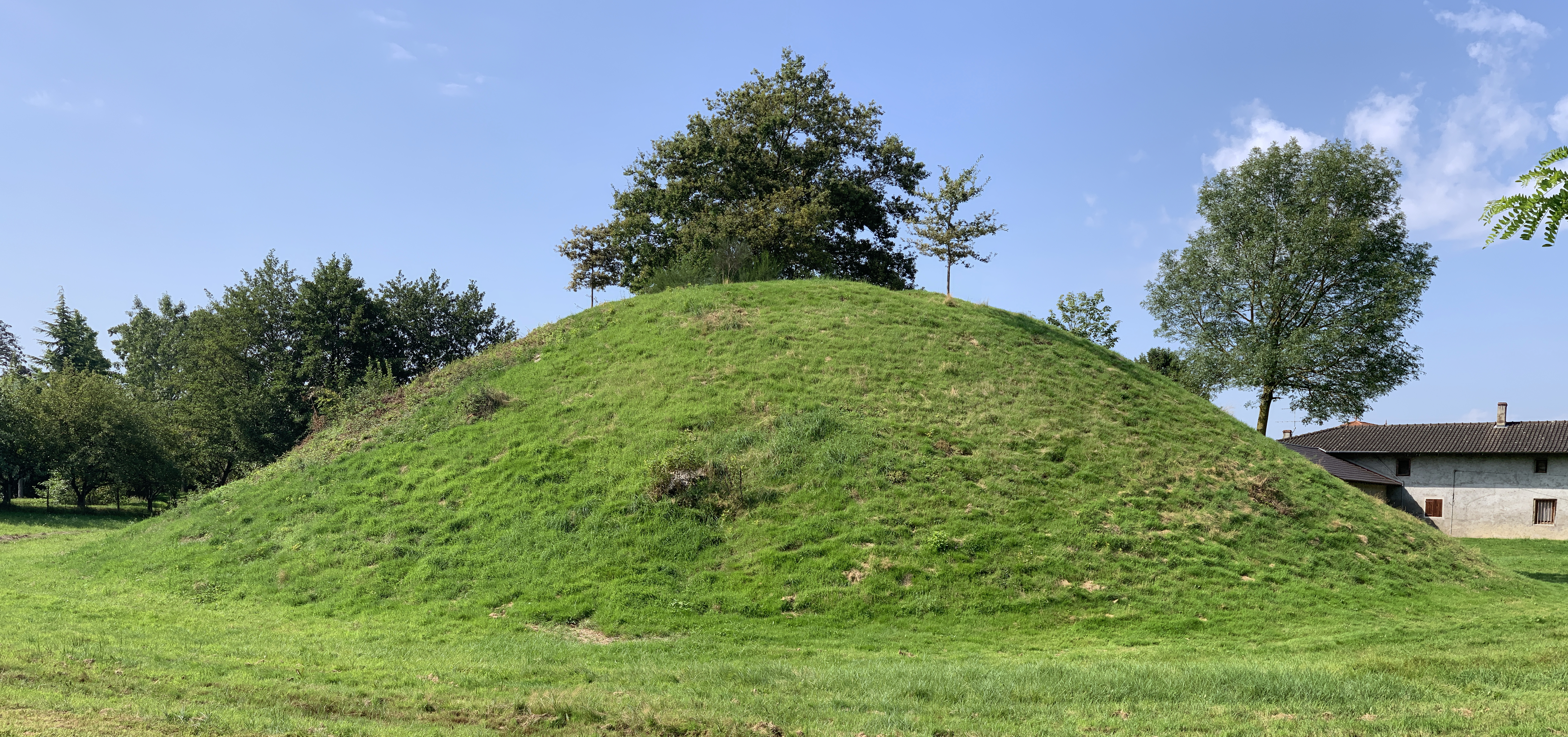
Poype de Saint-Cyr.

Avant la chute de l'Empire romain d'Occident, la Bresse et Saint-Cyr passent aux mains du royaume de Bourgogne en 443. Dans l'ordre féodal, Saint-Cyr dépendait de la sirerie de Bâgé. Vers 996, l'évêque de Mâcon nommé Leubald donne l'église qui dépendait du chapitre de Saint-Vincent de Mâcon au gentilhomme Ulric pour 12 deniers par an. Le village était une seigneurie avec une poype et une maison forte, possédée de la fin du XIe jusqu'au XIVe siècle par des gentilshommes qui en portaient le nom. Le membre de la famille le plus ancien qu'on connait était Étienne de Saint-Cyr qui vivait vers 1090. Au hameau d'Arringes (Territorium de Aringes), les chanoines de Saint-Paul de Lyon possédaient des fonds, des rentes et des usages acquis du damoiseau Étienne de Lissieu et de son épouse Agnès. Au mois de mars 1266, moyennant la somme annuelle de 25 sous de Viennois, ces chanoines ont amodié leurs acquisitions au curé de Crottet nommé Guillaume.

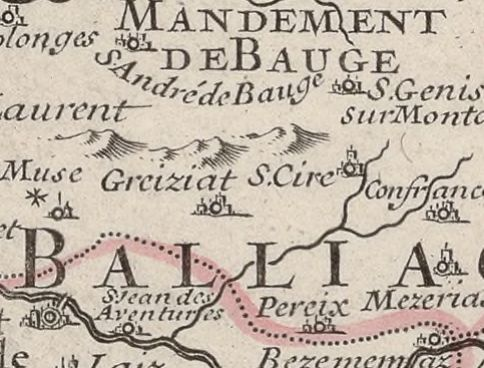
Extrait de la carte du Gouvernement Général du Duché de Bourgogne et de la Bresse. Les villages de Grésiat et de Saint-Cyr sont distincts.

Toutefois, le territoire n'était pas le même qu'aujourd'hui car on trouvait d'autres villages qui dépendaient de la paroisse dont Tournas qui était une seigneurie avec château-fort et possédée par des gentils-hommes au XIIIe siècle qui en portaient aussi le nom. Cette localité était sans doute le nom ethnique de la paroisse de Saint-Cyr et avait une certaine importance puisqu'elle était le chef-lieu d'un ager comprenant Mons, aujourd'hui hameau de Laiz, Chavagnat et une localité appelée Flaciacus. Le château de Tournas est resté visible jusqu'en 1840, année durant laquelle sa vieille tour féodale fut démolie par la bande noire qui voulait en vendre les matériaux. Lors de sa démolition, un pot rempli de liards de Savoie aux initiales de Charles-Emmanuel de Savoie a été trouvé dans un trou de mur. Un sceau gothique a aussi été trouvé dans les fouilles et la mention suivante était inscrite : S. P. de sancto Cyrico, Sigillum Petri ou Pauli, de sancto Cyrico.
Il y avait Travernay qui fut une seigneurie en toute justice, avec poype et château, possédée aux XIIe et XIIIe siècles, par les De Montgilbert, sous l'hommage des sires de Bâgé. Les archives font aussi référence à Confens, un petit fief avec poype, ou La Mulatière qui fut un fief sans poype. Enfin, Gréziat était un village détaché de Saint-Cyr qui formait une paroisse à lui seul et possédait sa propre église sous le vocable des saints Jacques et Philippe. Elle a été élevée au rang de paroisse le 19 janvier 1074 lors de l'union de la villa de Gréziat à la chapelle de Saint-André-de-Bâgé.
Les premiers liens entre la maison de Savoie et la Bresse s'effectuent dès 1255. À cette date, Philippe Ier de Savoie, alors archevêque de Lyon, effectue un rapprochement entre la Savoie et la baronnie de Bâgé qui s'explique par la prise en charge de la dette de Renaud IV de Baugé mort durant la septième croisade en 1250. Philippe prend en charge des enfants de Renaud IV ainsi que sa nièce Sibylle à la mort de son frère Guy II de Baugé. En 1266, Philippe hérite des terres bressanes. En 1272, afin de renforcer sa légitimité sur le territoire, il décide de marier Sibylle à Amédée V, prince héritier et comte de Savoie,. Durant le mois de septembre de la même année, Ogeret de Saint-Cyr et Henri de Tornas firent hommage à Amédée. Au XIIIe siècle, le clocher et la plus grande partie de la paroisse relevaient du marquisat de Bâgé, le surplus dépendait de la seigneurie de Trévernay.

### Temps modernes
Par la suite, la seigneurie de Tournas passa aux mains des De Chevrière jusqu'au XVe siècle, puis à ceux des De Busseul avant d'être la propriété des Maréchal en raison du mariage entre Claudine de Busseul et le chevalier Jacques Maréchal en 1512. La famille jouit de cette seigneurie jusqu'au 30 janvier 1625, date à laquelle Tournas fut aliéné à Abel de la Poipe, qui l'annexa à sa baronnie de Corsant (aujourd'hui hameau de Perrex), située à l'autre rive du Menthon,.
En 1601, après la fin de la guerre franco-savoyarde qui se termine par le Traité de Lyon signé le 17 janvier, Saint-Cyr-sur-Menthon, qui faisait partie des États de Savoie, appartient désormais à la France avec l'acquisition de celle-ci de la Bresse, du Bugey, du Valromey et du pays de Gex. Elle est par la suite intégrée à la province bourguignonne. Le siècle suivant, Saint-Cyr relevait de la seigneurie de Loëze.

### Révolution française et Empire
L'ancienne paroisse de Grésiat, devenue commune de 159 habitants, fut rattachée à Saint-Cyr-sur-Menthon en 1796. Elle possède des registres distincts de 1669 à l'an 1796.

### Époque contemporaine

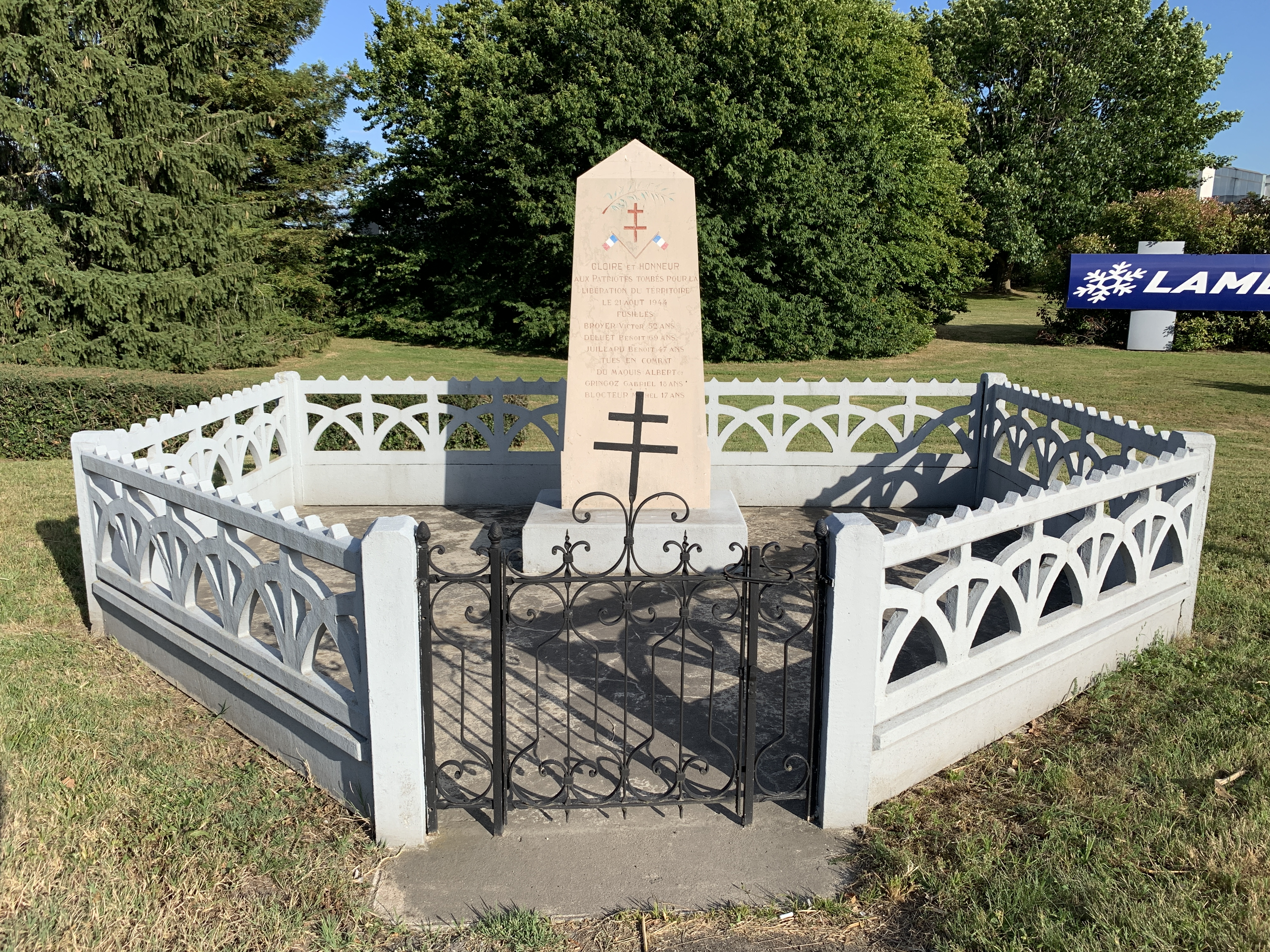
Monument commémoratif des Teppes.

À la suite de la signature de l'armistice du 22 juin 1940, le village se trouve dans la zone libre de l'État français. De novembre 1942 jusqu'à l'été 1944, Saint-Cyr est sous occupation allemande.
Le 21 août 1944, deux groupes de maquisards du maquis Albert de Pont-de-Vaux sont dans la commune. L'un se trouve près du quartier de la Tuilerie et l'autre dans le bois de l'Isle. Ce jour-là, un convoi allemand d'environ quinze véhicules arrivant à la Tuilerie est arrêté par des coups de feu de maquisards. Durant une heure, s'échangent alors plusieurs coups de feu dans le village qui font deux victimes du côté des combattants et 27 soldats allemands décèdent. Pour se venger, les Allemands, incendient, pillent des maisons et tuent trois villageois,. L'un est tué dans sa cuisine alors qu'il était sur le point de partir distribuer le courrier, un autre a été tué alors qu'il trayait ses vaches et le dernier fut abattu alors qu'il tentait de s'enfuir de son pré,,.
Deux semaines plus tard, le 4 septembre 1944, les Américains arrivent au village et s'arrêtent au restaurant Ducoté marquant la libération de Saint-Cyr-sur-Menthon.

## Politique et administration

### Rattachements administratifs et électoraux

#### Rattachements administratifs

##### Historique
Durant l'Ancien Régime, Saint-Cyr-sur-Menthon était une communauté du mandement de Bâgé et du bailliage, de l'élection et de la subdélégation de Bourg.
Lors de la création des départements par la Révolution française, elle est intégrée au département de l'Ain et au district de Châtillon-les-Dombes. La loi du 28 pluviôse an VIII acte la suppression des districts au 27 février 1800, la commune intègre l'arrondissement de Bourg-en-Bresse et reste dans le canton de Pont-de-Veyle.
Le 1er janvier 2016, la commune qui appartenait jusqu'alors à la région Rhône-Alpes devient une commune de la région Auvergne-Rhône-Alpes à la suite de la fusion de la région avec celle d'Auvergne.

##### Justice
Du point de vue judiciaire, la commune relève du tribunal d'instance, du tribunal de grande instance, du tribunal pour enfants, du conseil de prud'hommes, du tribunal de commerce et du tribunal paritaire des baux ruraux de Bourg-en-Bresse. De plus, elle relève aussi de la cour d'assises de l'Ain, elle-même située à Bourg. Enfin, Saint-Cyr dépend de la cour d'appel, du tribunal administratif et de la cour administrative d'appel de Lyon.

##### Intercommunalité

Carte départementale représentant en rouge la communauté de communes de la Veyle.

Saint-Cyr appartenait jusqu'au 31 décembre 2016 à la communauté de communes du canton de Pont-de-Veyle qui avait été fondée le 23 novembre 1998 à cause de la dissolution du syndicat intercommunal à vocation multiple (SIVOM) du canton de Pont-de-Veyle et du syndicat intercommunal à vocation unique (SIVU) pour l'accueil des entreprises et d'activités économiques de Pont-de-Veyle et sa région. Depuis le 1er janvier 2017, la commune est intégrée à la nouvelle communauté de communes de la Veyle (CCV) qui regroupe l'ancienne intercommunalité à celle des Bords de Veyle. Le siège est fixé à Pont-de-Veyle.
Au 1er avril 2020, Saint-Cyr est dans le périmètre d'action de différentes structures intercommunales dont la CCV est membre :
- le syndicat mixte du SCOT Bresse-Val de Saône ;
- le syndicat mixte intercommunal de destruction des ordures ménagères Veyle Saône (gestion des déchets) ;
- le syndicat mixte Veyle vivante ;
- le syndicat d'eau potable Saône Veyle Reyssouze (gestion de l'eau potable).

Enfin, comme la totalité des communes du département de l'Ain, le village appartient au syndicat intercommunal d'énergie et de e-communication de l'Ain, organisation fondée le 11 mars 1950,. Le syndicat est compétent dans la gestion des réseaux d'électrification, de gaz, de l'éclairage public, de la communication électronique. En plus de ces compétences, la structure accompagne les communes pour qu'elles puissent maîtriser leur consommation d'énergie, gère un système d'information géographique et a mis en place dans le département, par l'intermédiaire de sa régie Réso-Liain, un réseau de fibre optique pour avoir accès au web à très haut débit.

#### Rattachements électoraux
En mars 2015, à l'occasion des élections départementales, le décret du 13 février 2014 portant sur le redécoupage cantonal des cantons de l'Ain entre en vigueur. Ainsi, la commune ainsi que toutes celles du canton de Pont-de-Veyle sont intégrées au nouveau canton de Vonnas.
En 1958, la commune fait partie de la première circonscription de l'Ain pour l'élection des députés. En 1986, le département connaît un nouveau découpage de ses circonscriptions avec l'ajout d'un qui a pour effet l'ajout d'une quatrième dont la commune fait partie à partir des élections législatives de 1988. Après le découpage de 2012 qui permet l'ajout d'une cinquième circonscription dans l'Ain, Saint-Cyr reste dans la quatrième.

### Tendances politiques et résultats
Lors des élections présidentielles depuis 2002, les électeurs de la commune se sont prononcés pour des candidats positionnés à droite (ou extrême-droite) de l'échiquier politique. En témoigne l'élection présidentielle française de 2002 où Jean-Marie Le Pen (FN) arrive en tête du premier tour avec 20,03 % des voix exprimées. Jacques Chirac (RPR) arrive deuxième avec 19,44 % mais obtient la majorité au second tour avec 78,59 %. Le premier tour de l'élection suivante en 2007 met Nicolas Sarkozy (UMP) et François Bayrou (UDF) respectivement sur les 1re et 2e places du podium avec 30,86 % et 25,51 %. Le second tour voit Nicolas Sarkozy s'imposer face à Ségolène Royal (PS) avec 63,11 % des voix exprimées alors que le score national était de 53,06 %,.
À l'élection présidentielle française de 2012, le premier tour voit une nouvelle fois Nicolas Sarkozy (UMP) arriver en tête avec 28,04 % des suffrages exprimés mais c'est Marine Le Pen (FN) qui arrive deuxième en totalisant 23,95 % des bulletins exprimés. Face à François Hollande qui obtient la majorité au niveau national (PS), Nicolas Sarkozy arrive en tête dans la commune au second tour avec 55,71 %. L'élection présidentielle française de 2017 présente des similitudes avec celle de 2002. En effet, l'extrême-droite est de nouveau en tête avec Marine Le Pen (FN) qui obtient un score de 28,65 % suivi du futur président élu Emmanuel Macron (EM) qui obtient un score de 22,85 %. Ce dernier remporte le second tour à Saint-Cyr-sur-Menthon avec 58,65 % des voix exprimées. L'élection suivante en 2022 marque un résultat similaire à la précédente. Marine Le Pen (RN) obtient un score de 31,48 % au premier tour tandis qu'Emmanuel Macron (LREM) récolte 27,63 % des voix exprimées. Le second tour voit Marine Le Pen remporter le duel face à Emmanuel Macron avec 53,29 % des voix exprimées (contre 41,45 % au niveau national).
En 2005, au référendum français sur le traité établissant une Constitution pour l'Europe, sur les 1 082 électeurs, 344 ont voté (31,79 % d'abstention) parmi lesquels 30 votants ont déposé un bulletin blanc ou nul dans l'urne. Parmi les votes exprimés, 315 ont été en faveur du « oui » (44,49 %) contre 393 (55,51 %) pour le « non ». En 1992, lors du précédent référendum relatif à l'Union européenne (sur le Traité de Maastricht), les résultats exprimés étaient inversés. Sur les 860 inscrits, 35,47 % d'entre eux se sont abstenus, la majorité des votes exprimés était du camp « oui » avec 55,70 % tandis que le « non » représentait 44,30 % bulletins ni blancs ni nuls.

### Administration municipale

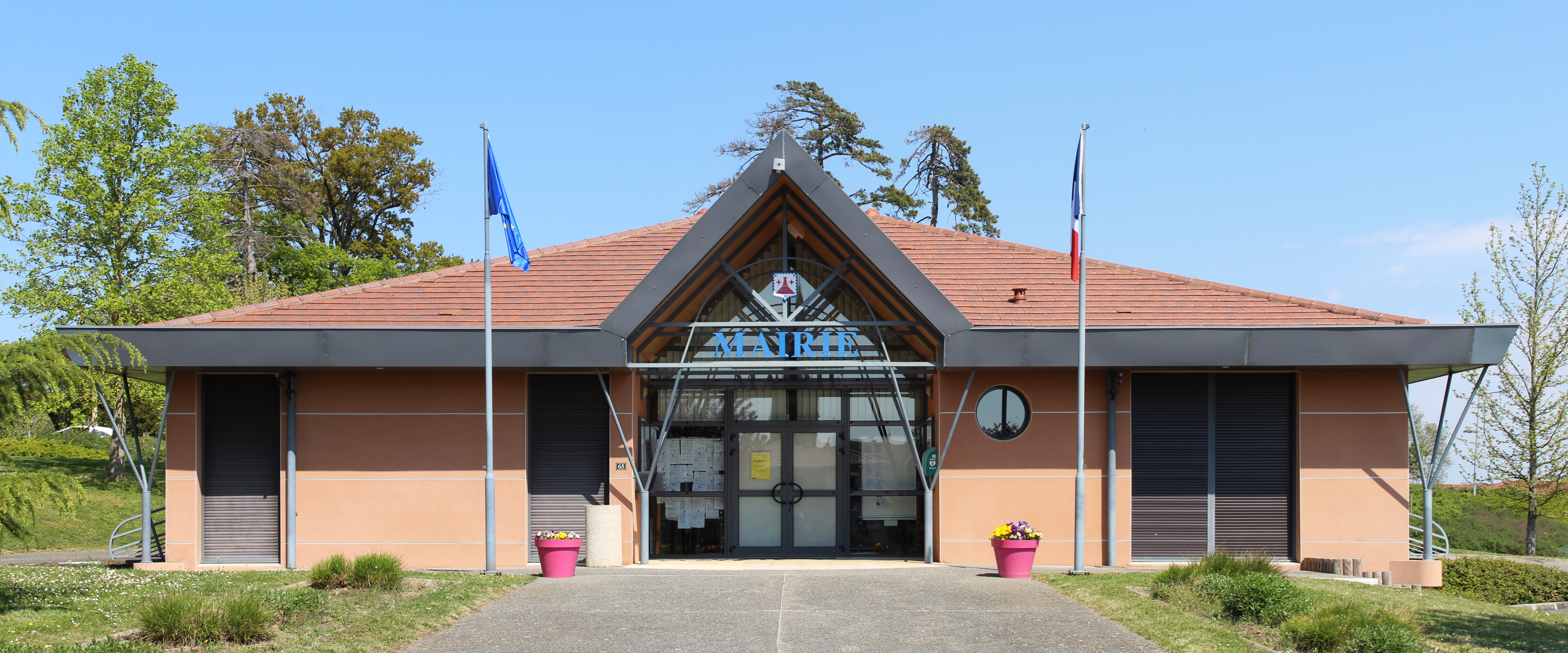
Mairie de la commune.

De par sa population, la commune a un conseil municipal composé de dix-neuf conseillers municipaux dont le maire et ses cinq adjoints,.
Six commissions ont été mises en place :
- voirie et sécurité ;
- jeunesse ;
- vie locale ;
- événementiel ;
- urbanisme, bâtiments et aménagement du territoire ;
- finances.

Aux élections municipales de 2020, la liste sans étiquette Partageons demain est élue avec 100 % des voix exprimées. À la suite de la démission du maire en place en mai 2023, de nouvelles élections ont lieu le 2 juillet de la même année. La liste sans étiquette Continuons ensemble est élue au premier tour avec 100 % des voix exprimées.

### Liste des maires successifs
| Période                                  | Période   | Identité                       | Étiquette    | Qualité |
| ---------------------------------------- | --------- | ------------------------------ | ------------ | --- |
| Les données manquantes sont à compléter. |           |                                |              | |
| 1793                                     | 1796      | Jean-Pierre Guillon,           |              | Rentier |
| 1796                                     | 1798      | François Guilleminod,          |              | |
| 1798                                     | 1800      | Jean-Pierre Guillon,           |              | Rentier |
| 1800                                     | 1804      | François Guilleminod,          |              | |
| 1804                                     | 1820      | Victor Séméraire,              |              | Rentier |
| 1820                                     | 1847      | Michel Guillon,                |              | Rentier |
| 1848                                     | 1855      | Henri Chaffurin,               |              | Rentier |
| 1855                                     | 1862      | Alexandre Villier,             |              | Notaire |
| 1862                                     | mai 1871  | Pierre-Joseph Burtin,          |              | Rentier |
| mai 1871                                 | 1874      | Claude Béraud,                 |              | Cultivateur |
| 1874                                     | 1878      | Joseph Chaffurin,              |              | Rentier |
| 1878                                     | 1884      | Claude Béraud,                 |              | Cultivateur |
| 1884                                     | 1893      | Joseph Chaffurin,              |              | Rentier |
| 1893                                     | mai 1904  | Joseph-Benoît-Victor Douvre,   |              | Menuisier |
| mai 1904                                 | 1920      | Frédéric-Pierre-Joseph Burtin, |              | Cultivateur |
| 1920                                     | 1926      | Claude Béraud,                 |              | Cultivateur |
| 1926                                     | 1935      | Frédéric Burtin,               |              | Cultivateur |
| 1935                                     | mars 1941 | Jules Buet,                    |              | Cultivateur |
| mars 1941                                | 1944      | Prosper Morel,                 |              | Marchand de porcs |
| 1944                                     | 1953      | Jules Buet                     |              | Cultivateur |
| 1953                                     | 1965      | Francisque Claude Catherin     |              | Fermier |
| 1965                                     | 1983      | Roger Pioud,                   | SFIO         | Instituteur et directeur d'école |
| mars 1983                                | 2014      | Jean-François Pelletier        | UDF puis UMP | Président du SIVOM du canton de Pont-de-Veyle(1989 → 1998) Conseiller général du canton de Pont-de-Veyle (1992 → 2012) Vice-président de la communauté de communes du canton de Pont-de-Veyle (1998 → 2014) Président du SIEA (2007 → 2014) |
| mars 2014                                | mai 2020  | Alain Chalton                  | DVD          | Retraité |
| mai 2020                                 | mai 2023  | Jean-Luc Camilleri             | SE           | Retraité |
| juillet 2023                             | En cours  | Karine Paret                   | SE           | |

### Finances locales
La commune est enregistrée au répertoire des entreprises sous le code SIREN 210 103 438. Son activité est enregistrée sous le code APE 84.11Z, correspondant aux administrations publiques générales.
En 2018, le budget principal de la commune s’élevait à 1,9 million d'euros dont 0,8 million consacré aux remboursements d'emprunts, 0,9 million au fonctionnement et environ 0,2 million à l’investissement.
Plusieurs variables peuvent donner des indicateurs sur l'état des finances de la commune. En premier, la capacité d'autofinancement, après avoir été largement supérieure à la moyenne de la strate (communes de 500 à 2 000 habitants appartenant à un groupement fiscalisé), montre une légère diminution à partir de 2015 et une nouvelle augmentation en 2018. Le résultat comptable a subi la même tendance alors qu'il était toujours supérieur à celui de la strate. Le budget annuel de fonctionnement, de l'ordre du million d'euros, est toujours inférieur à celui de la strate, depuis une dizaine d'années. Le tableau ci-dessous regroupe les données relatives aux variables citées précédemment entre 2007 et 2018. Chaque élément représente une valeur associée à la commune, celle entre parenthèses donne la valeur moyenne de la strate.
|                                                    | 2007      | 2008      | 2009      | 2010      | 2011      | 2012      | 2013      | 2014      | 2015      | 2016      | 2017      | 2018      |
| -------------------------------------------------- | --------- | --------- | --------- | --------- | --------- | --------- | --------- | --------- | --------- | --------- | --------- | --------- |
| Capacité d'autofinancement par habitant (en euros) | 245 (152) | 269 (151) | 243 (157) | 216 (150) | 195 (168) | 208 (168) | 197 (156) | 212 (149) | 162 (149) | 134 (147) | 77 (153)  | 159 (156) |
| Résultat comptable par habitant (en euros)         | 238 (148) | 262 (147) | 236 (142) | 210 (143) | 189 (160) | 203 (160) | 189 (148) | 186 (140) | 137 (140) | 112 (138) | 57 (143)  | 140 (147) |
| Budget de fonctionnement par habitant (en euros)   | 836 (705) | 801 (722) | 672 (710) | 657 (718) | 659 (741) | 667 (749) | 633 (758) | 646 (759) | 686 (768) | 603 (766) | 711 (786) | 641 (792) |

En 2019, les taux d’imposition sont à 10,25 % pour la taxe d'habitation, à 13,90 % pour la taxe foncière sur les propriétés bâties et à 38,55 % pour la taxe foncière sur les propriétés non bâties.

### Jumelages
| \| Localisation des villes jumelées avec Saint-Cyr-sur-Menthon. Straubenhardt Saint-Cyr-sur-Menthon \| Localisation des communes jumelées. |
| Straubenhardt Saint-Cyr-sur-Menthon |

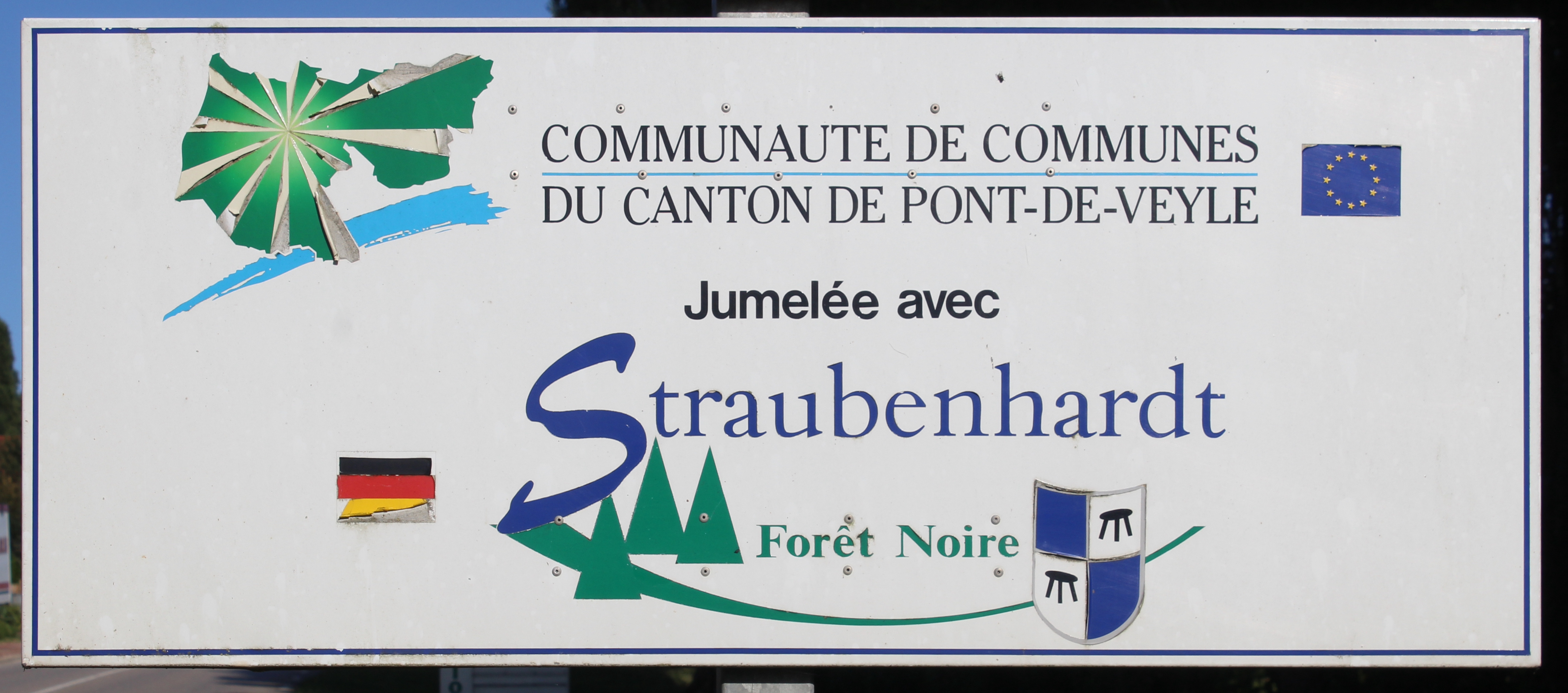
Panneau annonçant le jumelage avec Straubenhardt.

La communauté de communes du canton de Pont-de-Veyle dont la commune faisait partie avant sa dissolution est jumelée avec la commune de Straubenhardt localisée dans le Bade-Wurtemberg en Allemagne à la porte nord de la Forêt-Noire entre Karlsruhe et Pforzheim. Commune composée de cinq villages que sont Conweiler, Feldrennach & Pfinzweiler, Langenalb, Ottenhausen et Schwann, Straubenhardt a commencé à lier des contacts avec le canton de Pont-de-Veyle dès 1995 grâce à Roger Herbet. Ce dernier, un bressan qui vivait dans la localité allemande, organisa une rencontre entre Christophe Greffet alors maire de Saint-Genis-sur-Menthon et Willy Rushman, bourgmestre de Straubenhardt. Est alors née une volonté de tisser de nouveaux liens entre les deux localités par le biais des collégiens qui commencèrent à créer des échanges dès 1996.
Tout s'accéléra durant l'année 1999 quand la population de la commune allemande fut invitée à deux reprises en France. La première fois fut durant le mois de mai à l'occasion de la fête du Fromage à Grièges et la seconde fois fut en juillet lors de la fête des Temps Chauds où un groupe musical de Straubenhardt était invité à s'y produire. Les Bressans furent invités à faire le chemin inverse dès le mois d'août pour créer ensemble la fête de marché historique à Feldrennach. Le jumelage entre Straubenhardt et le canton de Pont-de-Veyle a été concrétisé par la signature de la Charte lors de la grande fête organisée au château de Pont-de-Veyle du 7 au 9 juillet 2000. Une autre fête fut organisée l'année suivante en Allemagne du 6 au 8 juillet 2001.

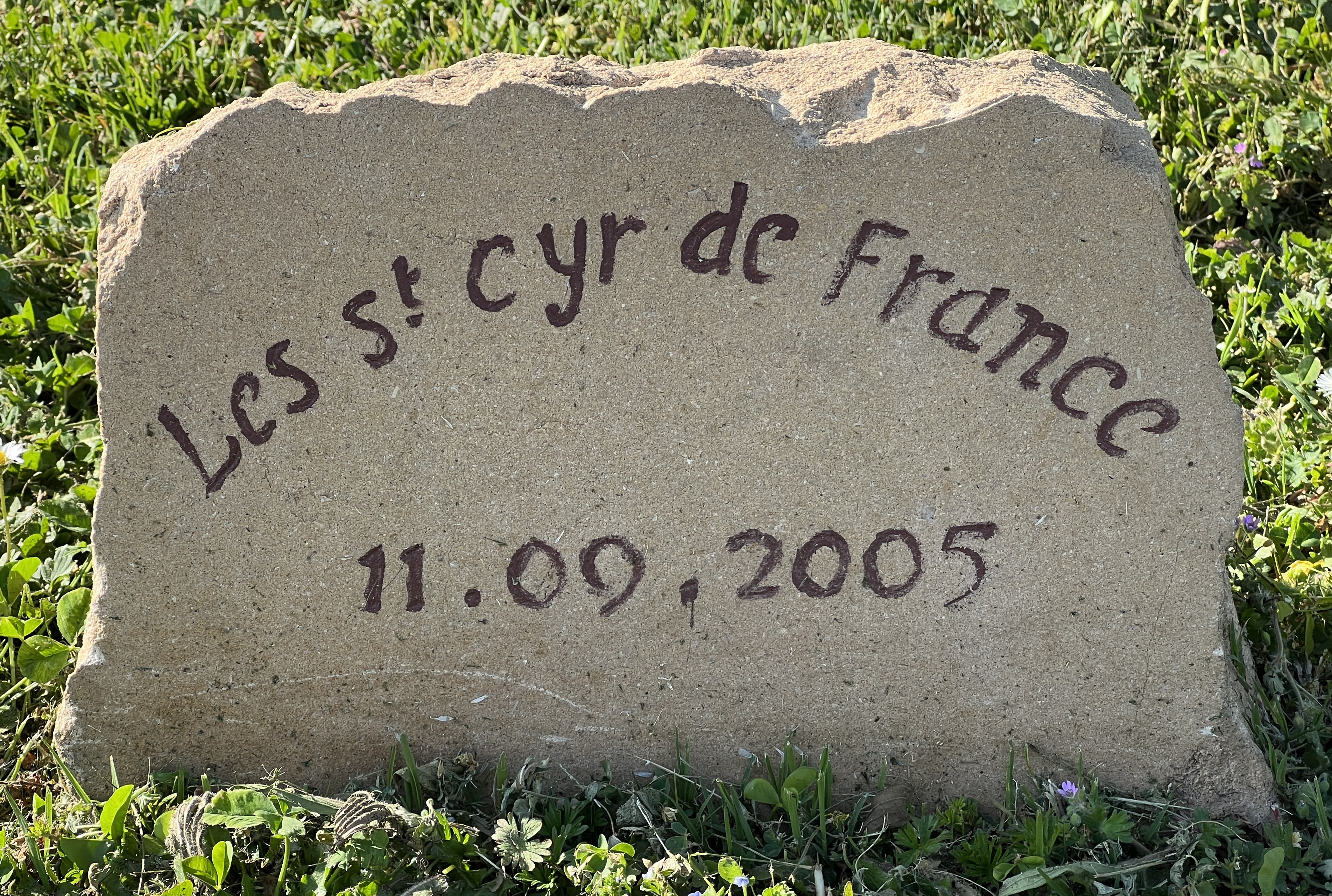
Pierre devant la mairie en souvenir du rassemblement des Saint-Cyr de France dans la commune en septembre 2005.

Le 22 octobre 1990, l'association des Saint-Cyr de France est fondée avec 23 communes portant ce nom en France. Chaque année, un rassemblement et une assemblée générale ont lieu un week-end de septembre. Ce fut le cas de Saint-Cyr-sur-Menthon qui a accueilli ses communes jumelles du 9 au 11 septembre 2005.

### Politique environnementale

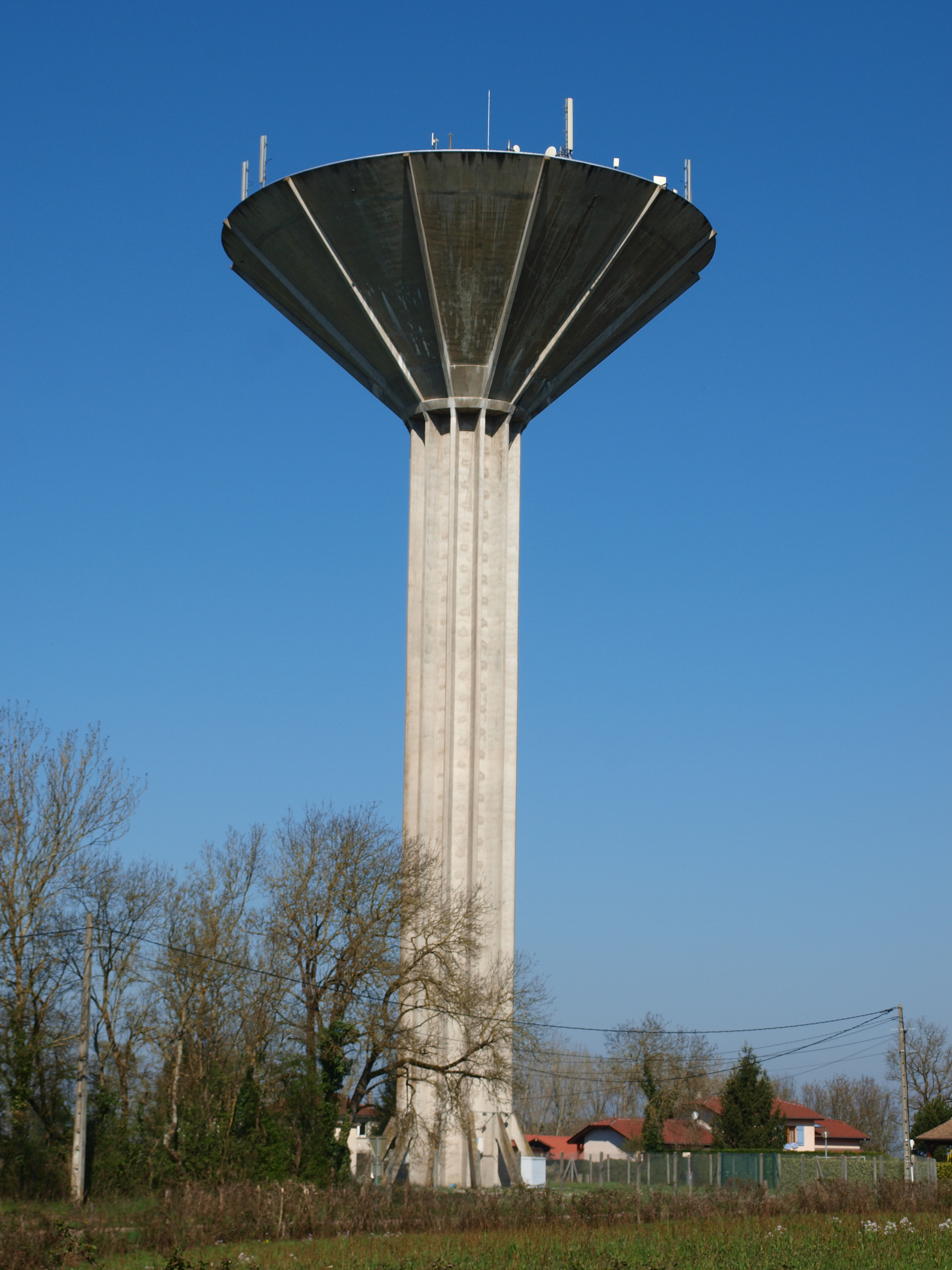
Château d'eau.

#### Eau potable et assainissement
Pour la diffusion de l'eau potable, la commune était rattachée au syndicat SIE Saône Veyle créé en 1948 et qui appartenait au Pôle Technique Intersyndical de l’Eau, structure regroupant cinq syndicats mixtes de l'ouest du département de l'Ain afin d'avoir un service technique mutualisé. Ce syndicat qui regroupait douze communes appartenant aux anciens cantons de Pont-de-Veyle et de Bâgé-le-Châtel assurait la production, le transfert et la distribution de l'eau potable sur le territoire qu'il couvre. Dans le cadre de la loi NOTRe, ce syndicat fusionne en décembre 2018 avec le SIE Basse Reyssouze qui contenait 25 communes du nord-ouest du département. Le nouveau syndicat prend le nom de Syndicat d'Eau Potable Saône Veyle Reyssouze et regroupe alors 36 communes.
À Teppe Nayet, le château d'eau, avec une hauteur de 63 mètres, est le plus haut monument de la commune, il est visible depuis les monts du Mâconnais et ceux du Revermont. Construit à la fin des années 1980, il offre un réservoir de 1 000 m3 pour les communes de Saint-Cyr, de Saint-Genis-sur-Menthon et de Perrex.
Pour le traitement des eaux usées, il existe une station d'épuration au sud du bourg mise en service en le 28 mai 1998 en remplacement de l'ancienne située près du moulin de Cassevesce. Une autre station de traitement se trouve au domaine des Planons vers l'autoroute A40 qui fut mise en service en mai 2004.

#### Déchets ménagers
La gestion des ordures est confiée au syndicat mixte intercommunal de destruction des ordures ménagères (SMIDOM) de Thoissey dont le territoire s'étendait initialement sur celui de l'ancien canton de Pont-de-Veyle et de l'actuelle communauté de communes Val de Saône - Centre. Le 1er janvier 2018, les six communes de l'ancienne communauté de communes des Bords de Veyle intègrent le syndicat portant le nombre de communes à 23 et qui devient le SMIDOM Veyle - Saône. Son rôle est de gérer la collecte et le traitement des déchets des ménages, des compétences que les communautés de communes lui ont confié à sa création.
Le syndicat possède trois déchèteries dont la plus proche est celle de Saint-Jean-sur-Veyle près du hameau des Druillets. Ouverte en juin 2001, elle remplace la décharge communale située près de la station d'épuration. Toutefois, il reste un point d'apport volontaire au bourg du village afin de permettre à la population de trier leurs emballages recyclables. Concernant les déchets ménagers, ils sont collectés le mardi.

#### Protection des lieux naturels
Afin d'entretenir et aménager les cours d'eau du bassin versant de la Basse-Veyle dans lequel se situe le Menthon, Saint-Cyr et dix-huit communes fondent le Syndicat Intercommunal d’Aménagement et d’Entretien de la Basse Veyle et de ses affluents en août 1965. Or, face aux problèmes de qualité d'eau, aux crues fréquentes en Basse-Veyle et aux besoins en termes d'assainissement pour les communes, les trois syndicats du bassin versant de la Veyle lancent un contrat de rivière en 1998. Elles fusionnent en 2000 avec cinq autres communes sous le nom de Syndicat mixte pour l’aménagement et la mise en valeur du bassin versant de la Veyle et de ses affluents dit syndicat mixte Veyle Vivante,. Le travail de cette organisation est de surveiller la qualité des eaux du bassin, de préserver les zones humides et de remettre en état certains ouvrages dont l'ouvrage hydraulique du moulin de Cassevesce qui a été restauré en 2014. En 2019, le syndicat a permis la construction d'une frayère d'une surface de 12 000 m2.
Introduite à la fin du XIXe siècle sur le territoire européen et particulièrement dans l'Ain, l'ambroisie constitue une menace pour la biodiversité en plus d'être un problème de santé publique. Pour lutter contre cette plante invasive, des plans de lutte ont été mis en place par la préfecture depuis 2012 afin d'en réduire la prolifération notamment en impliquant la direction des routes du département chargée d'entretenir les abords des routes afin d'éviter que les ambroisies produisent des graines,.
En plus d'espèces végétales, il y a des espèces animales qui constituent une menace pour l'environnement local. Le ragondin et le rat musqué sont deux rongeurs qui dégradent les berges à cause des galeries qu'ils creusent. Les impacts qu'ils causent ne sont pas limités aux berges puisque sa consommation de roseaux menace directement cette espèce végétale et fait des dégâts sur les cultures céréalières. Le piégeage et la destruction à tir ou à flèches sont des méthodes employées pour réguler les deux espèces animales.

## Population et société

### Démographie

#### Évolution démographique
Avant la Révolution, les populations communales étant exprimées en nombre de foyers, la population saint-cyrienne était de 83 feux en 1784.
L'évolution du nombre d'habitants est connue à travers les recensements de la population effectués dans la commune depuis 1793. Pour les communes de moins de 10 000 habitants, une enquête de recensement portant sur toute la population est réalisée tous les cinq ans, les populations de référence des années intermédiaires étant quant à elles estimées par interpolation ou extrapolation. Pour la commune, le premier recensement exhaustif entrant dans le cadre du nouveau dispositif a été réalisé en 2007.
En 2022, la commune comptait 1 867 habitants, en évolution de +6,02 % par rapport à 2016 (Ain : +5,15 %, France hors Mayotte : +2,11 %).
| 1793 | 1800 | 1806  | 1821  | 1831  | 1836  | 1841  | 1846  | 1851  |
| ---- | ---- | ----- | ----- | ----- | ----- | ----- | ----- | ----- |
| 930  | 907  | 1 070 | 1 135 | 1 232 | 1 279 | 1 341 | 1 345 | 1 394 |

| 1856  | 1861  | 1866  | 1872  | 1876  | 1881  | 1886  | 1891  | 1896  |
| ----- | ----- | ----- | ----- | ----- | ----- | ----- | ----- | ----- |
| 1 414 | 1 400 | 1 404 | 1 320 | 1 300 | 1 244 | 1 182 | 1 140 | 1 124 |

| 1901  | 1906  | 1911  | 1921 | 1926 | 1931 | 1936 | 1946 | 1954 |
| ----- | ----- | ----- | ---- | ---- | ---- | ---- | ---- | ---- |
| 1 084 | 1 055 | 1 078 | 969  | 955  | 924  | 911  | 898  | 850  |

| 1962 | 1968 | 1975 | 1982 | 1990  | 1999  | 2006  | 2007  | 2012  |
| ---- | ---- | ---- | ---- | ----- | ----- | ----- | ----- | ----- |
| 811  | 809  | 822  | 983  | 1 243 | 1 314 | 1 515 | 1 544 | 1 712 |

| 2017  | 2022  | - | - | - | - | - | - | - |
| ----- | ----- | - | - | - | - | - | - | - |
| 1 776 | 1 867 | - | - | - | - | - | - | - |

#### Pyramide des âges
En 2021, le taux de personnes d'un âge inférieur à 30 ans s'élève à 34,7 %, soit en dessous de la moyenne départementale (35,3 %). De même, le taux de personnes d'âge supérieur à 60 ans est de 24,1 % la même année, alors qu'il est de 24,3 % au niveau départemental.
En 2021, la commune comptait 947 hommes pour 897 femmes, soit un taux de 51,36 % d'hommes, légèrement supérieur au taux départemental (49,35 %).
Les pyramides des âges de la commune et du département s'établissent comme suit :
| Hommes | Classe d’âge | Femmes |
| ------ | ------------ | ------ |
| 0,7    | 90 ou +      | 0,6    |
| 5,3    | 75-89 ans    | 6,2    |
| 18,2   | 60-74 ans    | 17,2   |
| 19,5   | 45-59 ans    | 19,5   |
| 20,1   | 30-44 ans    | 23,3   |
| 13,7   | 15-29 ans    | 11,9   |
| 22,4   | 0-14 ans     | 21,3   |

| Hommes | Classe d’âge | Femmes |
| ------ | ------------ | ------ |
| 0,6    | 90 ou +      | 1,6    |
| 6,3    | 75-89 ans    | 8,1    |
| 15,5   | 60-74 ans    | 16,2   |
| 21     | 45-59 ans    | 20,4   |
| 19,8   | 30-44 ans    | 19,8   |
| 16,4   | 15-29 ans    | 15     |
| 20,4   | 0-14 ans     | 18,9   |

### Situation de la commune dans la France
Le tableau récapitulatif donne la position de la commune à propos de la population, de la superficie et de la densité à différentes échelles au 1er janvier 2020.
| Rang                              | Nombre de communes | Superficie | Population | Densité |
| --------------------------------- | ------------------ | ---------- | ---------- | ------- |
| France                            | 34 968             | 10 307e    | 5 983e     | 8 111e  |
| Auvergne-Rhône-Alpes              | 4 030              | 1 500e     | 842e       | 1 189e  |
| Rhône-Alpes                       | 2 746              | 823e       | 710e       | 1 029e  |
| Ain                               | 393                | 114e       | 90e        | 136e    |
| Arrondissement de Bourg-en-Bresse | 199                | 63e        | 50e        | 76e     |
| Canton de Vonnas                  | 19                 | 3e         | 4e         | 9e      |

### Enseignement

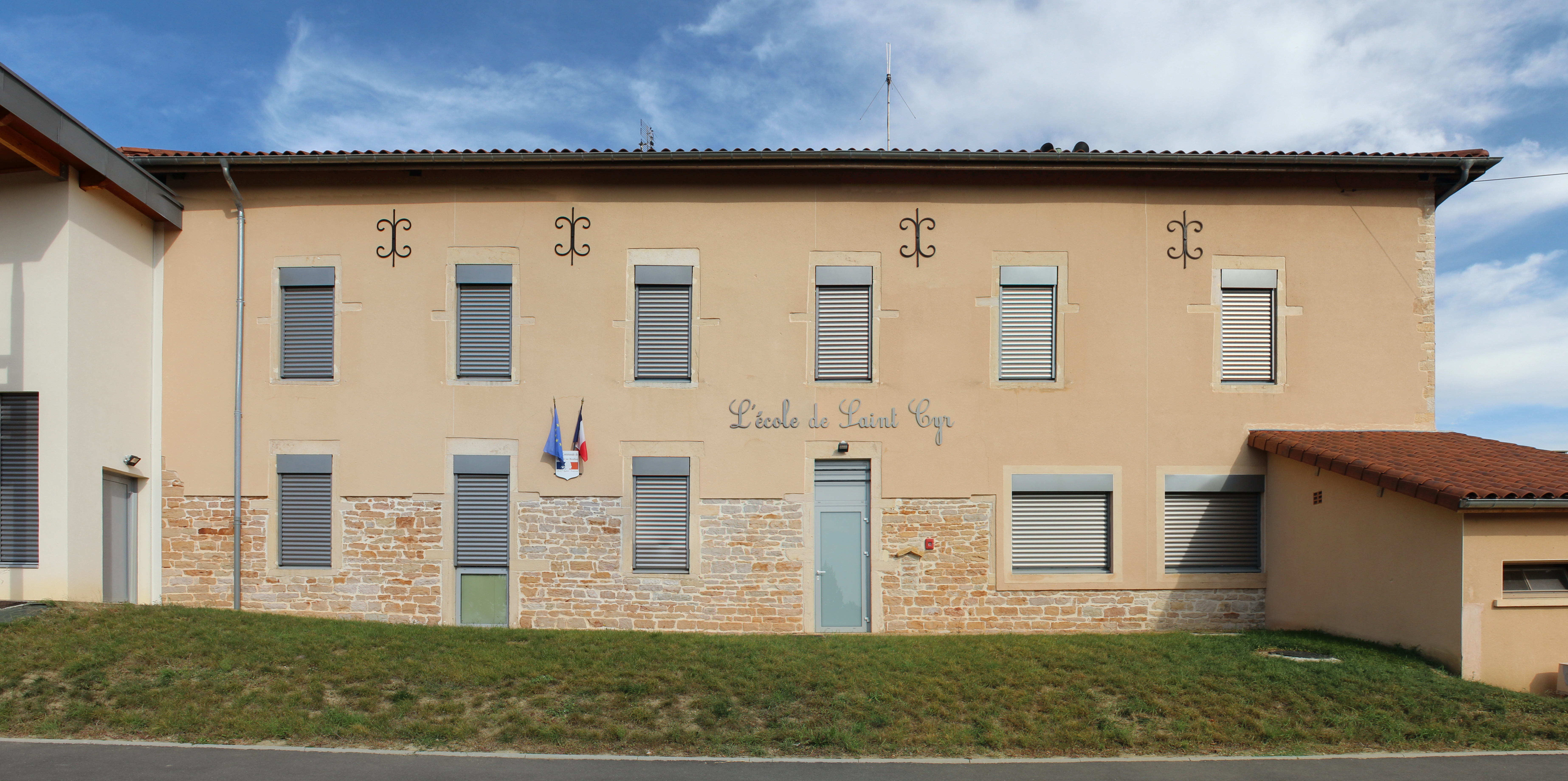
Le bâtiment principal de l'école communale en septembre 2019.

Appartenant à l'académie de Lyon donc à la zone A des régions académiques, la commune possède une école publique de la petite section jusqu'au CE2. Durant l'année scolaire 2022-2023, les niveaux étaient répartis dans sept classes (PS, PS/MS, MS/GS, GS/CP, CP, CE1, CE2) pour 169 élèves. L'ensemble scolaire s'agence autour du bâtiment historique datant de 1846 et ayant connu une extension en 1905 afin d'accueillir les archives communales et la salle du conseil municipal. Jusqu'en 2017, le bâtiment de la classe de la petite section ainsi que la cour de récréation des maternelles sont séparés du reste de l'école par la rue du Menthon. Depuis la rentrée scolaire 2017-2018 et à la suite des travaux ayant mené à la restructuration du groupe scolaire, l'ensemble des services scolaires, c'est-à-dire les salles de classe, la cantine ainsi que la garderie sont maintenant localisés sur le même site.
Les cours suivis par les CM1 et les CM2 sont assurés par l'école de la commune voisine de Saint-Genis-sur-Menthon qui accueille trois classes (CM1, CE2/CM2,CM2) pour 61 élèves en 2022-2023. Les deux écoles forment un regroupement pédagogique (RPI) depuis 1980, année où l'école de Saint-Genis comptant alors 14 élèves menaçait d'être fermée. Étant donné la distance séparant les deux écoles, un service de ramassage scolaire est assuré entre les deux villages.
Les élèves de ce regroupement pédagogique intercommunal passant en 6e sont dirigés vers le collège George-Sand de Pont-de-Veyle. Enfin, les lycées de secteur de la commune sont le lycées Lamartine et René Cassin, tous deux situés à Mâcon dans l'académie de Dijon.
Pour les plus petits, la micro-crèche Croq'cinelle les accueille depuis le 29 août 2011 au bourg. Cette structure a été mise en place et gérée par l'intercommunalité.

### Santé

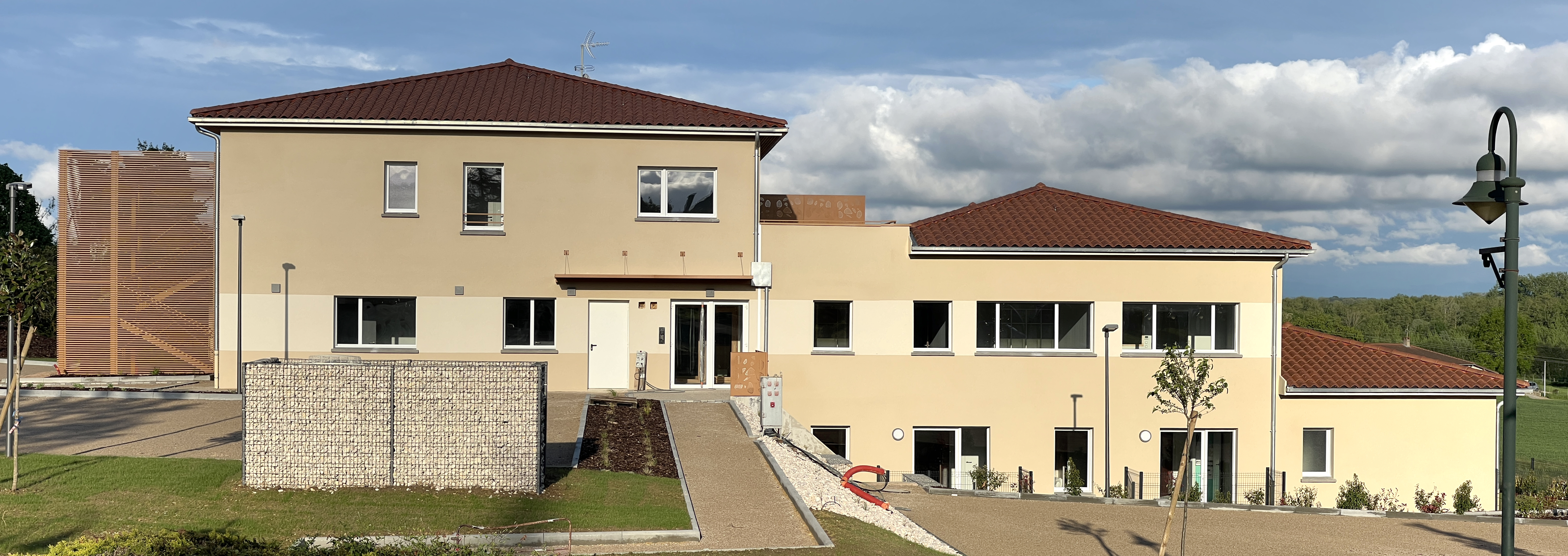
Ensemble immobilier comprenant la maison de santé et la résidence Haissor située le long de la rue du Centre.

Le bourg du village concentre des établissements de santé. On y trouve un cabinet médical avec deux médecins généralistes qui l'occupent tour à tour, deux cabinets d'infirmières et deux sages-femmes. Dans le but d'accueillir les professionnels de santé de la commune dans un lieu unique, une maison de santé voit sa construction commencer en 2023. Cette dernière fait partie d'un ensemble immobilier qui comprend entre autres des logements sociaux et d'une résidence Haissor (Habitat Intermédiaire Service Solidaire Regroupé).
Un centre de première intervention des sapeurs-pompiers y est également implanté.
Deux centres hospitaliers sont situés dans un rayon de vingt kilomètres du bourg, le plus proche étant celui de Mâcon et l'autre est celui de Fleyriat situé dans la commune de Viriat, limitrophe de Bourg-en-Bresse.

### Sports
Les habitants du village peuvent profiter des infrastructures et des associations pour pratiquer une activité sportive. En premier lieu, deux stades de football se trouvent dans l'ouest du bourg dont un est voué à l'entraînement. Le principal est le stade Jean-François Pelletier nommé en tant que tel le 9 juin 2018, en l'honneur de l'ancien maire décédé deux ans auparavant. C'est le stade où évolue l'Union Sportive Saint-Cyr-sur-Menthon. Ce club de football créé le 12 mai 1948 possède des équipes du niveau U7, U9 et séniors. Pour les jeunes des catégories allant du niveau U11 à U19, les joueurs évoluent au Fototball Club Veyle Saône tout comme ceux de l'Étoile sportive de Cormoranche. Il remplace la Jeunesse sportive du Canton de Pont-de-Veyle en 2014, club créé en 2003 pour réunir les catégories jeunes de l'USSC, l'ES Cormoranche et l'AS Saint-André-d'Huiriat,.
Près de ces infrastructures, deux courts de tennis sont disponibles depuis 1994. Le Tennis Club Veyle Saône est un club né en mars 2015 de la fusion de quatre associations dont celle de la commune, le Tennis Club du Menthon qui avait été créé fin 1992,.
D'autres installations sont laissées à la libre disposition des habitants. Près de la salle polyvalente qui accueille aussi des activités sportives, un terrain de pétanque longe la route départementale D 1079. Aux rives du Menthon, on trouve depuis 2009 un terrain multisports appelé communément city-stade,.

Quelques équipements sportifs.
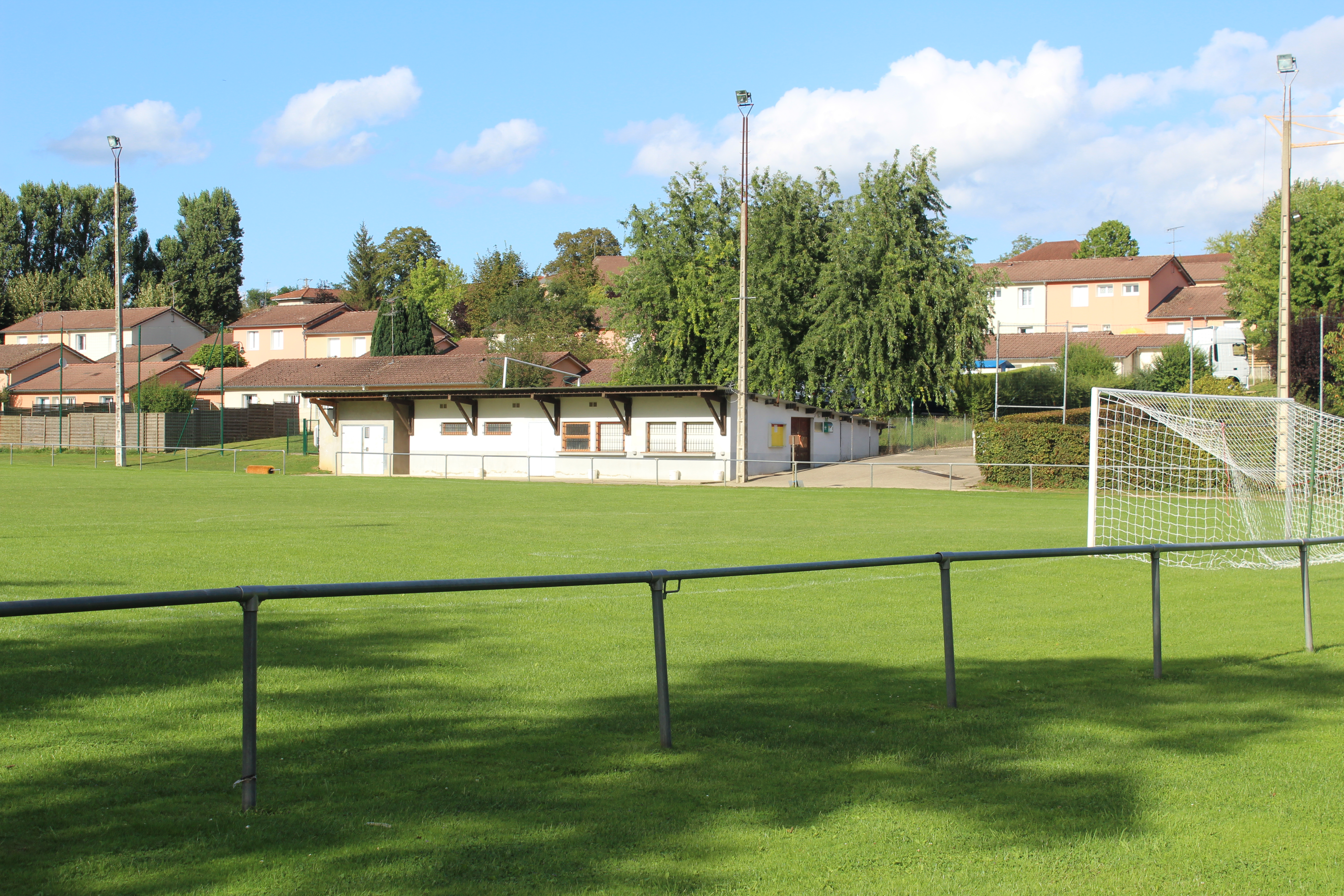
Stade Jean-François-Pelletier.
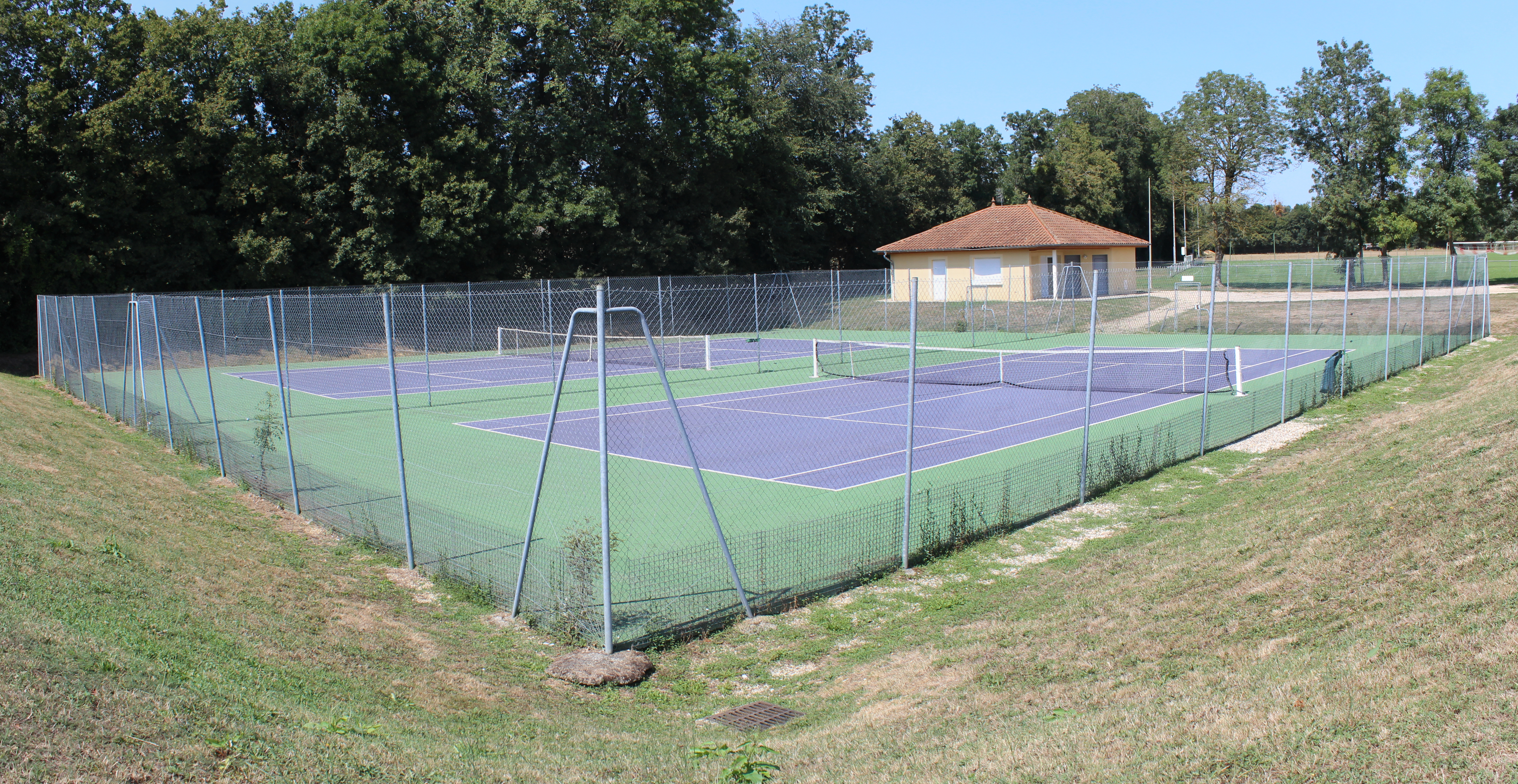
Courts de tennis.
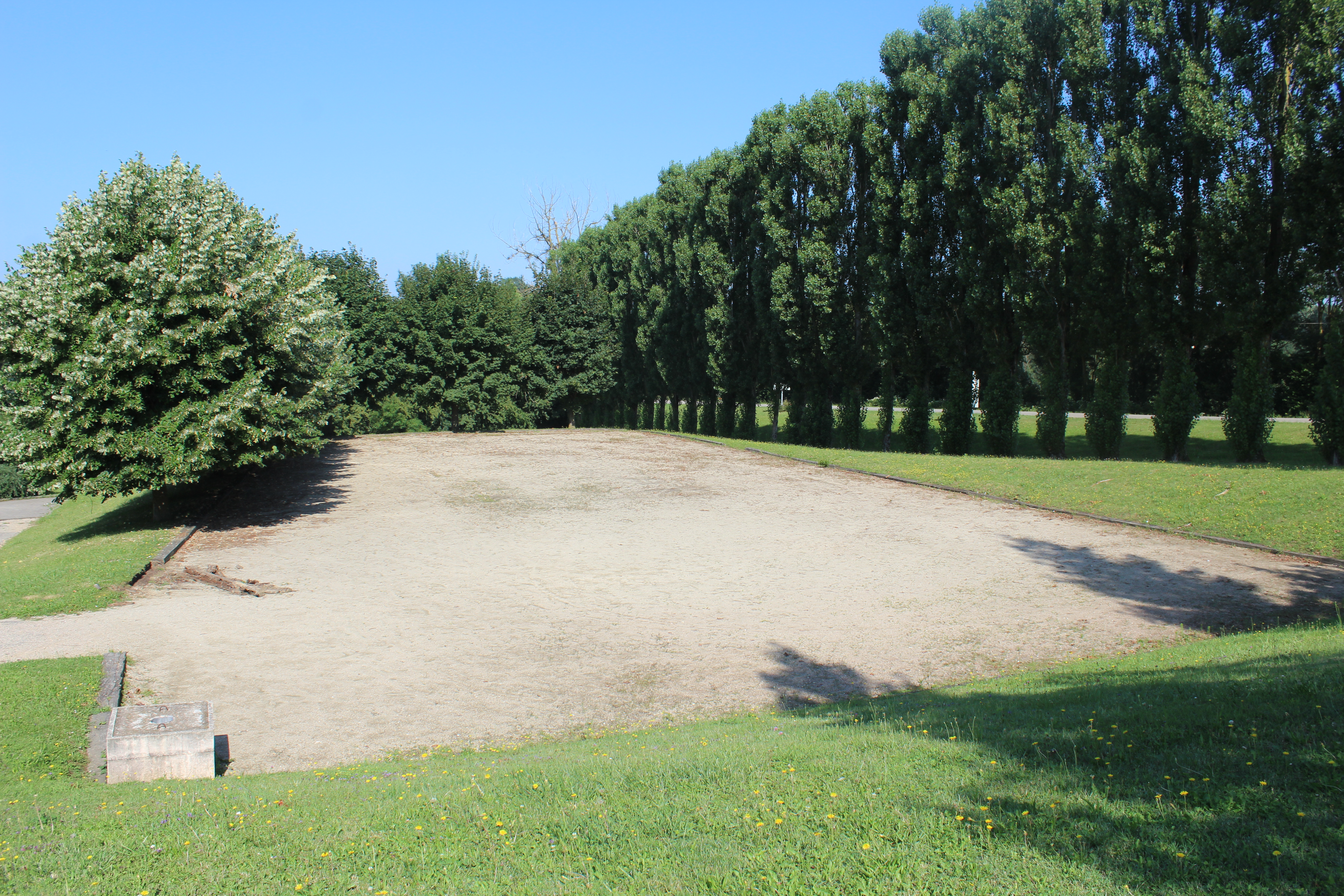
Terrain de pétanque.
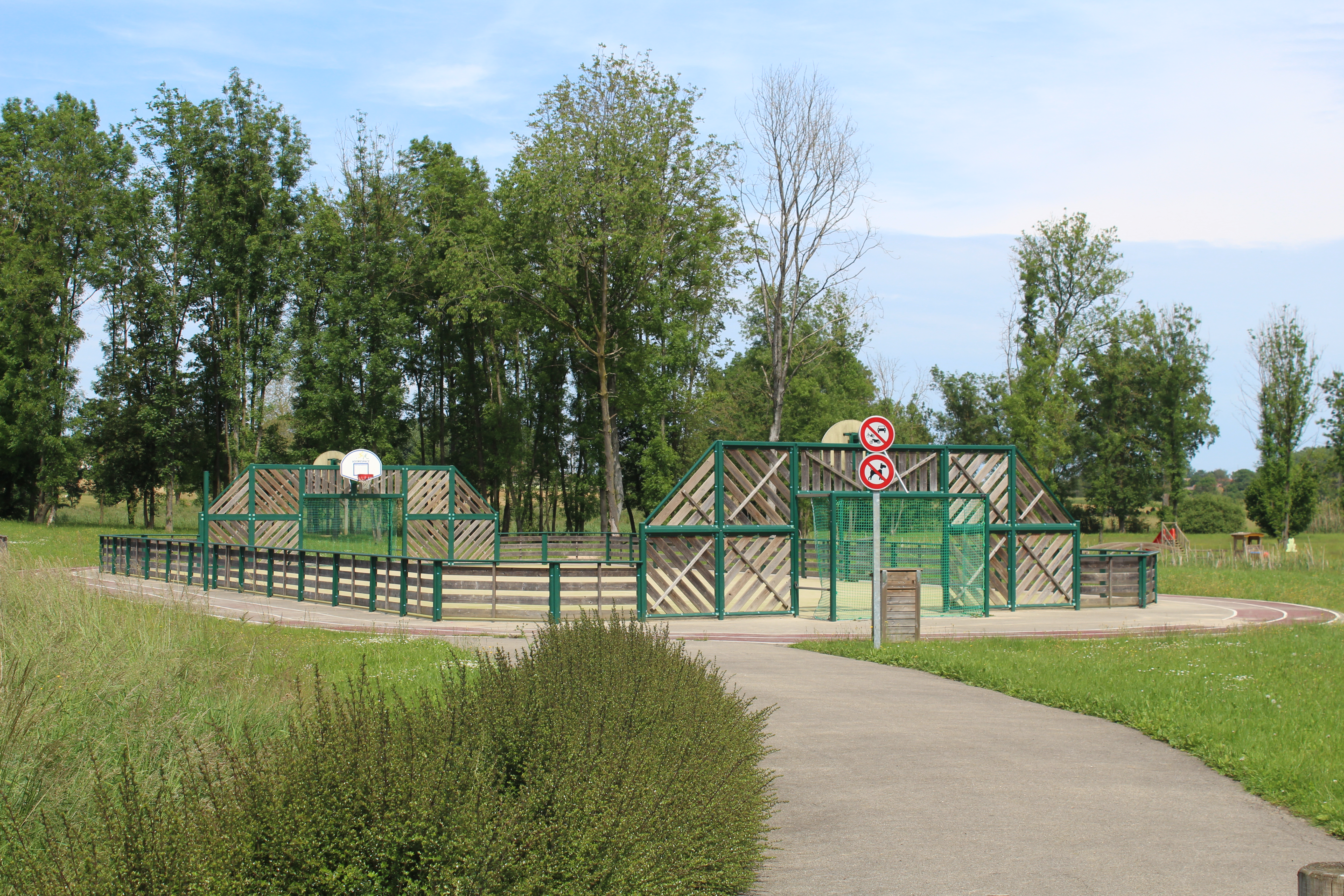
Terrain multisport.

Le Tour de France est passé deux fois sur le territoire communal. La première fois était lors de la 78e édition le 26 juillet 1991 lors la 20e étape reliant Aix-les-Bains et Mâcon. Venant de Vonnas, les cyclistes ont emprunté la route D 80 puis la route nationale 79 en direction de la préfecture de Saône-et-Loire,. La seconde fois était en 2006 lors de la 18e étape qui reliait Morzine à Mâcon du fait qu'elle empruntait la route nationale 79 entre les préfectures de l'Ain et de Saône-et-Loire.

### Communications

#### Médias

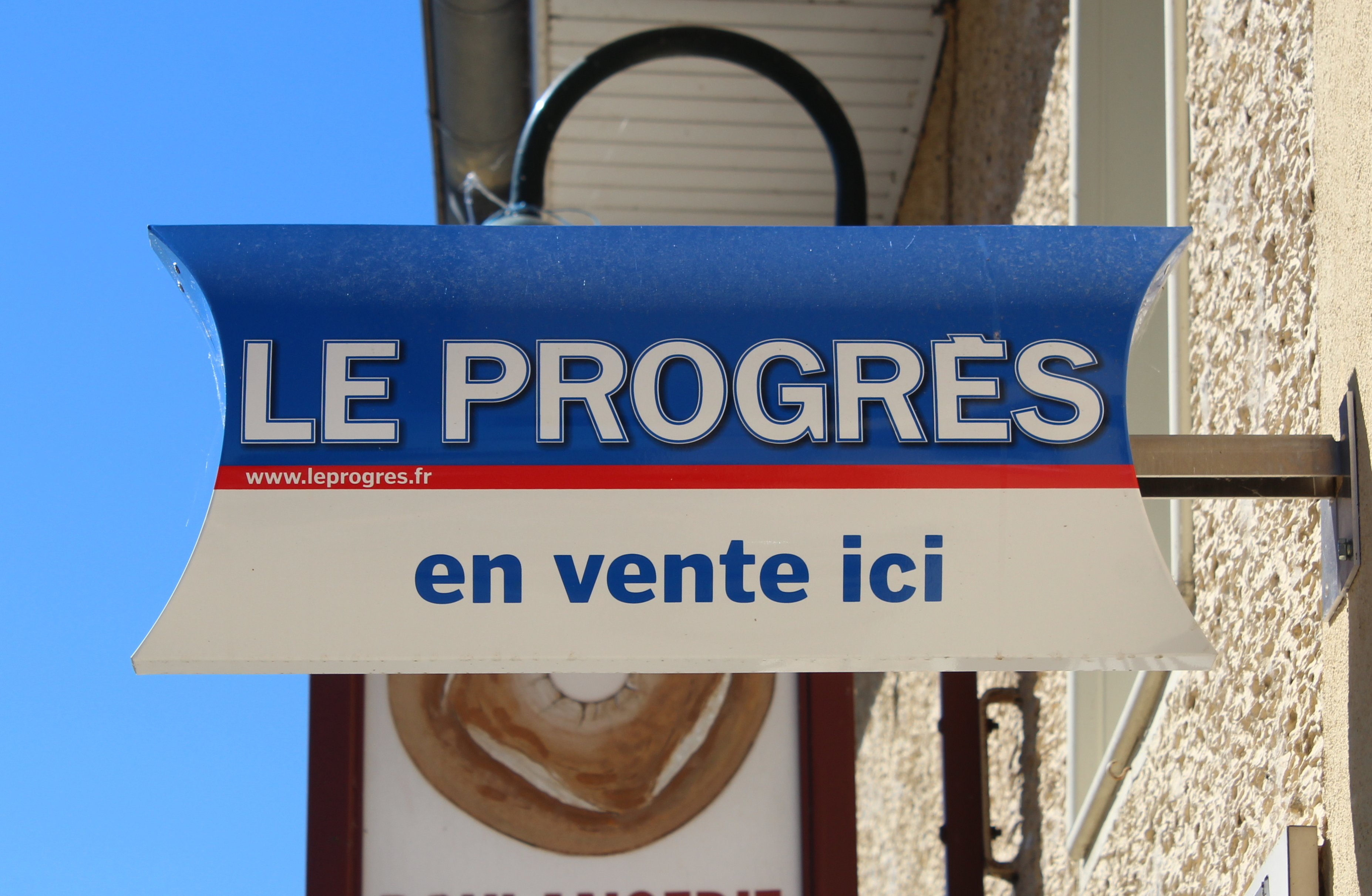
Panneau indiquant que Le Progrès est vendu dans l'une des deux boulangeries de Saint-Cyr.

Plusieurs journaux locaux traitent de l'actualité de la commune dont Le Progrès. Ce dernier est un journal régional diffusant dans les départements de l'Ain, du Jura, du Rhône, de la Loire et de la Haute-Loire. Chaque vendredi est publié le journal local hebdomadaire La Voix de l'Ain. De plus, Le Journal de Saône-et-Loire, paru pour la première fois le 2 juillet 1826, est la version saône-et-loirienne du Progrès. Ce journal quotidien paraît dans les environs sous l'édition de Mâcon.
Dans le domaine télévisuel, la chaîne France 3 émet un décrochage local dans la commune par le biais de France 3 Rhône Alpes. Enfin, Radio Scoop est une radio musicale d'Auvergne-Rhône-Alpes qui possède une station à Bourg-en-Bresse diffusant dans l'Ain,.
Chaque année depuis 1992, la municipalité publie le bulletin municipal où sont présentés les projets à venir, en cours ou réalisés ainsi que d'autres actualités communales. Depuis 2014, la municipalité est dotée d'un site internet.

#### Télécommunications

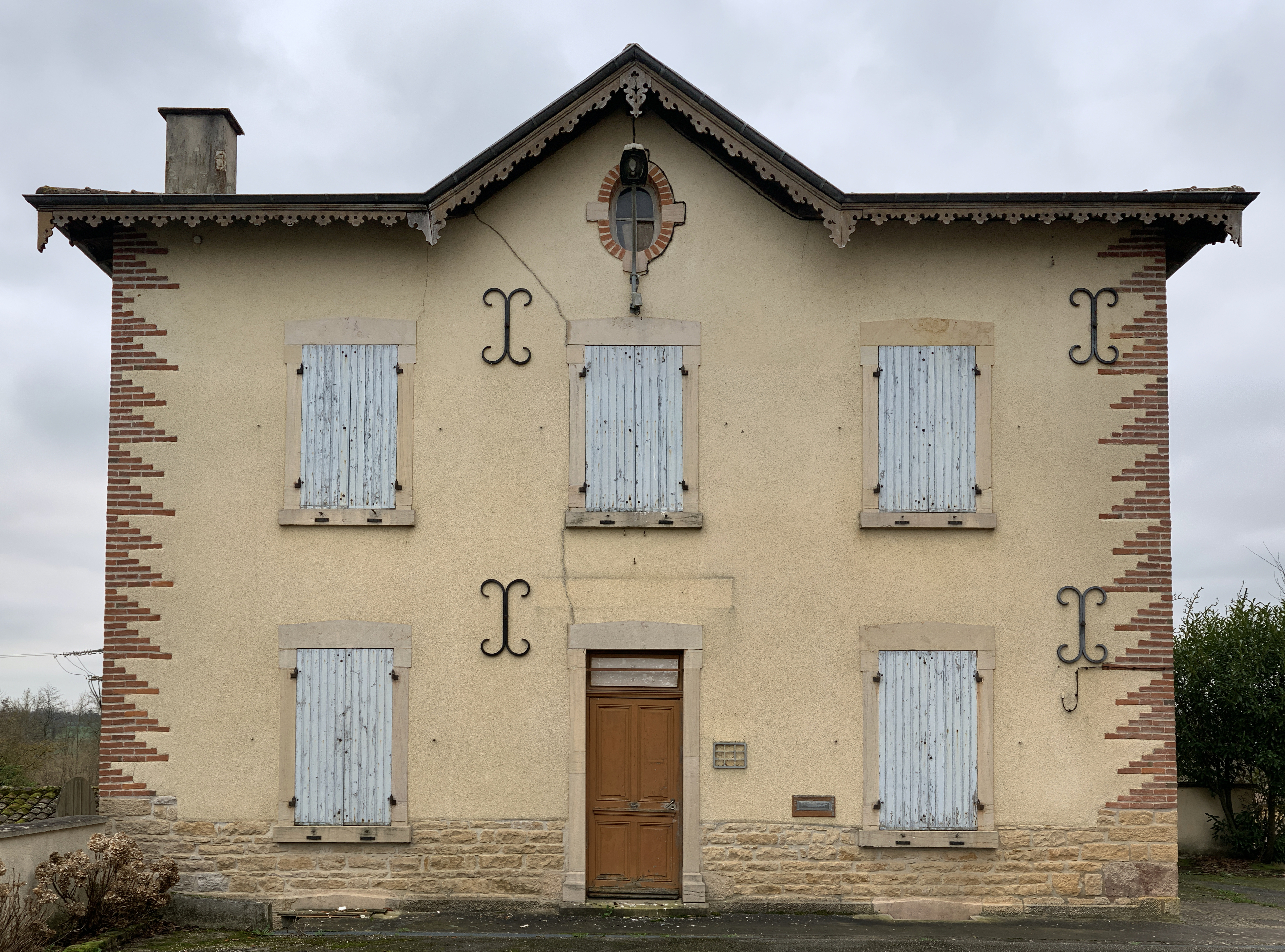
Ancien bureau de poste.

L'histoire des télécommunications modernes à Saint-Cyr date du 10 octobre 1899 avec la décision d'établir un bureau de poste sur le territoire communal qui sera suivie par celle d'établir un bureau télégraphique le 22 novembre 1900,.
À l'instar de 31 communes du nord-ouest de l'Ain, Saint-Cyr se trouve dans la zone de numérotation élémentaire (ZNE) de Mâcon, ce qui fait qu'elle est située dans la région téléphonique du Nord-Est où les numéros de téléphone fixe commencent par 03. Ceci s'explique qu'avant 1996, l'indicatif lié à la ZNE de Mâcon était 85 comme d'autres zones de la Saône-et-Loire. La majorité des communes de l'Ain — notamment la commune voisine de Perrex —, est quant à elle située dans la région téléphonique du Sud-Est, ce qui fait que les numéros de téléphone commencent par 04 pour les clients de ces communes-là,.
Concernant la téléphonie mobile, il existe des antennes relais au sommet du château d'eau depuis 2018. En 2019, il en existe d'autres à proximité du territoire communal, notamment au niveau du bois des Vernes Sauvées à Bâgé-Dommartin, près de la gare de péage de Saint-Genis-sur-Menthon, au centre de Vonnas ou bien au parc d'activités des Balloux à Laiz.
Depuis 2012, la commune dispose du très haut débit avec la fibre optique grâce au réseau public de fibre optique LIAin régi par le syndicat intercommunal d'énergie et de e-communication de l'Ain,. L'ancien maire Jean-François Pelletier était le président du syndicat au début du déploiement de ce réseau de fibre optique à l'abonné en 2008.

### Sécurité

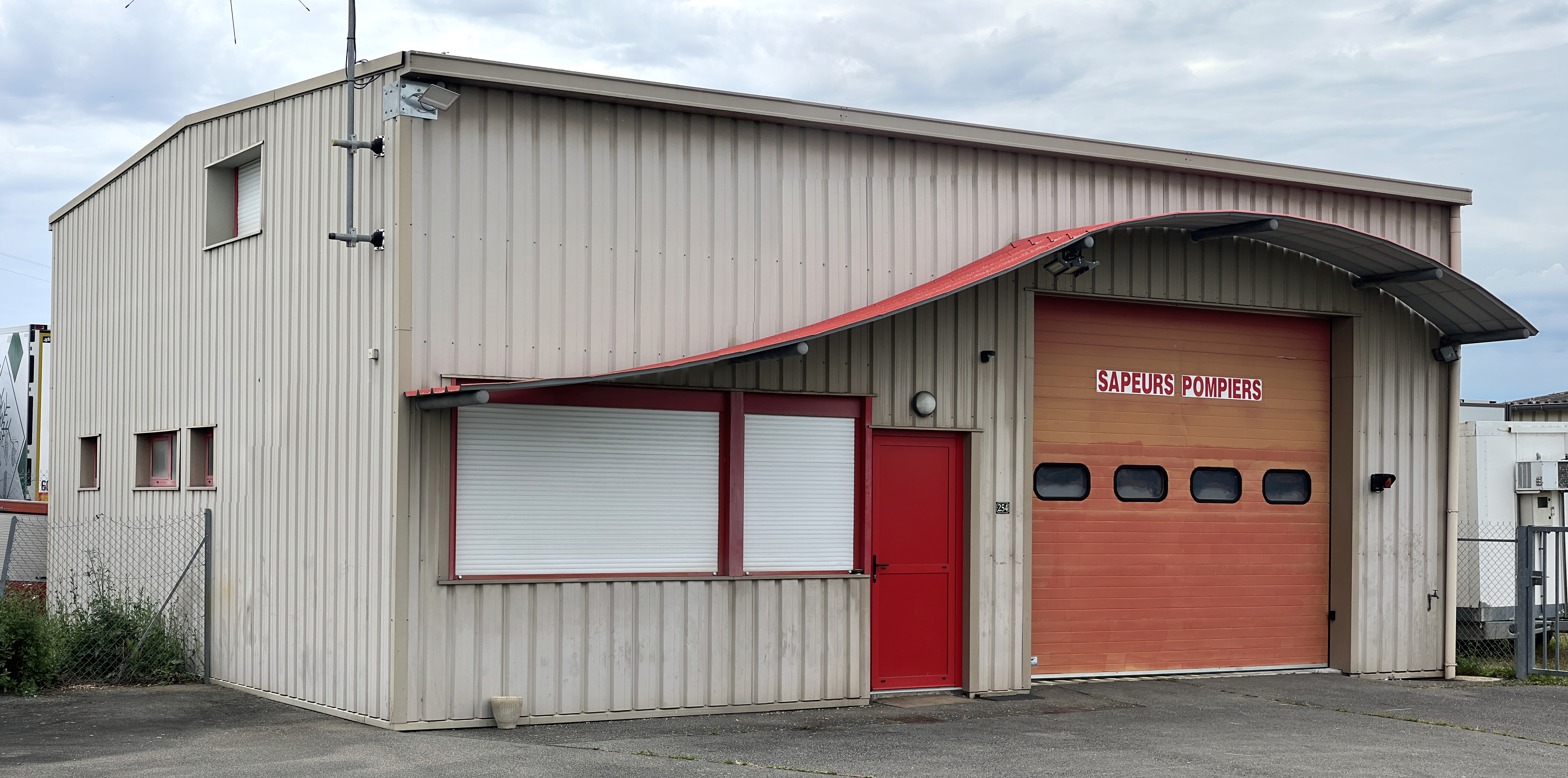
Caserne des pompiers.

En 1851, est créée dans la commune une brigade de gendarmerie qui sera éphémère puisque la même année, cette dernière est transférée au Logis-Neuf dans la commune de Confrançon. Afin d'assurer la sécurité des concitoyens, une loi du 5 avril 1884 donne la responsabilité de la sécurité au maire. C'est ainsi qu'une compagnie de sapeurs-pompiers est fondée à Saint-Cyr en 1885 qui occupe son local actuel depuis 2001.

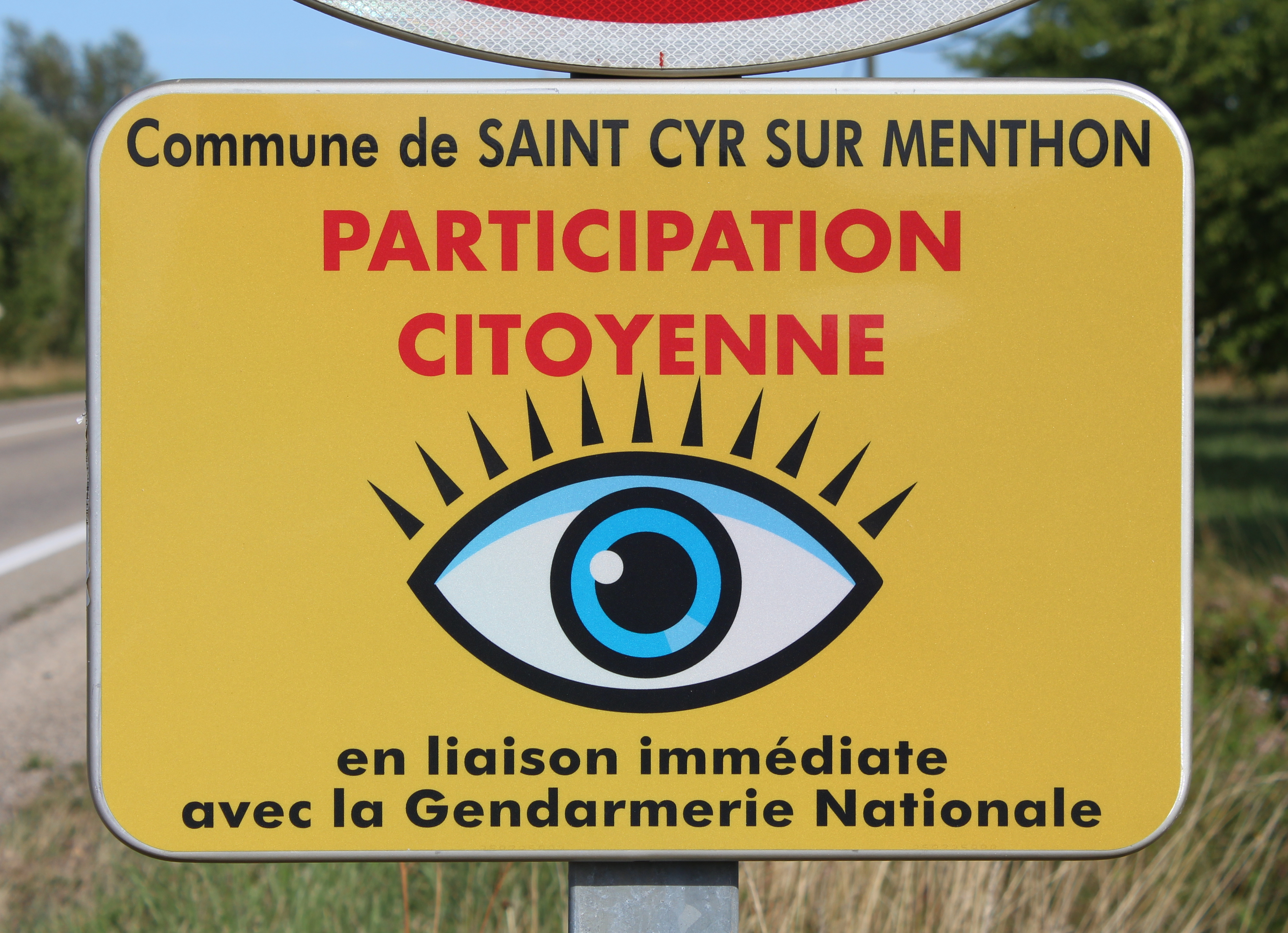
Panneau de la Participation citoyenne.

Depuis 2011, Saint-Cyr est dans le périmètre d'action de la gendarmerie de Laiz qui remplace celle de Pont-de-Veyle dont les locaux devenaient trop vétustes,. Cette caserne appartient à une communauté de brigades de Saint-Laurent-sur-Saône, elle-même appartenant à la compagnie de Bourg-en-Bresse, une des quatre faisant partie du groupement de départemental de l'Ain.
En 2016, la municipalité commence à prendre part au dispositif voisins vigilants, mais n'est mis réellement en place qu'en 2018. Chaque hameau est doté d'un voisin référent qui peut à tout moment contacter la brigade de gendarmerie lorsqu'il constate un événement inhabituel tel une tentative de cambriolage.

### Cultes

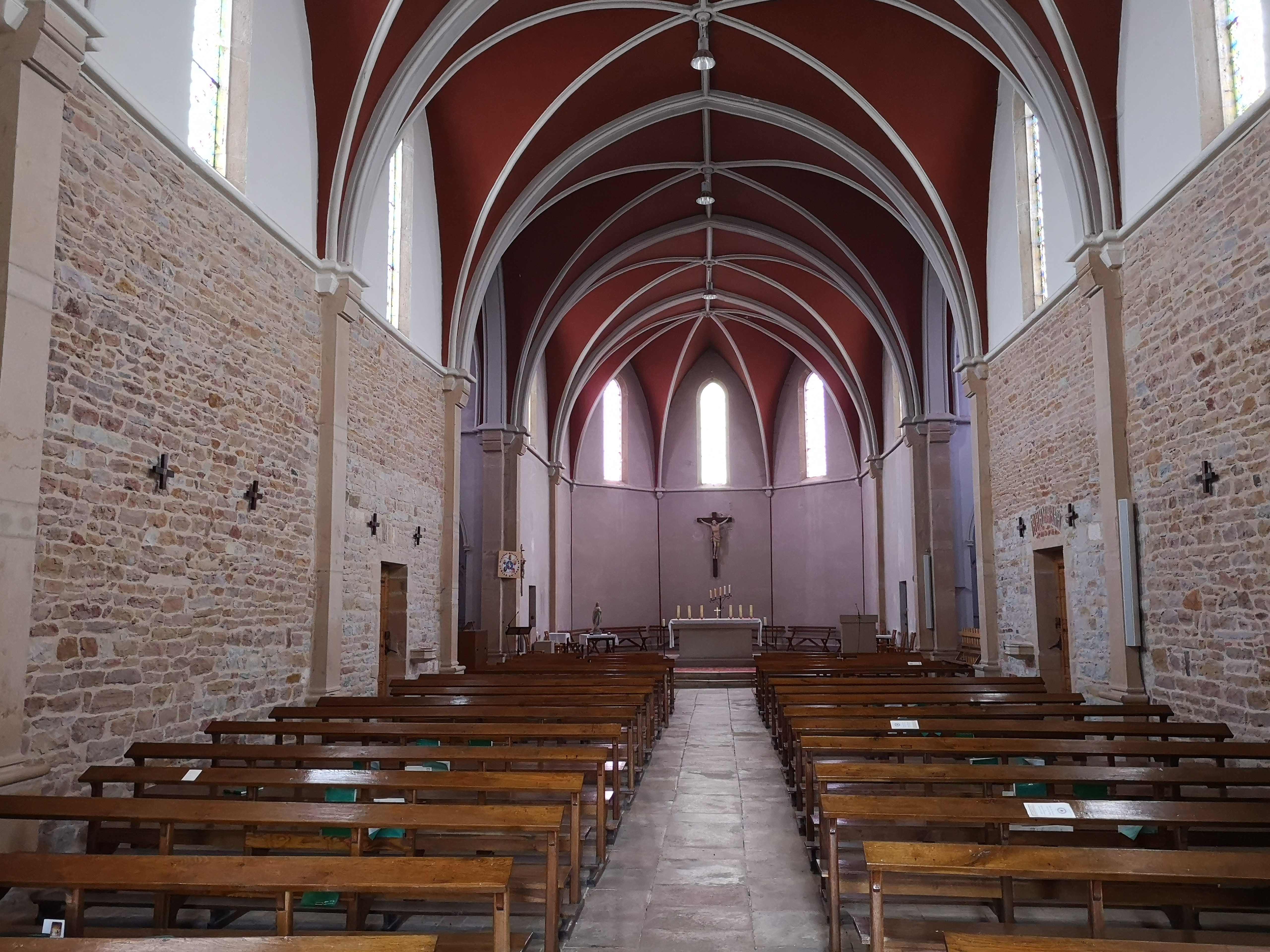
Intérieur de l'église Saint-Cyr.

Depuis le 1er septembre 2013 et par décision de Mgr Pascal Roland (évêque du diocèse de Belley-Ars), le territoire de la commune dépend du groupement paroissial catholique de Pont-de-Veyle. Ce groupement fait partie du doyenné de Bresse compris dans l'archidiaconé Saint-Pierre-Chanel, lui-même partie du diocèse de Belley-Ars. L'église Saint-Cyr fait partie des onze lieux de culte de la paroisse ; les offices y sont célébrés occasionnellement en alternance avec les autres églises de la paroisse.
L'église catholique est le seul lieu de culte de la commune, les autres religions ont des lieux de culte à Mâcon dont un temple protestant, deux mosquées et une synagogue.

## Économie

### Revenus de la population et fiscalité
En 2016, le revenu fiscal médian par ménage était de 21 178 € en dessous de la moyenne départementale de 22 272 €.

### Emploi
La commune fait partie du bassin de vie, de l'aire urbaine et de la zone d'emploi de Mâcon. En 2016, la population âgée de 15 à 64 ans se répartissait à 79,3 % d'actifs dont 5,1 sont au chômage. Parmi la population inactive, on dénombre 35,6 % d'élèves, étudiants et stagiaires ainsi que de 43,2 % de retraités et de préretraités.
Situation professionnelle de la population de 15 à 64 ans
|                                             | 2011  | 2016  | Évolution sur la période |
| ------------------------------------------- | ----- | ----- | ------------------------ |
| Ensemble                                    | 1 073 | 1 102 | +29                      |
| Actifs (en %)                               | 80,1  | 79,3  | -0,8                     |
| dont occupés (en %)                         | 76,0  | 74,0  | -2,0                     |
| dont chômeurs (en %)                        | 4,1   | 5,3   | +1,2                     |
| Inactifs (en %)                             | 19,9  | 20,7  | +0,8                     |
| dont élèves, étudiants et stagiaires (en %) | 7,1   | 8,2   | +1,1                     |
| dont retraités et préretraités (en %)       | 8,6   | 8,0   | -0,6                     |
| dont autres inactifs (en %)                 | 4,2   | 4,5   | +0,3                     |

### Entreprises et commerces

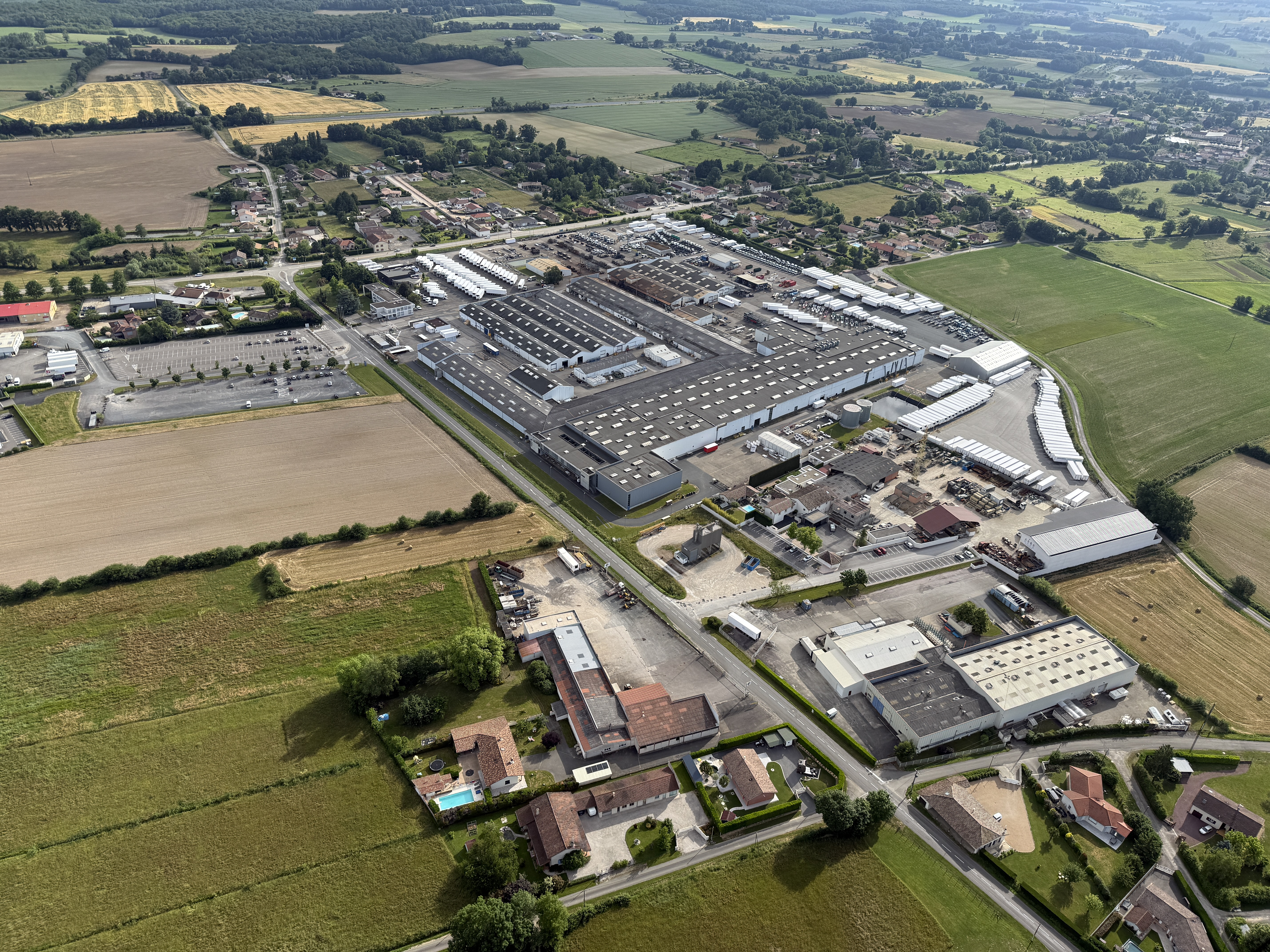
Vue aérienne de la zone d'activité des Teppes.

Contrairement à de nombreuses communes éloignées des villes, Saint-Cyr-sur-Menthon est économiquement développé notamment grâce à la zone d'activité des Teppes située le long de la route départementale D1079. Ce parc économique est le cœur économique du village et regroupe à lui seul plus des trois quarts des emplois offerts à Saint-Cyr. À Bâgé-Dommartin, près du hameau des Guillemières, il existe depuis 2017 la zone d'activités du Buchet qui accueille une plateforme logistique de 15 ha. Pour compléter la plateforme déjà existante, la zone d'activités dite du Champ du Chêne ouvre en 2024. À cheval sur les communes de Bâgé-Dommartin, Saint-Jean-sur-Veyle et Saint-Cyr, la zone accueille une plateforme logistique frigorifique d'une superficie de 13 ha dont 0,8 ha sur le territoire de Saint-Cyr,.
Au 31 décembre 2014, on comptait 136 établissements actifs : 14 dans l'agriculture, 9 dans l'activité industrielle, 25 dans la construction, 73 dans les activités commerce-transports-services divers et 15 dans les activités administration publique-enseignement-santé-action sociale.
Répartition des établissements par domaines d'activité
|                             | Ensemble | Agriculture | Industrie | Construction | Commerce… | Administration… |
| --------------------------- | -------- | ----------- | --------- | ------------ | --------- | --------------- |
| Nombre d'établissements     | 136      | 14          | 9         | 25           | 73        | 15              |
| Part en entreprises         | 100 %    | 10,3 %      | 6,6 %     | 18,4 %       | 53,7 %    | 11,0 %          |
| Sources des données : INSEE |          |             |           |              |           |                 |

#### Agriculture
Incluse dans la petite région agricole de la Bresse, Saint-Cyr est une commune rurale, l'agriculture y est très présente notamment avec la culture du maïs qui est majoritaire, on trouve aussi des champs de blé. Pour l'élevage, les volailles et les dindes de Bresse font la réputation de la région. Ce ne sont pas les seuls animaux élevés par les agriculteurs de la région, on trouve des Charolaises ainsi que des vaches laitières. Toutefois, ce secteur ne représente que 1,5 % des emplois.

#### Industrie et construction

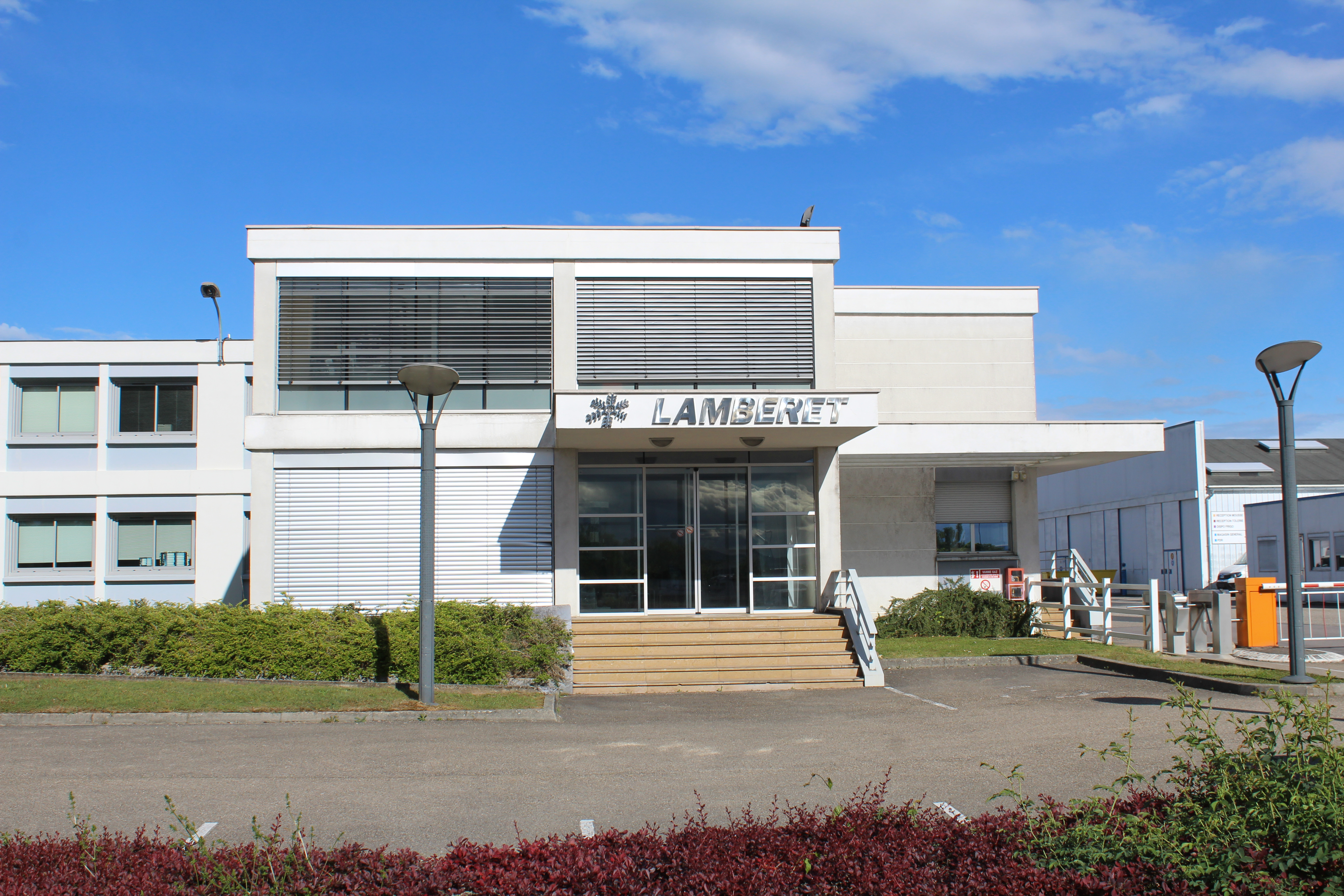
Siège de l'entreprise Lamberet.

Bien que minoritaire dans le nombre d'établissements, ce secteur est majoritaire dans la part des emplois dans la commune avec 74,3 %. Cette prépondérance est due à la présence de l'entreprise Lamberet, fabricant de cellules frigorifiques et acteur de niveau européen. Elle est la première usine de poids lourds frigorifiques en France. Fondée en 1935 par Marius Lamberet et originellement implantée à Vonnas, la société possède son siège dans la zone d'activités des Teppes depuis 1969 mais garde toujours des bureaux au chef-lieu du canton,. Après avoir connu de plein fouet la crise économique de 2008, l'entreprise est placée en liquidation judiciaire le 27 février 2009. Le 7 avril 2009, elle est rachetée par le Groupe Caravelle spécialisé dans le rachat d'entreprises en difficulté, elle renoue avec l'activité en doublant son chiffre d'affaires en 2014. Au 1er janvier 2015, elle regroupait 66 employés soit 59,3 % des emplois de Saint-Cyr. En mai 2015, elle est rachetée par le groupe chinois Aviation Industry Corporation of China (AVIC) par le biais de sa filiale Xinfei France.
Une autre grande entreprise était implantée dans la zone, Schneider Electric avait un site le long de la route D 80 qui fut fermée en 2015, un autre établissement s'est installé depuis.
Dans le secteur de la construction, l'entreprise Bourdon est présente dans le parc d'activités des Teppes depuis 2000.

#### Services et commerce
Le secteur tertiaire est le deuxième secteur avec 24,4 % des emplois. On dénombre plusieurs établissements de réparation automobile, quelques commerces dont deux boulangeries et trois salons de coiffure. On compte peu d'emplois administratifs puisque la commune n'est le chef-lieu d'aucune division administrative.

## Culture locale et patrimoine

Localisation des monuments historiques et des édifices remarquables de Saint-Cyr-sur-Menthon :
: église Saint-Cyr ;
: poype (motte castrale) ;
: ferme de Travernay ;
: grange des Carrons ;
: ferme de la Grange du Clou ;
: ferme des Planons ;
: musée départemental de la Bresse-Domaine des Planons.

### Lieux et monuments

#### Monuments historiques
Le village possède un patrimoine historique assez important au niveau local du fait que quatre fermes sont protégées par le titre des monuments historiques. Deux des quatre sont classées en totalité et les deux autres sont inscrites partiellement pour leur cheminée sarrasine. La ferme de Travernay et la grange des Carrons sont les premiers édifices de la commune inscrits partiellement le 30 avril 1925, ce sont seulement la souche et la cheminée sarrasine qui sont protégées,.
Les deux autres bâtiments qui sont classés possèdent aussi une cheminée sarrasine mais c'est la totalité des constructions qui est protégée. La ferme des Planons, construite en 1490, est classée en 1938. Une première extension est réalisée en 1603. Elle était le lieu d'habitation de paysans jusqu'en 1992, année où les derniers fermiers ont quitté le domaine afin de permettre des travaux de restauration qui terminèrent en 1995 jusqu'à l'inauguration du musée départemental de la Bresse le 15 septembre de cette année,. Aujourd'hui, le domaine des Planons accueillant le musée (renommé Domaine des Saveurs - Les Planons en février 2020) présente 20 ha de parcours extérieurs aménagés, des bâtiments historiques, des expositions permanentes et temporaires sur une surface de plus de 3 000 m2. Le musée propose aussi des animations et une boutique. Ce musée fait partie des sites les plus visités du département, il est le 6e site à accès payant en termes de visite avec 29 195 visiteurs en 2015.
Non loin de la grange des Carrons, la ferme de la Grange du Clou datant du XVIe siècle est classée en totalité depuis le 19 mai 1994,. Composée d'un corps de ferme, d'un bâtiment annexe et d'un puits qui sont tous protégés par le classement au titre des monuments historiques, la ferme a fait l'objet d'une restauration entre 2002 et 2004.
Même si elle ne fait pas l'objet d'inscriptions ou de classements, la poype de Saint-Cyr témoigne du passé du village. Citée en 1272 et se dressant au hameau du Chanelet, la motte était aux mains d'un vassal des comtes de Savoie. D'une hauteur de 9 mètres et d'un diamètre de 40 mètres à sa base, les vestiges retrouvés prouvent de l'occupation de la motte castrale entre la fin du XIe et du XIIIe siècle. Signe de puissance, de domination territoriale et habitat de la petite aristocratie, le tumulus est construit dans un contexte de progrès des défrichements et de désir de remplacer les forêts par des terres cultivables. Autour de la bâtisse, une basse-cour se serait étendue sur plusieurs milliers de mètres carrés.
En plus de cet édifice, la poype de Travernay ou Tour de l'Évêque se situe dans le nord de la commune mais n'est pas d'apparence similaire à celle du village du fait qu'elle ait été écrêtée pour combler ses fossés. Ancienne tour de la seigneurie de Trévernay, sa construction avait été demandée au XVe siècle par Jean de Macet alors évêque de Mâcon, d'où le nom alternatif donné à l'édifice. Deux autres poypes sont attestées dans les écrits mais ne sont ni visibles ni localisables dans l'espace. Pour la première structure, il s'agit de la poype de Conflens (ou de la Mare), citée au XIVe siècle, située entre les quartiers d'Arringes et de l'Île, au confluent du Menthon et du bief du Cheval-Queue. D'une hauteur de 10 mètres et d'un diamètre de 65 mètres à la base, elle possédait une maison forte, un donjon et des fossés. L'autre poype était celle de Tournaz érigée entre le quartier des Gambys et celui des Deschamps, citée en 1272.

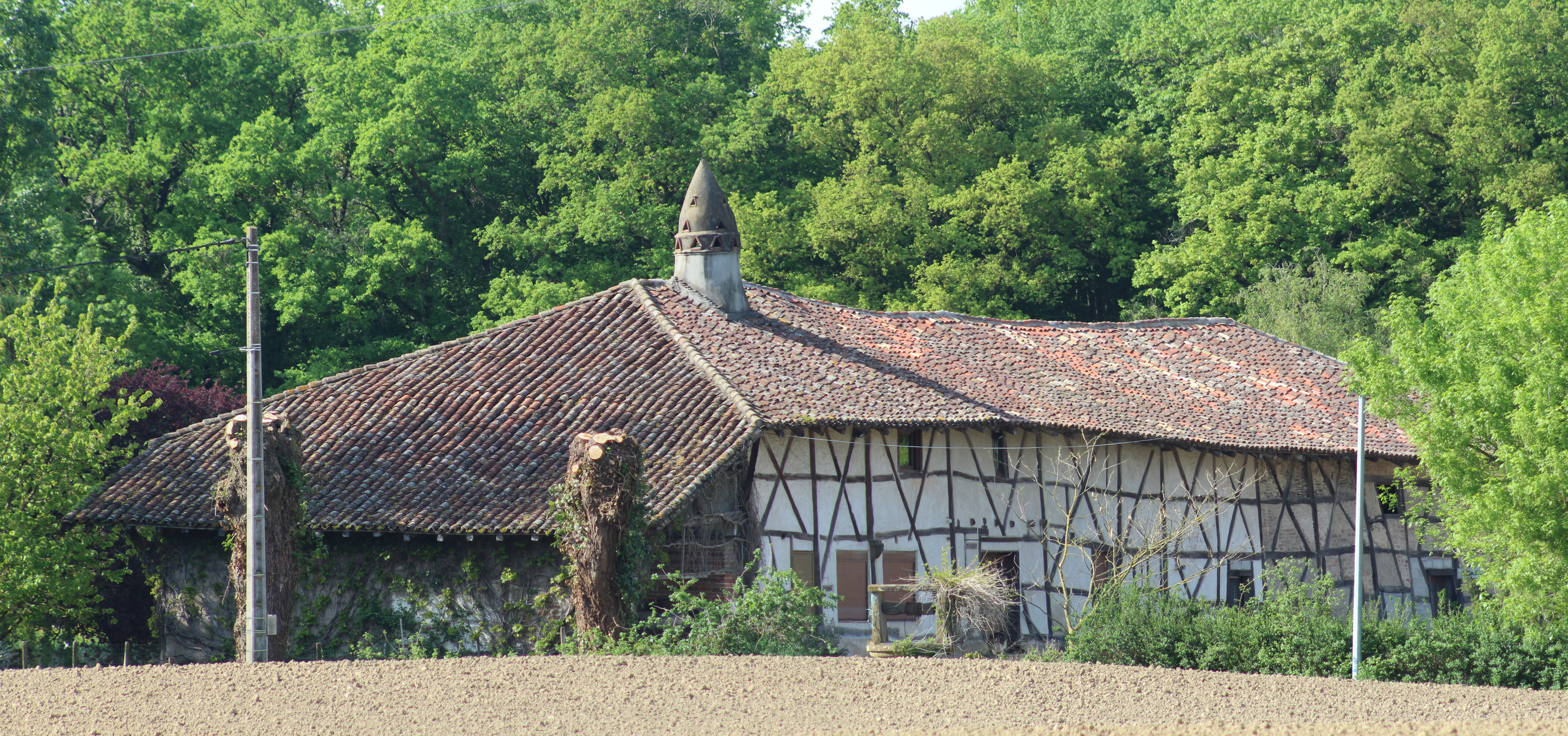
Ferme de Travernay.
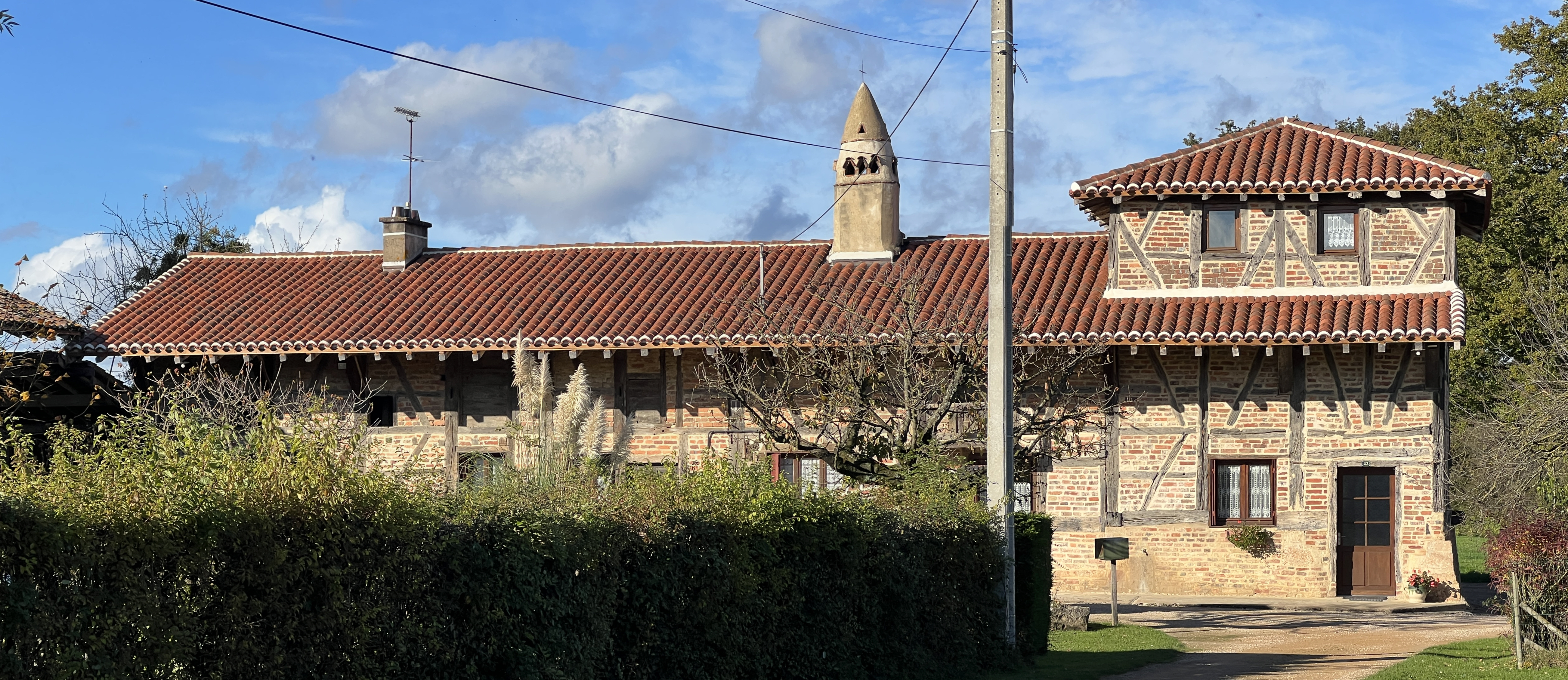
Grange des Carrons.
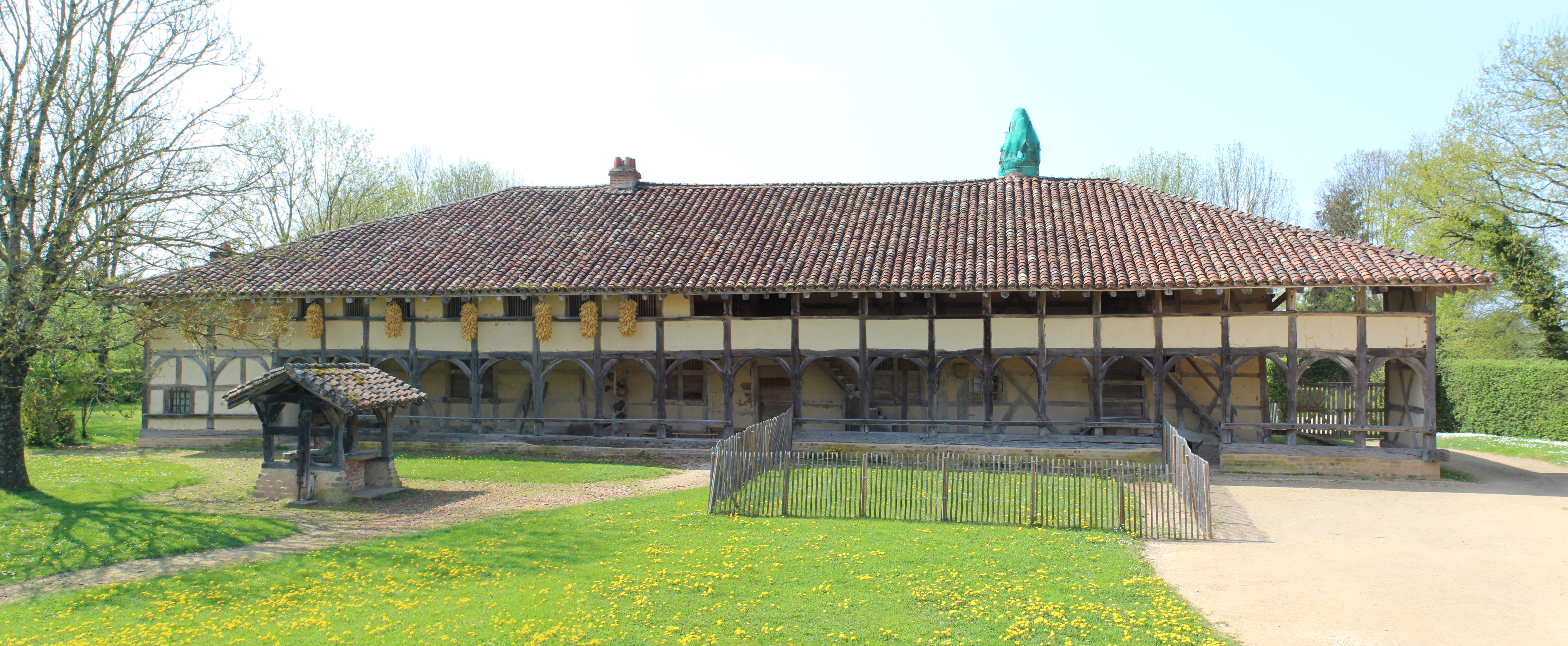
Ferme des Planons.
Ferme de la Grange du Clou.

#### Monuments commémoratifs

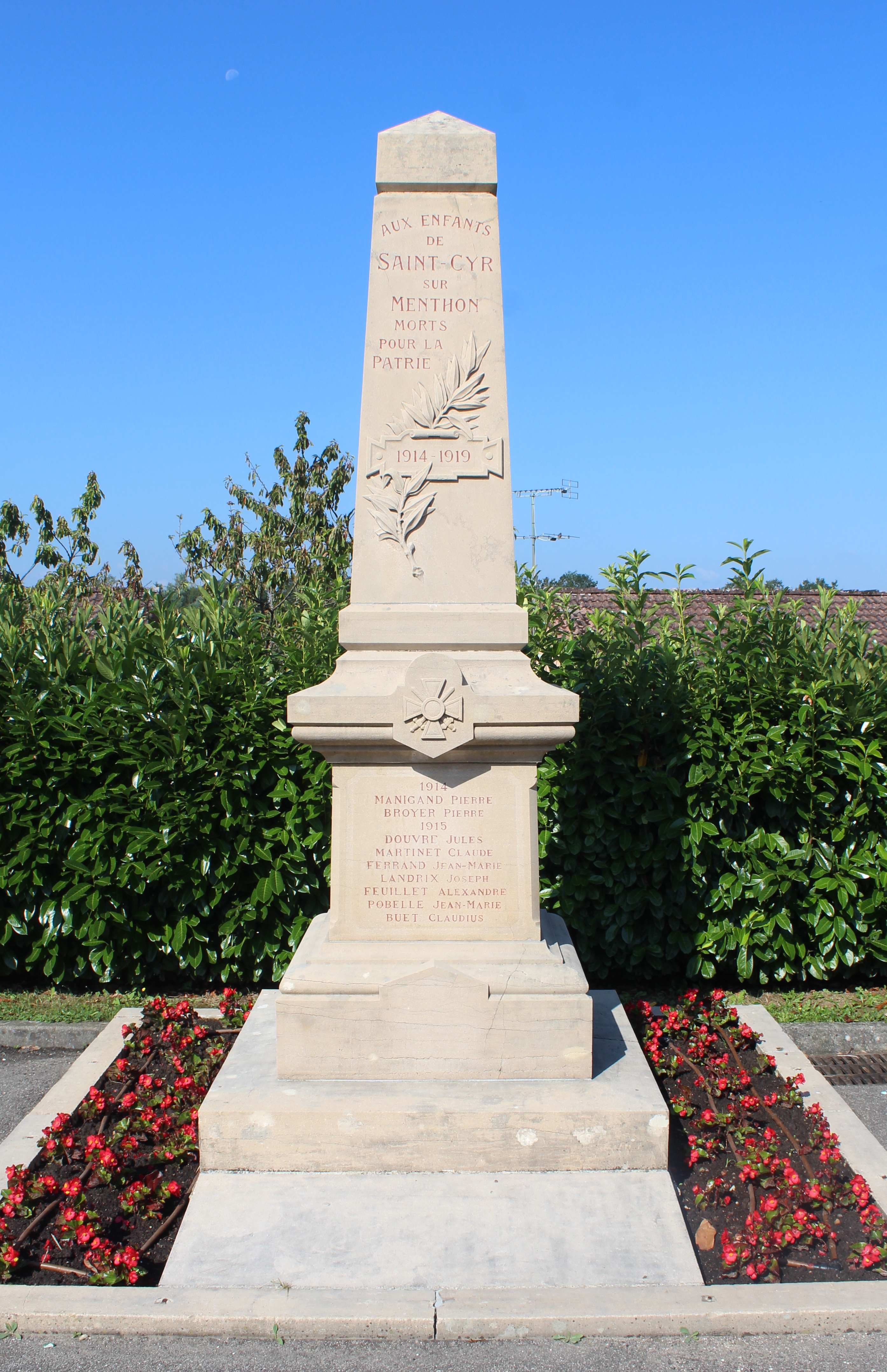
Monument aux morts.

Initialement installé à l'intersection entre l'actuelle route de Bourg et la rue du Menthon, le monument aux morts inauguré le 12 septembre 1920 honore la mémoire des soldats de la commune tombés pour la France. Il trône aujourd'hui sur la place Saint-Cyr depuis 1987 à la suite de l'aménagement de la place après la destruction du bâtiment qui était installé au centre du lieu. Les cinquante noms inscrits sur le monument commémoratif sont ceux des soldats victimes des conflits du XXe siècle dont six lors de la Seconde Guerre mondiale et un lors de la guerre d'Indochine. Les autres noms sont ceux des combattants morts pendant la Première Guerre mondiale.
Au lieu-dit Les Teppes, un monument commémore les événements qui se sont produits le 21 août 1944 dans le village. Les cinq personnes qui ont leur nom inscrit sur la stèle sont trois habitants de Saint-Cyr fusillés par les Allemands et deux résistants du maquis Albert de Pont-de-Vaux.
Près de la mairie sur la place éponyme, l'espace de Paix inauguré le 12 mars 2005 rend hommage aux victimes durant les conflits déroulés en Afrique du Nord entre 1952 et 1962.

#### Autres lieux
Sur la place historique du village domine l'église de style néogothique datant du XIXe siècle. Consécutivement à un long projet mené entre 1820 et 1859, l'édifice fut construit de 1859 à 1861 sous la direction de l'architecte lyonnais Joanny Farfouillon à l'emplacement de l'ancien cimetière et de l'ancienne église démolie en 1858,. De style néogothique, elle est placée sous le vocable de Saint Cyr.
Au pied de l'édifice religieux, le cimetière communal prend forme le 23 juillet 1859 à son emplacement actuel à la suite de la reconstruction de l'église. Une première extension a été réalisée en 1880 grâce à un don d'une parcelle en vigne de 13,8 ares. À la suite du manque de place auquel faisait face le cimetière, le conseil municipal décida en 2013 de procéder à une seconde extension du lieu par le sud avec 200 nouvelles places. Elle devrait être suivie par une troisième à l'horizon 2040. Près de ce cimetière, le lavoir date du début du XXe siècle et permettait aux femmes de l'époque de laver le linge.
Sur les bords du Menthon, on peut observer deux moulins dont celui de Cassevesce au bourg. Inexploité aujourd'hui, sa meule est exposée à proximité du lavoir. L'autre est le moulin du Pont situé au sud de la commune à la frontière avec Perrex.
La salle polyvalente est composée de plusieurs salles dont la bibliothèque et la salle de musique. Cet ensemble accueille aujourd'hui divers événements locaux et abritait aussi la mairie jusqu'au 2 octobre 1999 lorsqu'un bâtiment lui a été spécialement consacré. Accueillant aussi la caserne des pompiers jusqu'en 2001, la salle a été construite en 1987 près du bâtiment de la cantine scolaire et de la réunion qui était sis sur la place Saint-Cyr. Ce bâtiment, datant de 1931, fut détruit par la suite.

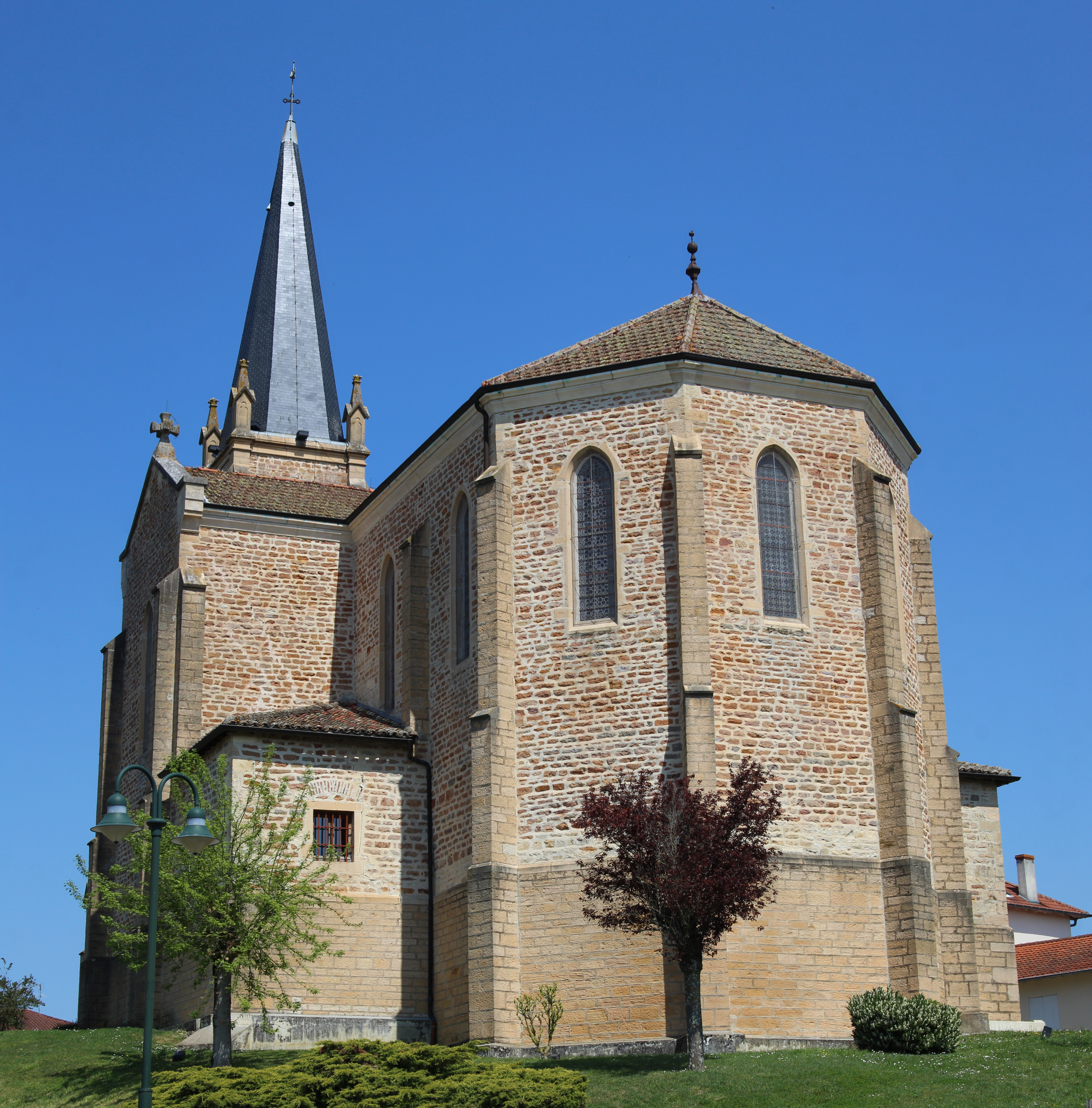
Église vue depuis la place des Lavandières.
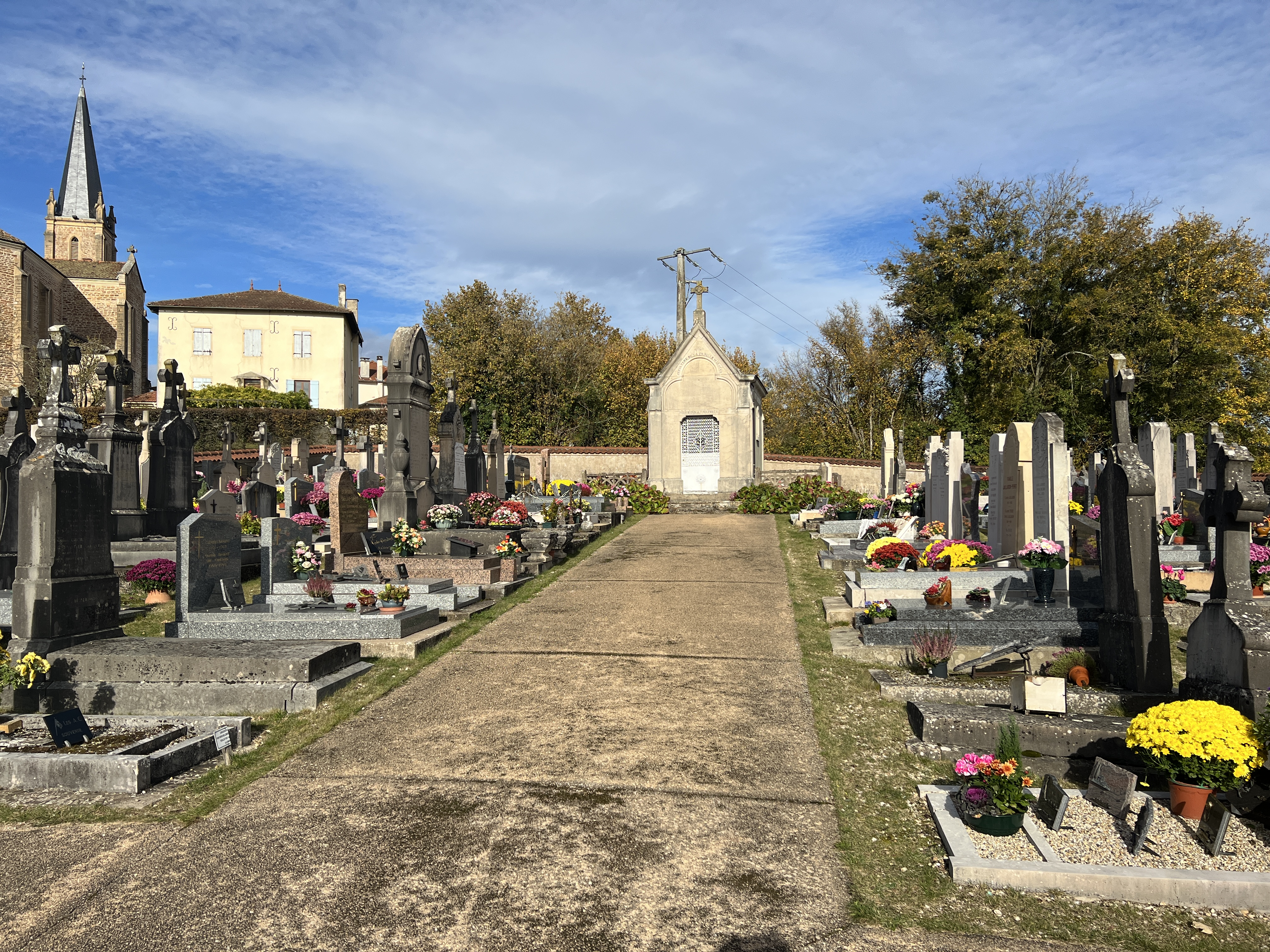
Cimetière.
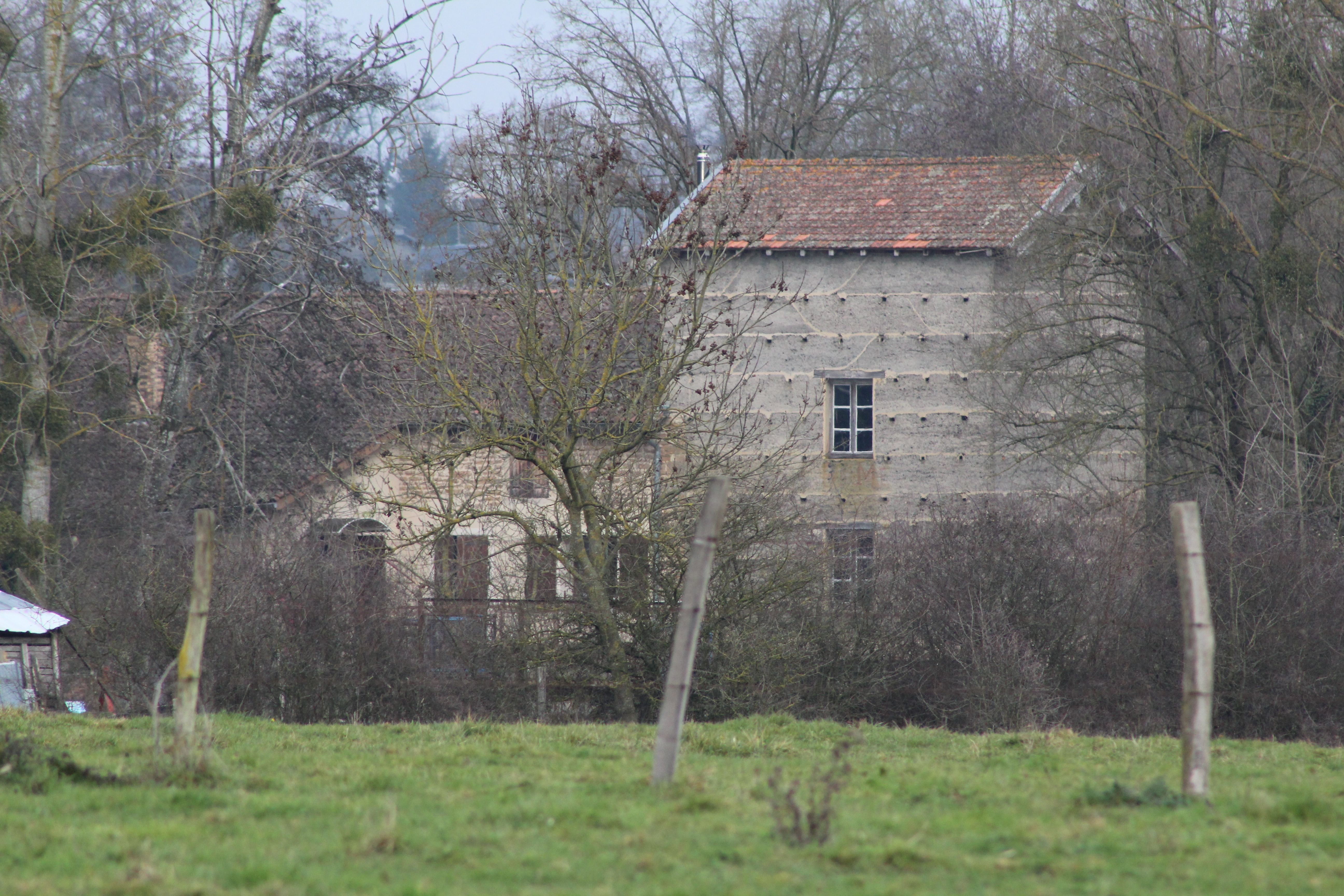
Moulin de Cassevesce.
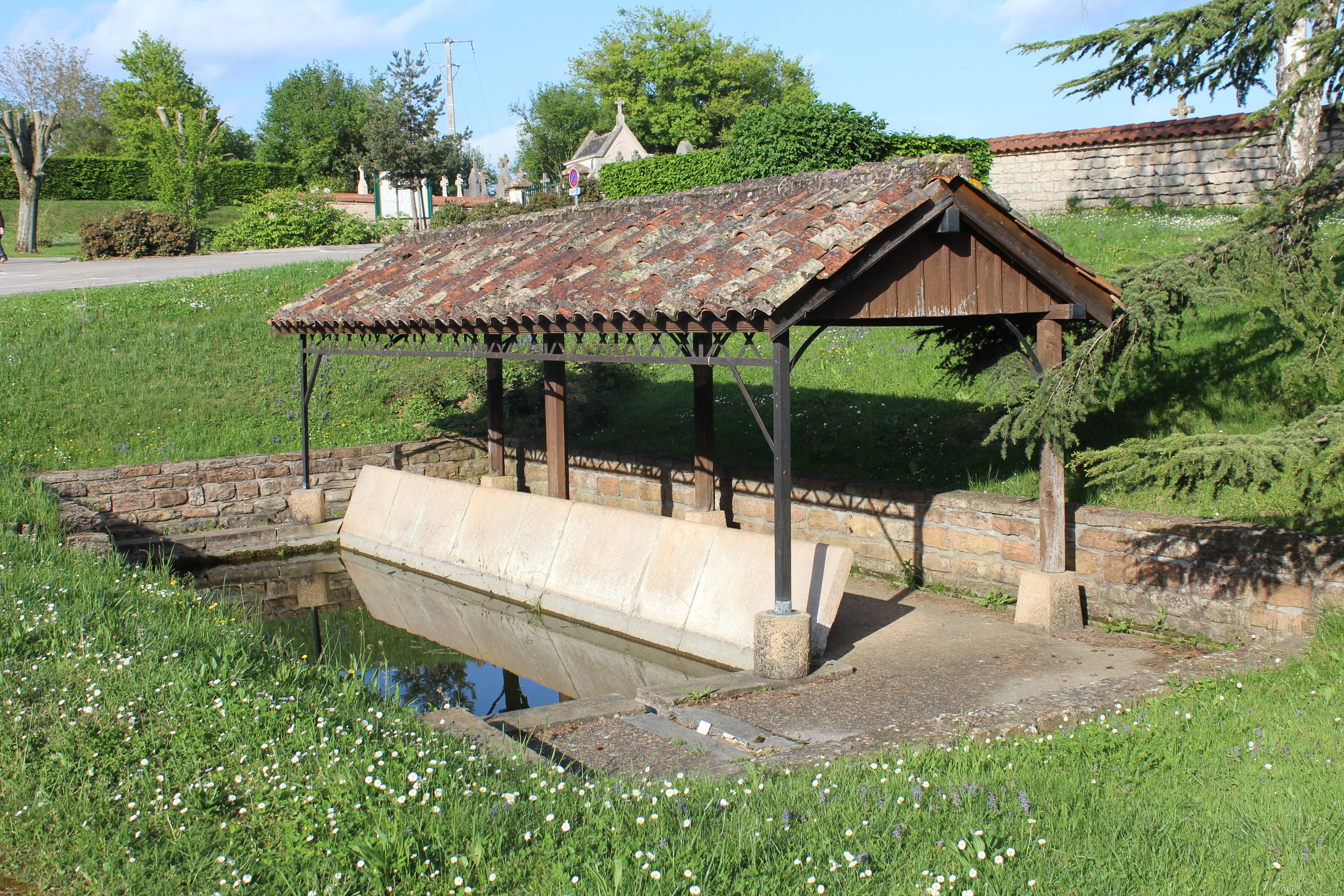
Lavoir du village.

### Patrimoine naturel

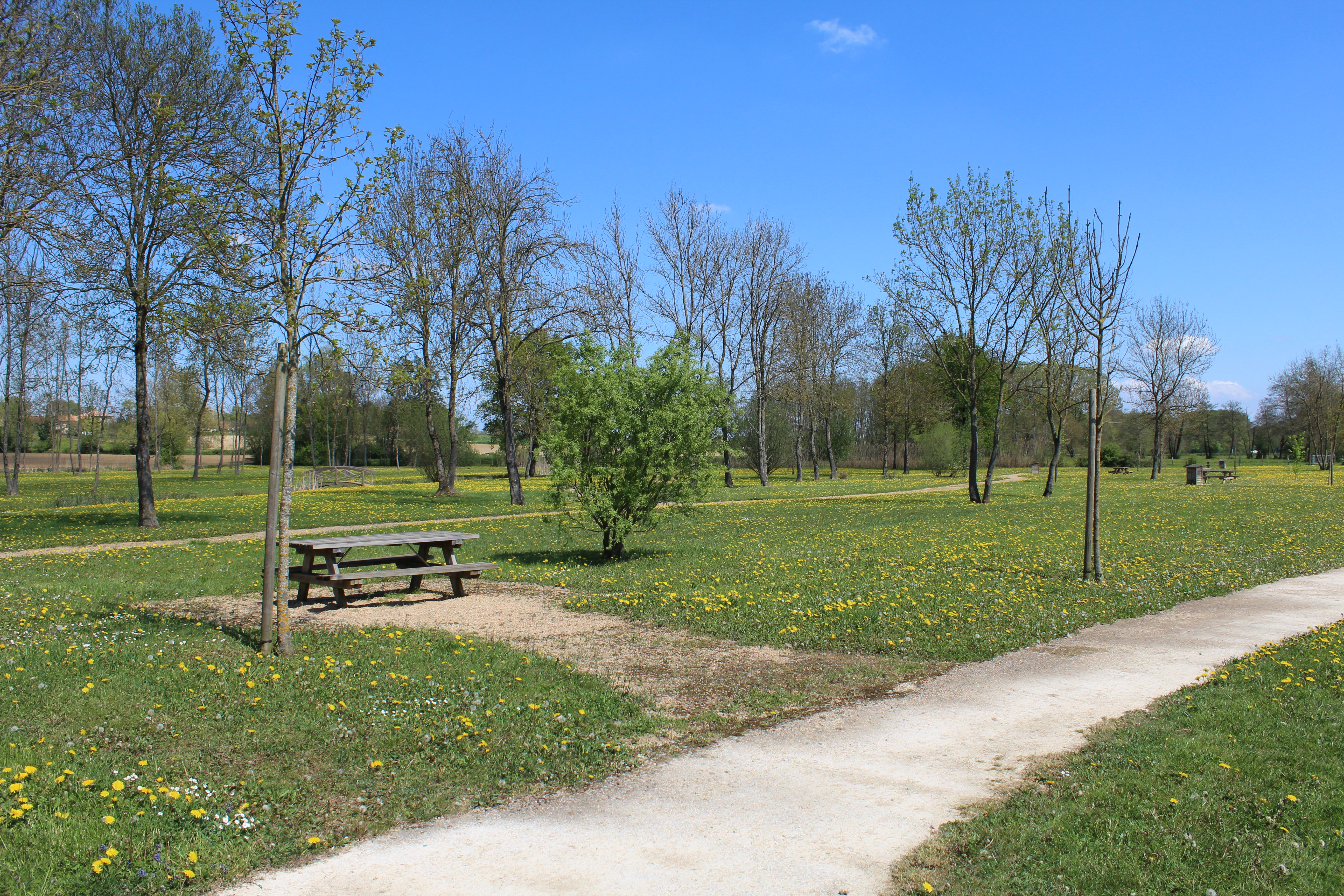
Parc des Rives du Menthon.

Saint-Cyr-sur-Menthon étant une commune rurale, les espaces verts sont omniprésents dans le territoire qui garde encore des étendues non urbanisées. À l'exception des deux moulins installés près du Menthon, les parcelles du bord de la rivière ne sont pas constructibles car sont situées en zones inondables. Cette restriction permet à la commune de garder des zones sauvages face à l'urbanisation du centre et de la périphérie de Saint-Cyr.
La commune compte 334 espèces indigènes : 41 appartiennent au règne animal et les 293 autres font partie du règne des plantes. En plus de ces espèces, on en recense 11 qui ont été introduites comme le faisan de Colchide et le trèfle bâtard. Cependant, deux des onze espèces introduites sont considérées comme envahissantes, il s'agit de l'Ambrosia artemisiifolia et l'Artemisia verlotiorum. Quatre espèces domestiques sont présentes sur le territoire : le peuplier du Canada, deux espèces de blé tendre et la vesce cultivée. Parmi toutes les espèces présentes, quatre sont inscrites dans la liste des espèces menacées. L'hottonie des marais fait partie de la liste rouge au niveau de la région Rhône-Alpes, le chardonneret élégant l'est au niveau national et le vanneau huppé l'est au niveau européen. Enfin, le martin-pêcheur d'Europe fait partie des listes rouges nationale et européenne.

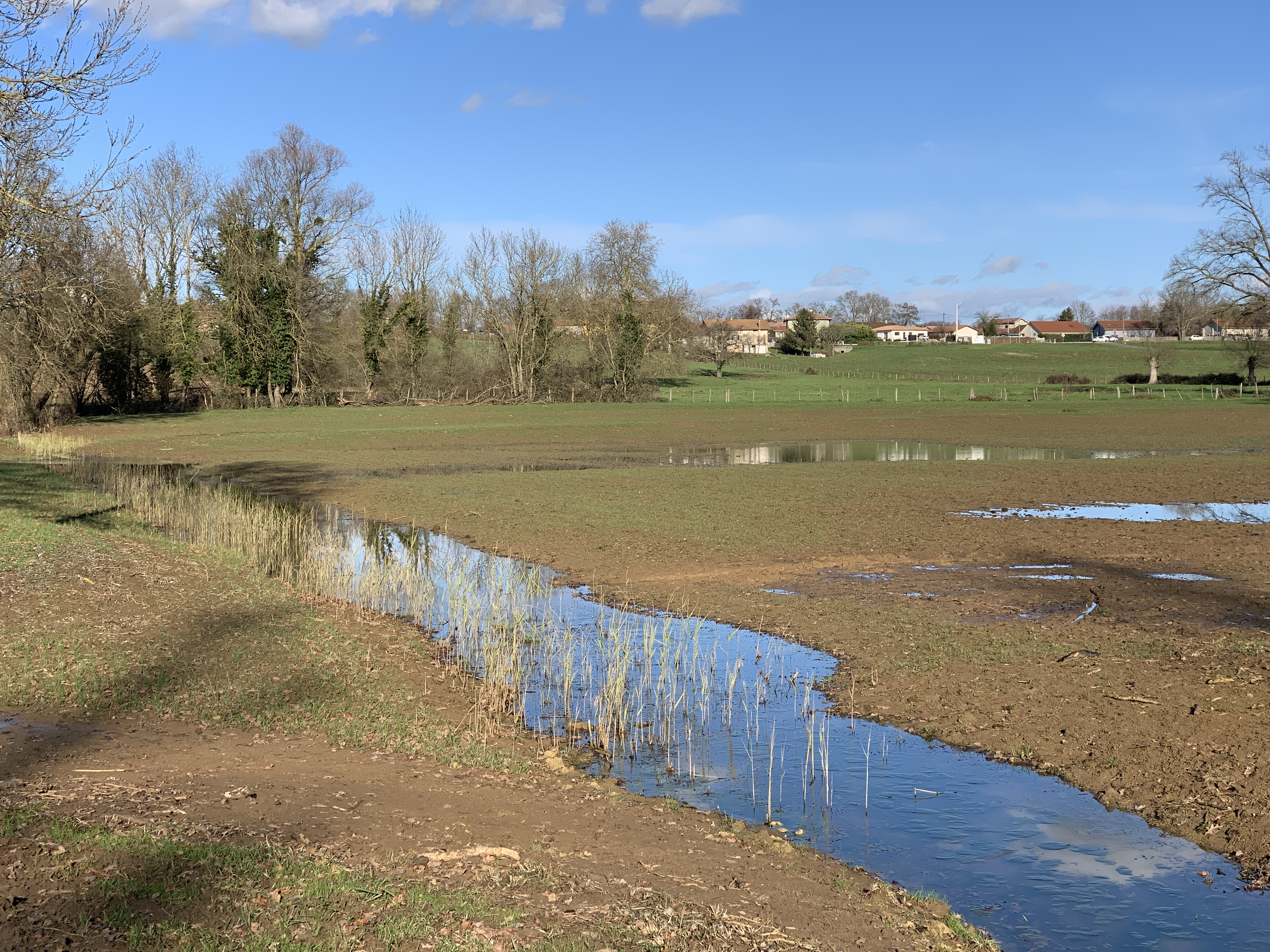
La frayère en décembre 2019.

Des installations sont présentes sur le territoire pour permettre à la faune et la flore de se développer. Par exemple, deux hôtels à insectes sont installés dans le parc des Rives du Menthon et trois autres le sont au domaine des Planons. En novembre 2019, une frayère d'une surface de 12 000 m2 — la plus importante du bassin versant de la Veyle — est inaugurée aux abords du Menthon. Elle permet aux poissons, plus particulièrement aux brochets, de se reproduire plus facilement grâce à la mise en eau de ce lieu de janvier à avril. Le reste de l'année, la frayère est une prairie contenant une soixantaine d'espèces de plantes attirant des insectes et autres espèces animales, ce qui constitue une petite niche écologique.
Les rives du Menthon sont un parc aménagé dès 2008 près du moulin de Cassevesce. Dans ce parc, des tables de pique-nique sont installées le long des sentiers pour permettre aux citoyens de la commune d'avoir un espace de détente. En plus de ces aménagements, le parc accueille une aire de jeux pour les enfants et un terrain multisport dit city-stade. Il est de plus possible de pratiquer la pêche, des concours sont même régulièrement organisés, notamment le concours annuel de la société de pêche L'Hameçon organisé au mois de juin.

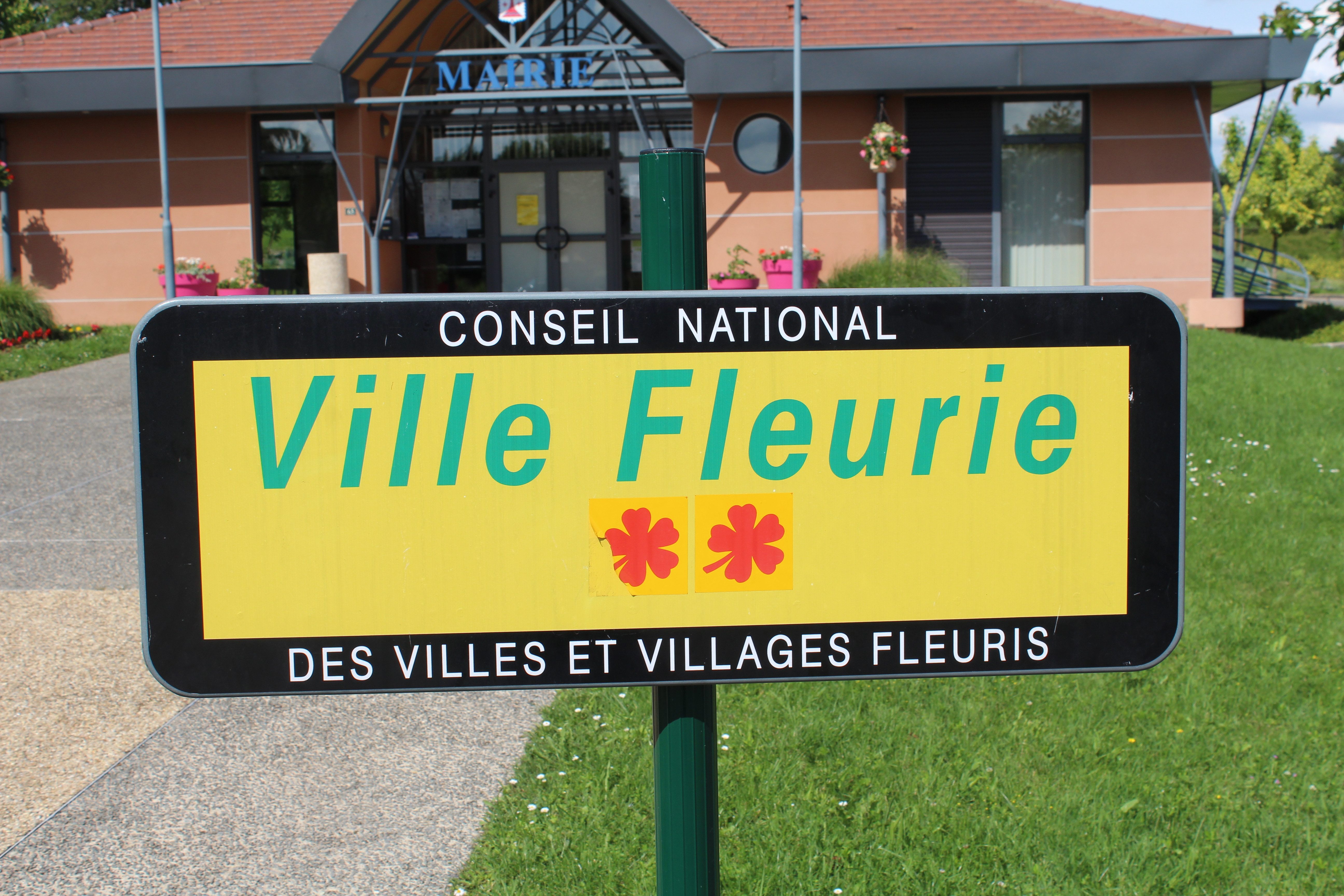
Panneau Ville fleurie devant la mairie.

Le comité de fleurissement, créé le 16 février 2006, participe activement au fleurissement du village qui lui a permis d'obtenir diverses récompenses à des concours. L'année 2009 marque l'obtention de la première fleur du label « ville fleurie » attribuée par le Conseil national de villes et villages fleuris au concours des villes et villages fleuris. En 2012, la commune obtient sa deuxième fleur,.

### Patrimoine culturel

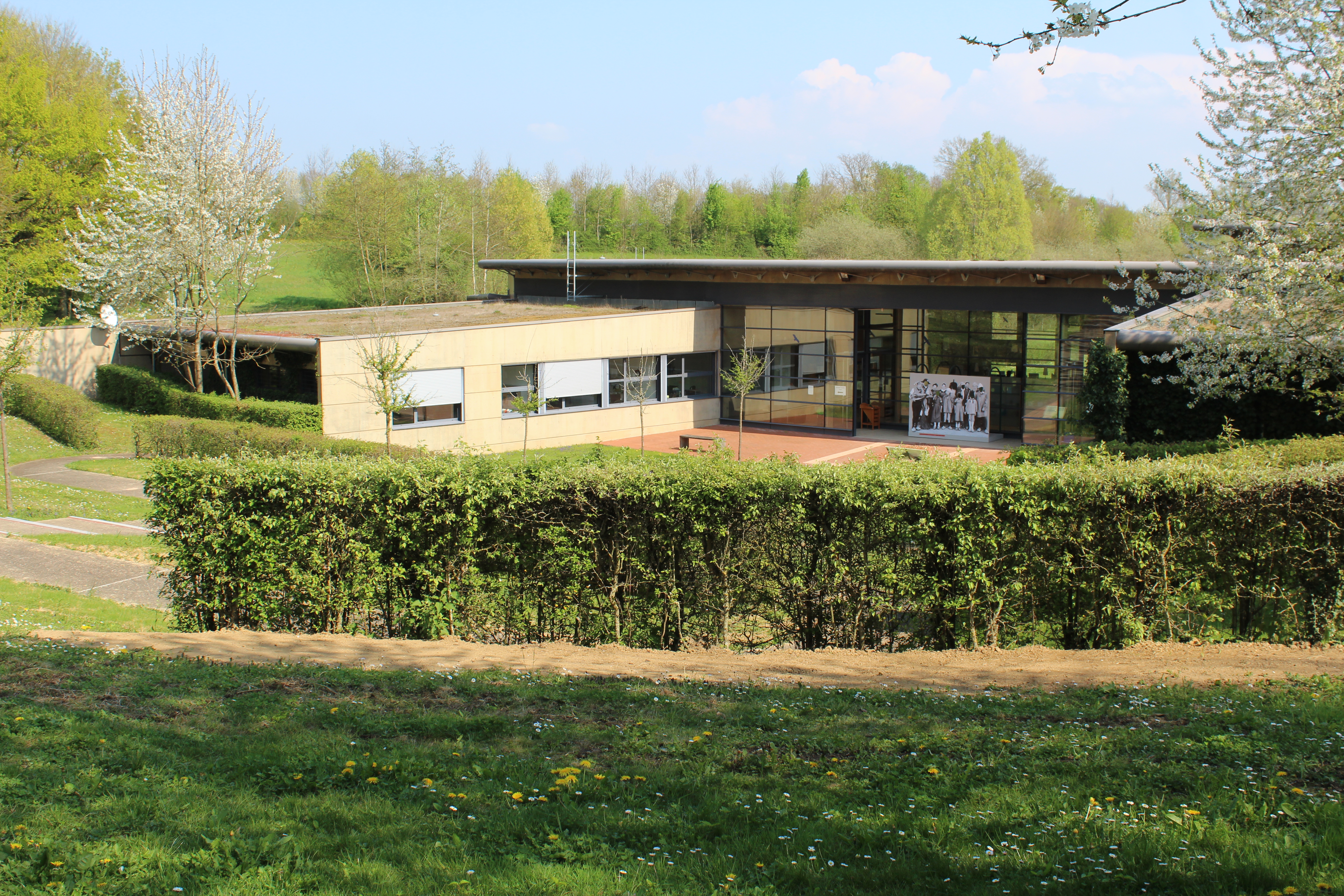
Bâtiment du musée où se tiennent les expositions.

Saint-Cyr possède un patrimoine culturel assez riche malgré sa faible population comparée aux villes comme Mâcon ou Bourg-en-Bresse. Le plus important lieu consacré à la culture étant le musée départemental de la Bresse où sont exposés près de 3 500 objets témoignant de la culture bressane : la mode, la gastronomie ou encore les émaux bressans. En parallèle, des expositions temporaires sont ouvertes au public. En plus de ce musée, la bibliothèque municipale située au bourg dans le bâtiment de la salle polyvalente est ouverte à tous et peut faire l'objet d'animations culturelles.

#### Saint-Cyr dans les arts
Alexandre Dumas, dans son œuvre littéraire Les Compagnons de Jéhu qui raconte l'histoire d'une conspiration royaliste après l'arrivée au pouvoir de Napoléon Bonaparte et qui se déroule principalement à Bourg-en-Bresse, cite Saint-Cyr-sur-Menthon. Dans ce passage, il parle du cheval d'un certain Montbar qui y faisait une courte halte sur le chemin partant de Bourg en direction de Mâcon.
En 1974, La Main enchantée de Michel Subiela, qui est un téléfilm fantastique français adapté de la nouvelle de Gérard de Nerval, a été tourné le temps d'une scène dans la ferme des Planons Cette scène est celle du banquet et du mariage campagnard avec des personnages en costumes de la Renaissance.

#### Langue bressane
Le bressan, langue locale ou un ensemble de patois appartenant au domaine du francoprovençal, est la langue locale de la Bresse. Au début du XIXe siècle, il a été observé que cette langue était surtout parlée dans les campagnes de la région. Patois mélangeant le celte — quoique peu perceptible —, l'italien et surtout le latin, cette langue comporte des variations dans les différents lieux de la région voire au niveau communal.
Bien que le bressan ait été la langue qui s'est maintenue le plus longtemps dans l'aire arpitane, elle n'est plus la langue vernaculaire de la commune qui s'est fait aux dépens du français. Toutefois, la préservation de la langue se fait par le biais d'associations et d'événements comme la fête départementale des patois, folklore, traditions qui se tient à L'Escale dans la commune voisine de Saint-Jean-sur-Veyle.

### Événements

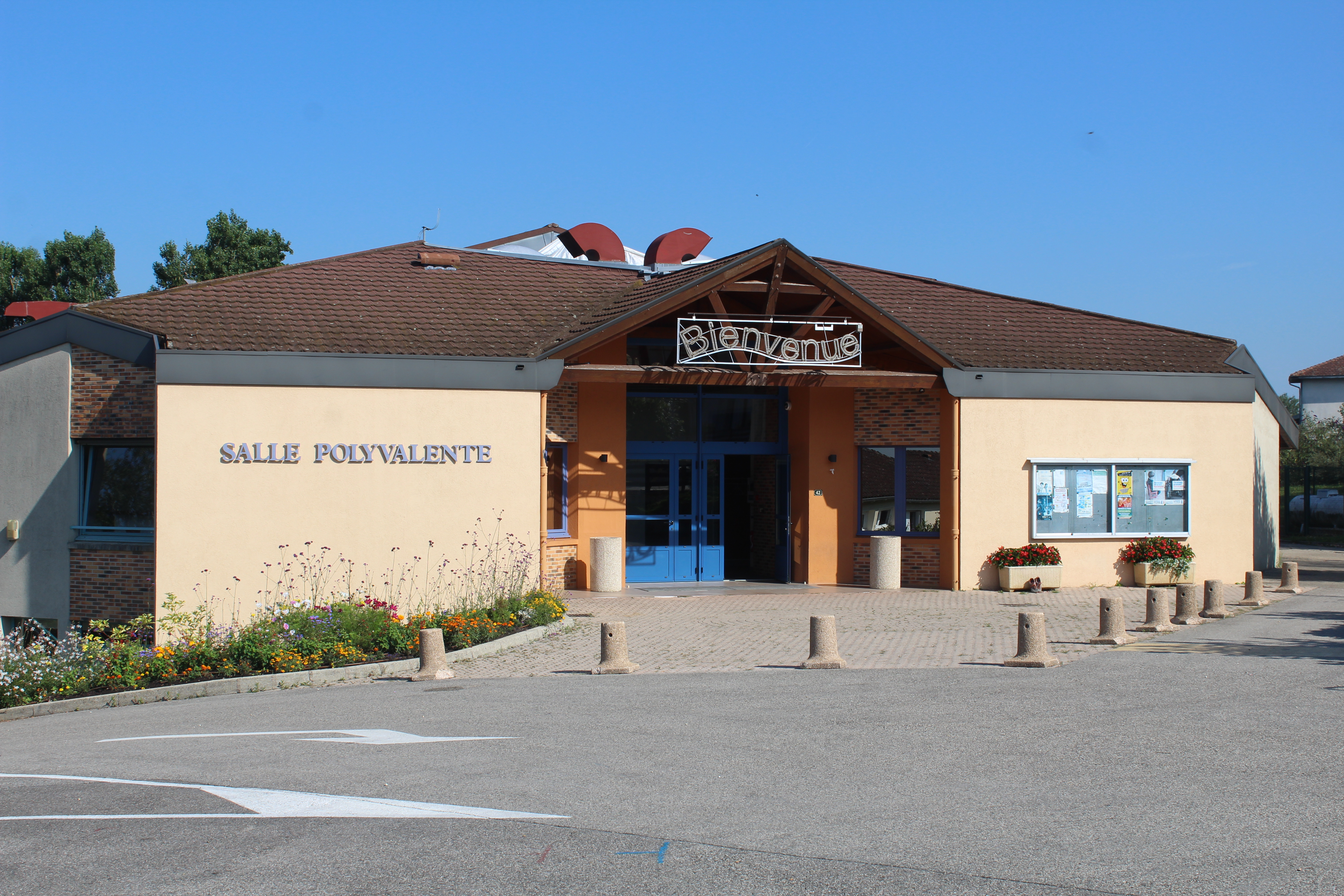
Salle polyvalente.

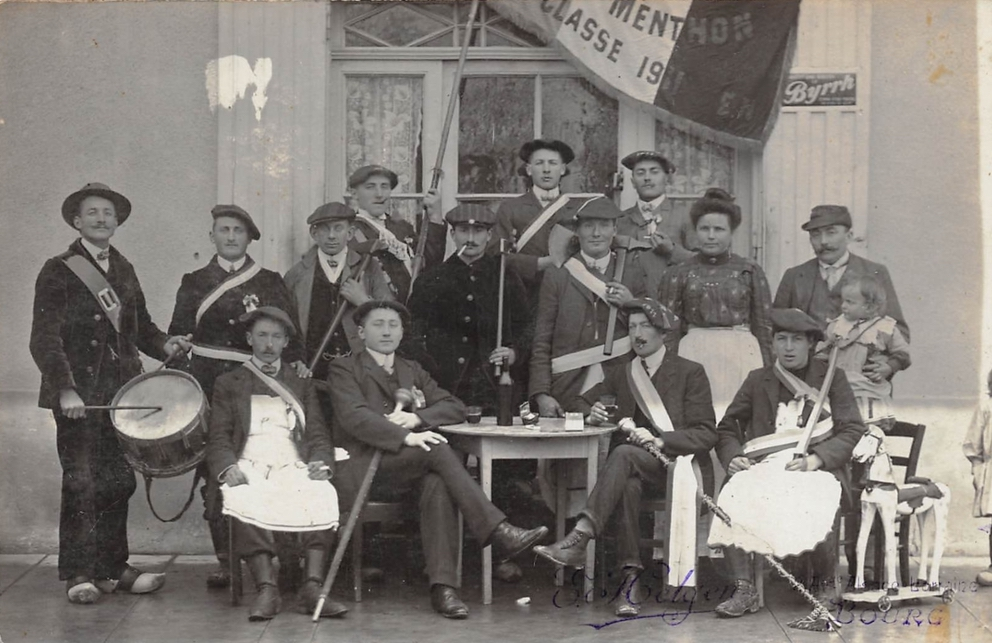
La classe 1911 des conscrits du village.

Chaque année, le banquet des conscrits organisé par les 20 ans a lieu le deuxième samedi de l'année et se termine le dimanche qui suit avec les matefaims. Durant une semaine aux alentours de Noël, les 20 ans accompagnés des jeunes de la classe inférieure sillonnent la commune pour rencontrer les habitants autour d'un repas, d'un café ou d'un apéritif afin de récolter des fonds pour le banquet,.
Chaque année le dernier week-end de mai est organisée la fête patronale. Les festivités s'organisent durant ces deux jours, diverses attractions foraines sont installées sur la place Saint-Cyr, un feu d'artifice est tiré le samedi soir et d'autres événements sont organisés durant la période,.
D'autres événements se déroulent chaque année comme le repas dansant des chasseurs, les lotos organisés par le sou des écoles du RPI et le club de football qui organise aussi un repas dansant. Au long de l'année, l'école de musique programme différents concerts à la salle polyvalente notamment celui de printemps autour de mars et avril et celui de fin d'année au mois de décembre. Les monuments historiques du village sont aussi au cœur des événements. Par exemple, la ferme des Planons accueille des concerts ou la fête de Noël, la ferme de la Grange du Clou est parfois le théâtre d'expositions.
D'autres manifestations qui sont ancrées dans le village ont lieu à plus petite échelle, au niveau des quartiers. Certains hameaux organisent annuellement une fête de quartier réunissant les âmes du voisinage autour d'un repas ou plus. Parmi eux peuvent être cités les quartiers des Gambys, d'Arringes, du Druillet ou des Croix Vieilles.

### Gastronomie

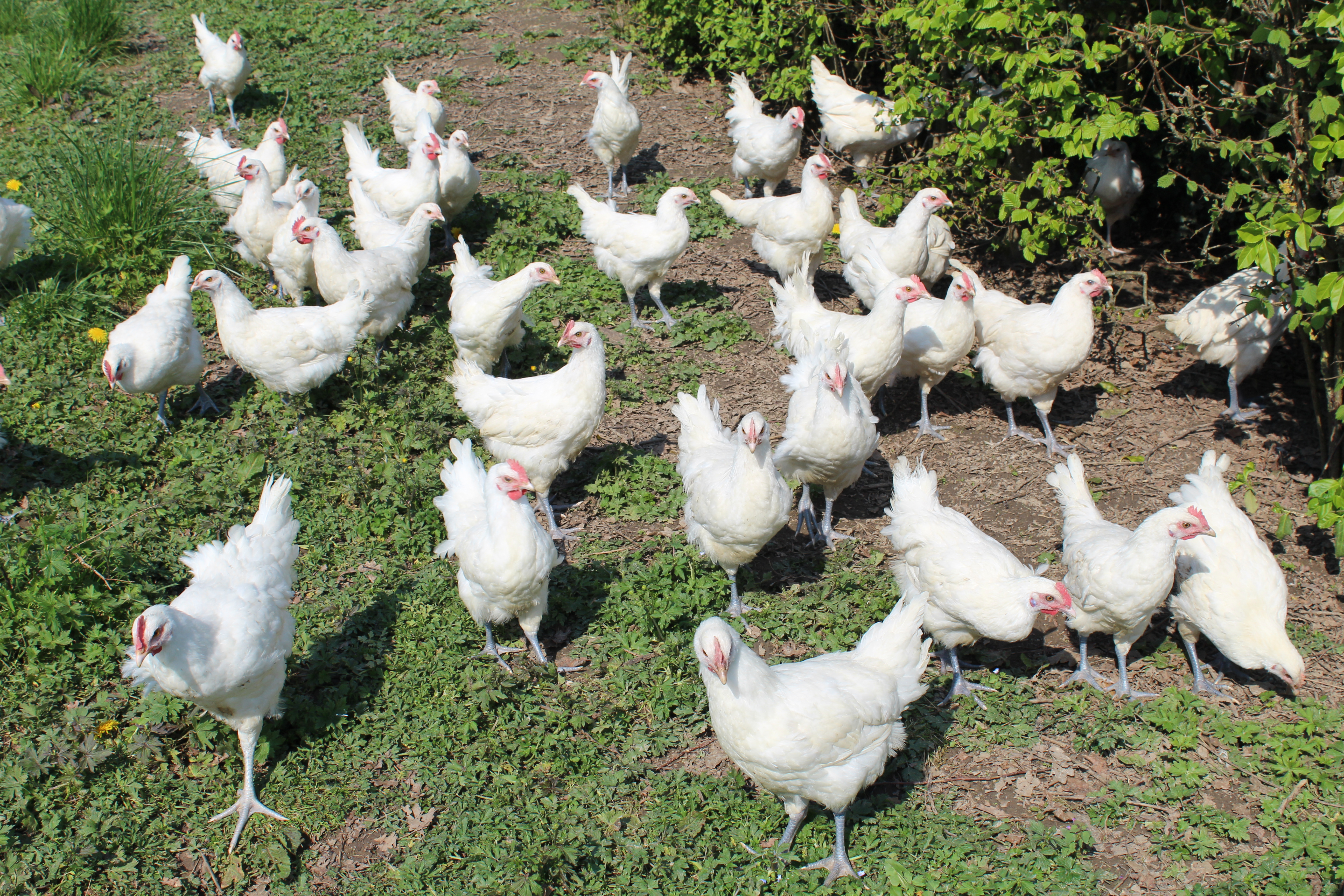
Poulets de Bresse au Domaine des Planons.

La Bresse est connue pour la production de quatre volailles de Bresse, plus particulièrement pour celle de poulets. Parmi ces quatre oiseaux, le poulet, la poularde et le chapon bénéficient de l'appellation commune AOC Volailles de Bresse depuis le 1er août 1957, une première mondiale pour une volaille. Saint-Cyr se situe entièrement l'aire géographique de cette AOC qui avait été définie dès le 22 décembre 1936 par un jugement du tribunal de Bourg-en-Bresse. Le 22 décembre 1976, la dinde de Bresse — la dernière des quatre volailles — obtient une AOC dont la zone géographique inclut entièrement Saint-Cyr.
La commune se situe aussi dans l'aire géographique de deux autres appellations : l'AOC Beurre de Bresse depuis le 9 mai 2012 et l'AOC Crème de Bresse depuis le 26 juin 2012,,.
Les autres spécialités culinaires sont semblables à de la région bressane, c'est-à-dire les gaudes, la galette bressane et les gaufres bressanes,,. Afin de mettre en lumière l'ensemble de ce patrimoine culinaire, le musée départemental de la Bresse est devenu en 2020 le domaine des Saveurs - Les Planons. Ce changement se traduit notamment par l'ajout de d'expositions autour de ce patrimoine, de visites gourmandes, des ateliers culinaires et de dégustation, et la vente de produits aindinois.
Dans la commune, il est autorisé de produire le vin IGP Coteaux de l'Ain sous les trois couleurs, rouge, blanc et rosé,. Du vin était auparavant produit sur le territoire, il existait ainsi 20 ha de vignes en 1906. Aujourd'hui, elles ne sont plus présentes, seuls le sentier des Grandes Vignes et l'allée des Vignes Rouges témoignent encore de ce passé viticole. Enfin, la volaille de l'Ain, la volaille de Bourgogne et l'emmental français est-central ont aussi eux aussi une indication géographique protégée dont l'aire géographique inclut Saint-Cyr en totalité,,.

### Personnalités liées à la commune
- Jean-François Pelletier, ancien maire de la commune, a notamment été président du syndicat intercommunal d'énergie et de e-communication de l'Ain (SIEA). Il est mort en 2016[k 3].
- Pierre Besset (1907-1979), résistant et député communiste a travaillé au sein de l'imprimerie clandestine installée à Saint-Cyr-sur-Menthon dès 1940. il imprimait clandestinement L'Humanité[133].
- Jordan Cruel, double champion du monde de kickboxing[k 24].

### Héraldique
| Armes de Saint-Cyr-sur-Menthon | Les armes de Saint-Cyr-sur-Menthon se blasonnent ainsi : D'hermine de trois mouchetures placées en orle, celle du chef dextre mise en bande, celle du chef senestre en barre et celle de la pointe en pal ; à une terrasse (poype) de gueules, chargée d'une fasce ondée d'argent emplie d'azur et surmontée d'un château fort aussi de gueules, ouvert fenestré et maçonné d'argent, accosté de deux croisettes de gueules ; le tout à une bordure dentée d'azur. |

Les armes de la commune, adoptées le 31 mars 1993, ont été créées de manière à faire référence à différents éléments historiques et géographiques du territoire. Les liens de Saint-Cyr avec les sires de Bâgé sont montrés dans le blason grâce au fond bleu et blanc ainsi qu'aux trois mouchetures d'hermines étant donné que les armes des sires de l'ancienne capitale bressane sont d'« azur au lion d'hermines ». Le saint Cyr est le patron des scieurs de long dans certaines régions, ce qui explique que la pièce d'azur est en dents de scie. Quant au Menthon, il est représenté par la pièce bleue ondulée incluse dans un élément plus grand représentant la poype. Elle est surmontée d'une tour et l'ensemble représente la motte castrale telle qu'elle était dans le passé. La couleur rouge renvoie au carron, type de brique de couleur rouge orangé fréquemment utilisé en Bresse et dans la Dombes. Enfin, les deux croix rouges rappellent que la paroisse de Saint-Cyr a été soumise à différentes juridictions religieuses et établissements templiers voisins dont les hospitaliers de Tessonges.

## Pour approfondir